# Burgtheater

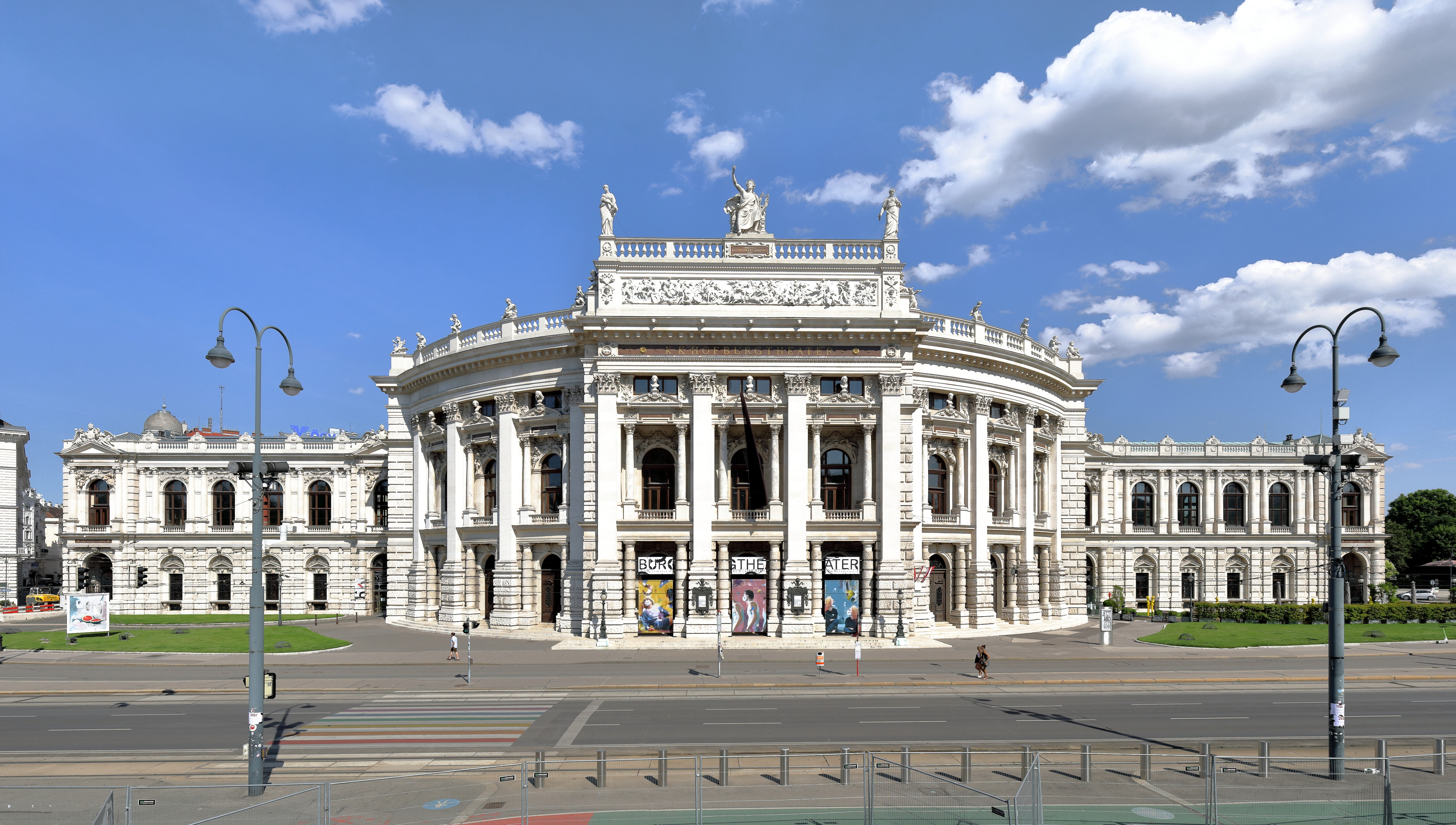
Burgtheater

Das Burgtheater ist ein Schauspielhaus an der Ringstraße in der österreichischen Hauptstadt Wien. Gegründet 1748 als k. k. Theater nächst der Burg, ist es das größte Schauspielhaus des deutschsprachigen Raumes und eines der bedeutendsten Schauspielhäuser der Welt. Das Neorenaissancegebäude wurde 1874 bis 1888 durch Franz Joseph I. von Gottfried Semper und Karl von Hasenauer als k. k. Hofburgtheater errichtet. Direktor des Burgtheaters ist seit September 2024 Stefan Bachmann.

## Geschichte

### Altes Burgtheater am Michaelerplatz

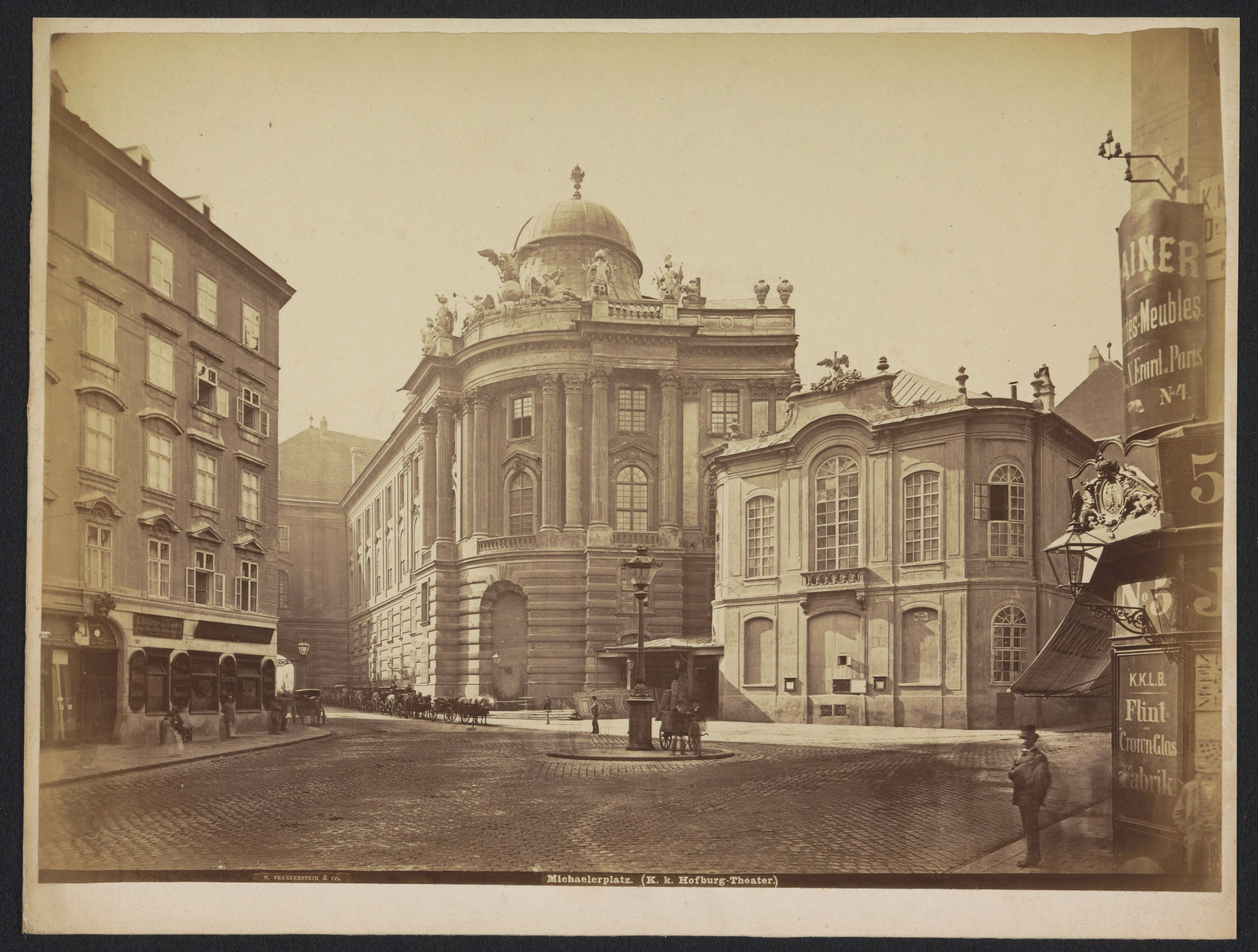
k. k. Theater nächst der Burg am Michaelerplatz, vor 1888

Das ursprüngliche Burgtheater wurde in einem Ballhaus eingerichtet, das der römisch-deutsche König und spätere Kaiser Ferdinand I. 1540 im unteren Lustgarten der Hofburg erbauen ließ, nachdem das alte Ballhaus 1525 einem Brand zum Opfer gefallen war. Bis zu Beginn des 18. Jahrhunderts wurde dort das Jeu de Paume gespielt, ein Vorläufer des Tennis. Am 14. März 1741 erteilte schließlich Kaiserin Maria Theresia, die nach dem Tod ihres Vaters eine allgemeine Theatersperre angeordnet hatte, dem „Entrepreneur der königlichen Hofopern“ und Pächter des 1708 errichteten Theaters am Kärntnertor, Joseph Karl Selliers, die Erlaubnis, das Ballhaus in ein Theater umzuwandeln. Gleichzeitig wurde ein neues Ballhaus Ecke Schauflergasse / heutige Bruno-Kreisky-Gasse errichtet, das dem heutigen Ballhausplatz seinen Namen gab.
Am 14. Mai 1748 wurde das neu gestaltete Theater nächst der Burg mit Christoph Willibald Glucks Oper Semiramide riconosciuta eröffnet. 1756 erfolgten größere Umbauarbeiten, wobei unter anderem eine neue Rückwand errichtet wurde. Der Zuschauerraum des alten Burgtheaters war noch eine reine Holzkonstruktion und fasste etwa 1200 Gäste. Die kaiserliche Familie konnte ihre Hofloge direkt von den kaiserlichen Gemächern aus erreichen, mit denen das Burgtheater baulich verbunden war. An der alten Spielstätte am Michaelerplatz wurden unter anderem mehrere Werke von Gluck, Ludwig van Beethoven, Wolfgang Amadeus Mozart sowie Franz Grillparzer uraufgeführt.
Am 17. Februar 1776 erklärte Kaiser Joseph II. das Theater zum Teutschen Nationaltheater. Er war es auch, der per Dekret anordnete, dass die Stücke keine traurigen Ereignisse behandeln sollten, um die kaiserlichen Zuschauer in keine schlechte Stimmung zu bringen. Viele Stücke mussten deswegen geändert und mit einem „Wiener Schluss“ (Happy End) versehen werden, beispielsweise Romeo und Julia oder Hamlet. Ab 1794 trug das Theater den Namen k.k. Hoftheater nächst der Burg.
1798 wurde der Dichter August von Kotzebue zum Leiter des Burgtheaters ernannt, aber nach Auseinandersetzungen mit den Schauspielern verließ er 1799 Wien. Unter Direktor Joseph Schreyvogel wurde Deutsch statt Französisch und Italienisch als neue Bühnensprache eingeführt.
Am 12. Oktober 1888 fand die letzte Vorstellung im alten Haus statt. Das Burgtheaterensemble übersiedelte in die neue Spielstätte am Ring. Das alte Burgtheater musste der Komplettierung des Michaelertrakts der Hofburg weichen. Die Pläne dazu hatte Joseph Emanuel Fischer von Erlach bereits knapp 200 Jahre vor dem Abriss des alten Burgtheaters gezeichnet. Eine 1817 errichtete, originalgetreue (aber verkleinerte) Kopie des Theatersaales befindet sich im rumänischen Oravita.

### Neues Burgtheater am Franzensring

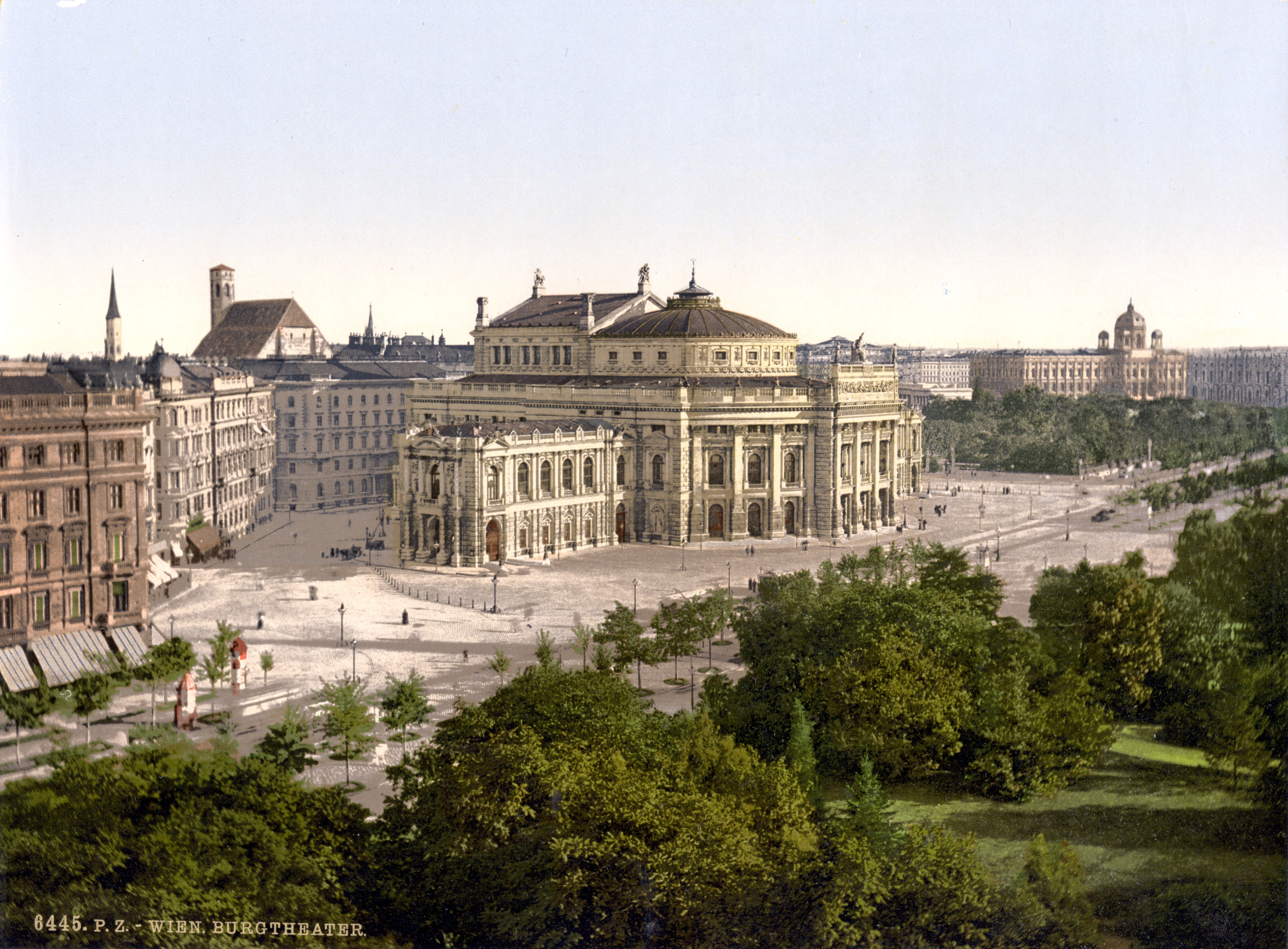
k. k. Hofburgtheater um 1900

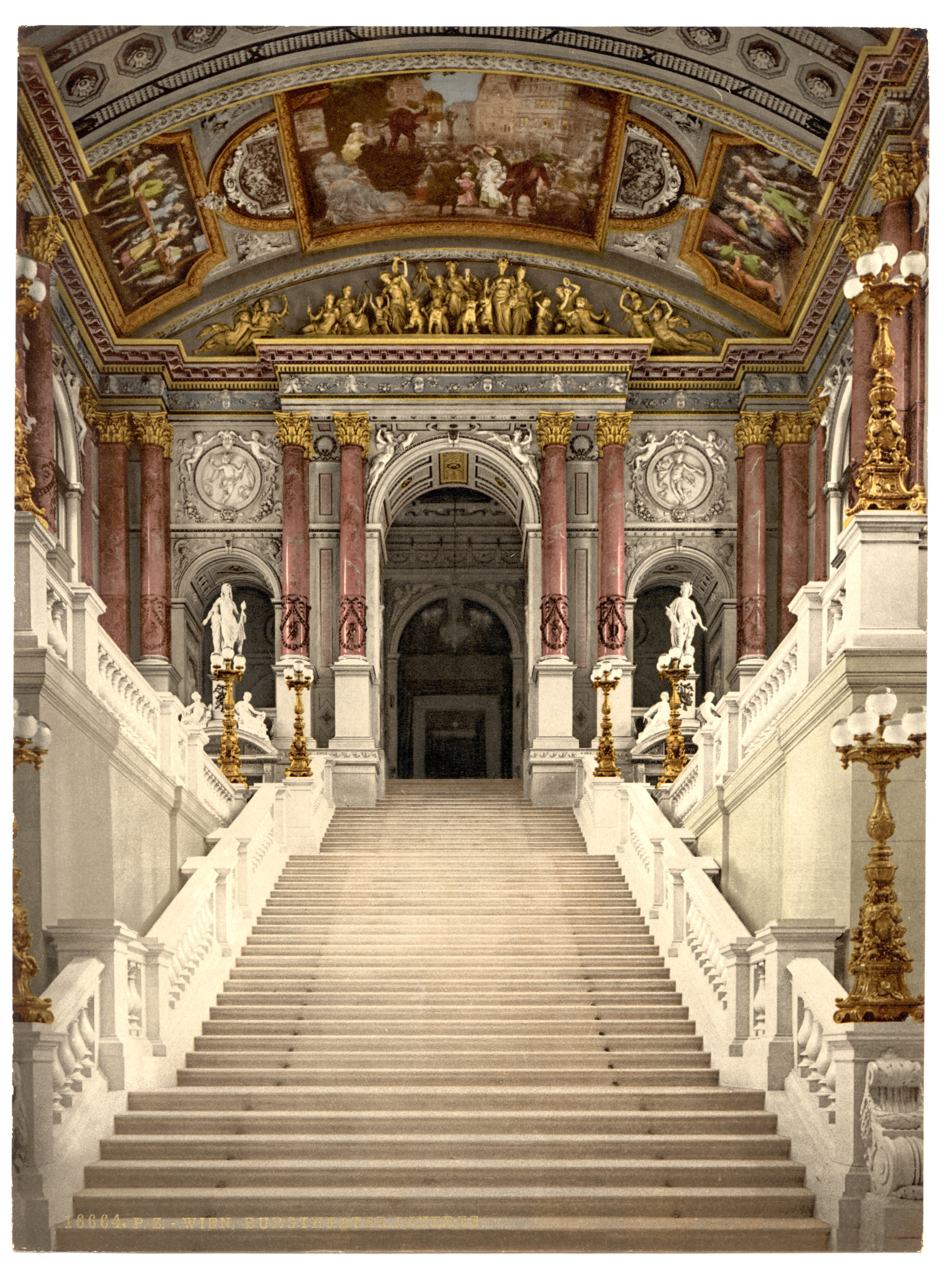
Kaiserstiege um 1900

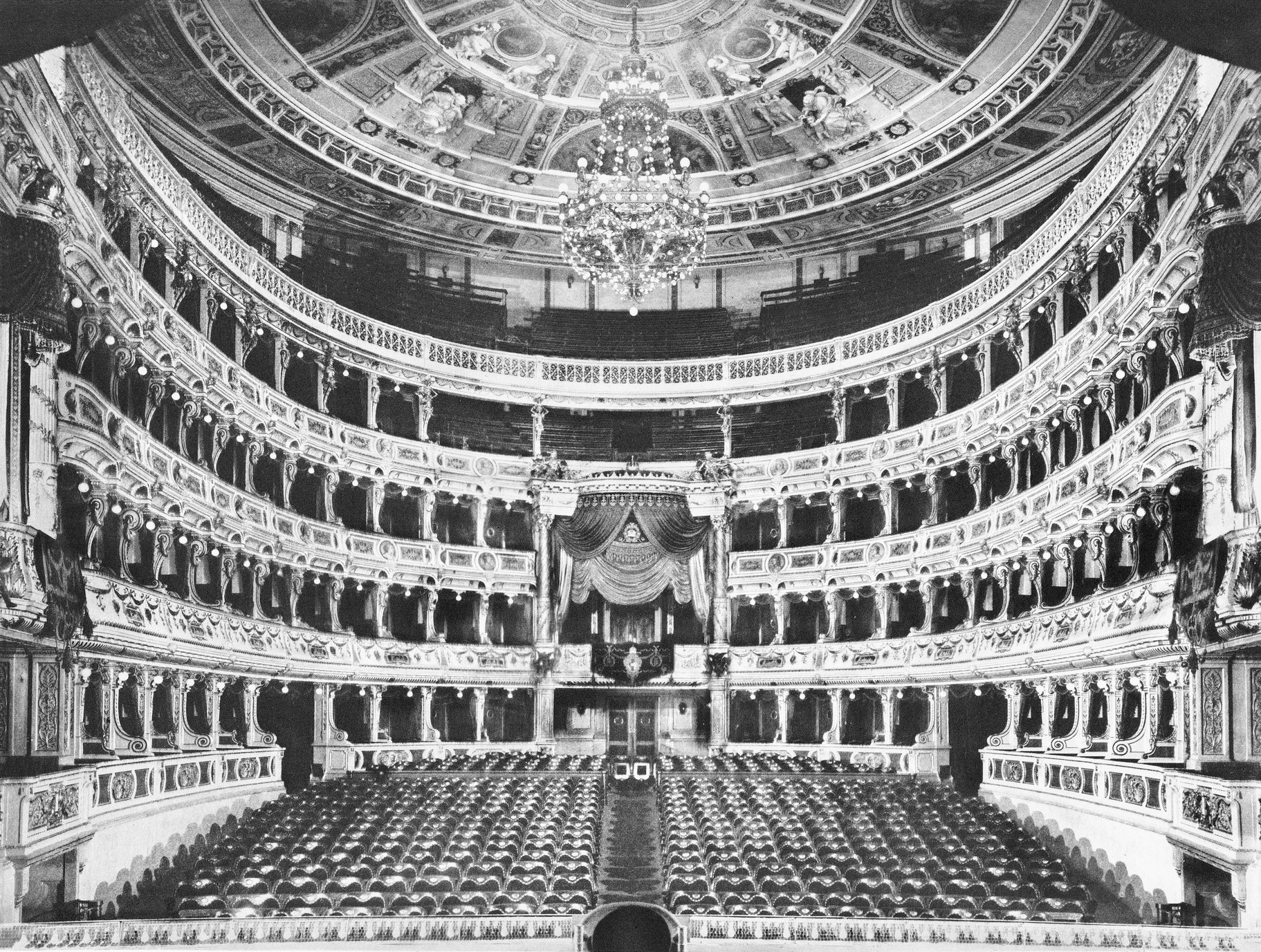
Ansicht des Zuschauerraums von 1888

Das „neue“ k. k. Hofburgtheater am Ring gegenüber dem Rathaus, ist ein Bau des Historismus. Es wurde am 14. Oktober 1888 mit Grillparzers Esther und Schillers Wallensteins Lager eröffnet. Es wurde von Gottfried Semper (Äußeres) und Karl Freiherr von Hasenauer (Inneres), die bereits das Kaiserforum in Wien gemeinsam geplant hatten, in den Formen des Neorenaissance entworfen. Die Bauarbeiten begannen am 16. Dezember 1874 und zogen sich 14 Jahre hin, in denen sich das Architektenduo zerstritt. Bereits 1876 zog sich Semper aufgrund gesundheitlicher Probleme nach Rom zurück und ließ Hasenauer den Bau alleine fortsetzen, der sich im Streit der Architekten vor allem für ein prachtvoll ausgestaltetes Logentheater eingesetzt hatte.
Indes schuf der bekannte Wiener Maler Gustav Klimt gemeinsam mit seinem Bruder Ernst Klimt und mit Franz Matsch 1886–1888 die Deckengemälde in den beiden Stiegenhäusern des neuen Theaters. Die drei übernahmen diese Aufgabe nach ähnlichen Auftragsarbeiten in den Stadttheatern von Fiume und Karlsbad sowie im Bukarester Nationaltheater. In der Erzherzogstiege auf der dem Café Landtmann zugewandten Seite bildete Klimt die Künstler des Antiken Theaters Taormina auf Sizilien, in der Kaiserstiege auf der dem Volksgarten zugewandten Seite das Londoner Globe Theatre und die Schlussszene aus William Shakespeares „Romeo und Julia“ nach. Über dem Eingang zum Zuschauerraum ist Der Eingebildete Kranke Molières zu entdecken. Im Hintergrund verewigte sich der Maler in Gesellschaft seiner beiden Kollegen. Kaiser Franz Joseph I. gefielen die Deckengemälde so sehr, dass er den Mitgliedern der Künstlerkompanie von Klimt das Goldene Verdienstkreuz verlieh.
Das neue Gebäude ähnelt äußerlich der Dresdner Semperoper, mehr noch aber, aufgrund der beiden für Theaterbauten ganz untypischen Querflügel mit den Prunkstiegen, Sempers unausgeführtem Entwurf für ein Münchner Richard-Wagner-Festspielhaus aus den Jahren 1865/1866 in der Nähe des Maximilianeums am Hochufer der Isar. Die beiden großdimensionierten Stiegenhäuser sollten ein architektonisches Pendant zu der breiten Fassade des neuen Rathauses bilden. Über dem Mitteltrakt befindet sich eine Loggia, die von zwei Seitenflügeln eingerahmt und aus einem Bühnenhaus mit Giebeldach und einem Zuschauerhaus mit Zeltdach geteilt wird. Über dem Mittelhaus schmückt eine Statue von Apollon die Fassade, der zwischen den Musen für Drama und Tragödie thront. Über den Haupteingängen befinden sich Friese mit Bacchus und Ariadne. An der Außenfassade rundum sind Porträtbüsten der Dichter Calderon, Shakespeare, Molière, Schiller, Goethe, Lessing, Halm, Grillparzer und Hebbel zu sehen. Die Masken, die ebenfalls hier zu sehen sind, weisen auf das antike Theater hin, außerdem schmücken allegorische Darstellungen die Seitentrakte: Liebe, Hass, Demut, Herrschsucht, Egoismus und Heroismus. Obwohl das Theater seit 1919 den Namen Burgtheater trägt, ist die alte Aufschrift k. k. Hofburgtheater über dem Haupteingang immer noch vorhanden. Einige Bilder der alten Porträtgalerie wurden im neuen Gebäude aufgehängt und sind heute noch zu sehen – allerdings waren diese Bilder ursprünglich kleiner, man musste sie verlängern, damit sie im hohen Raum besser wirken. Die Stellen dieser Ergänzungen sind als feine Linien auf der Leinwand sichtbar.
Das Burgtheater wurde zunächst auf Grund seines prachtvollen Aussehens und der technischen Neuerungen wie elektrischer Beleuchtung von den Wienern gut aufgenommen, doch bald wurde Kritik an der schlechten Akustik laut. 1897 erfolgte ein Umbau des Zuschauerraums, um die Akustikprobleme zu mindern. Das neue Theater wurde zu einem wichtigen Treffpunkt des Gesellschaftslebens und zählte schon bald zu den „Heiligtümern“ der Wiener. Im November 1918 ging die Aufsicht über das Theater vom Obersthofmeister des Kaisers auf den neuen Staat Deutschösterreich über. 1922/1923 wurde das Akademietheater als Kammerspielbühne des Burgtheaters eröffnet. Am 8. Mai 1925 ging das Burgtheater in die österreichische Kriminalchronik ein, als hier Mentscha Karnitschewa ein Revolverattentat auf Todor Panitza verübte.
Die Belüftung des Burgtheaters verwendet eine Luftbrunnenanlage, die durch einen Tunnel zu einer Öffnung im Volksgarten führt. Damit wird saubere Luft aus dieser Gartenanlage in das Gebäude geleitet, die Abluft strömt über Öffnungen im Dach wieder aus.

### NS-Diktatur und Zweiter Weltkrieg
Nationalsozialistische Ideen hinterließen auch Spuren in der Geschichte des Burgtheaters. 1939 erschien im Adolf Luser Verlag das stark antisemitisch geprägte Buch des Theaterwissenschaftlers Heinz Kindermann, Das Burgtheater. Erbe und Sendung eines Nationaltheaters. In diesem analysierte er unter anderem den „jüdischen Einfluss“ auf das Burgtheater. Am 14. Oktober 1938 wurde zum 50-jährigen Eröffnungsjubiläum des Burgtheaters eine Don-Carlos-Inszenierung von Karl-Heinz Stroux gezeigt, die die Ideologie Hitlers bediente. Die Rolle des Marquis Posa spielte derselbe Ewald Balser, der ein Jahr zuvor in einer anderen Don-Carlos-Inszenierung (von Heinz Hilpert) am Deutschen Theater in derselben Rolle mit dem Satz Richtung Joseph Goebbels’ Loge wetterte: „Geben Sie Gedankenfreiheit!“. Der Schauspieler und Regisseur Lothar Müthel, der zwischen 1939 und 1945 Direktor des Burgtheaters war, inszenierte 1943 den Kaufmann von Venedig, in dem Werner Krauß den Juden Shylock eindeutig antisemitisch darstellte. Derselbe Regisseur inszenierte nach dem Krieg Lessings Parabel Nathan der Weise. Adolf Hitler selbst besuchte während des NS-Regimes das Burgtheater nur einmal (1938), später weigerte er sich aus Angst vor einem Attentat.
Der Schauspieler Otto Hartmann war im Burgtheater als Spitzel der Gestapo tätig, was zur Zerschlagung einer Widerstandsgruppe, zu langjährigen Haftstrafen und mehreren Todesurteilen führte. Für die Schauspieler und Theatermitarbeiter, die nach dem Reichsbürgergesetz von 1935 als „jüdisch“ eingestuft wurden, wurde bald Auftrittsverbot verhängt; sie wurden beurlaubt, entlassen oder verhaftet. Der Spielplan wurde stark zensuriert, nur wenige schlossen sich aktiv dem Widerstand an, so Judith Holzmeister (damals auch am Volkstheater engagiert) oder der Schauspieler Fritz Lehmann. Vielen jüdischen Ensemblemitgliedern wurde zur Emigration verholfen; ein Schauspieler, Fritz Strassny, wurde in einem Konzentrationslager ermordet.
Im Sommer 1944 musste auch das Burgtheater wegen der angeordneten allgemeinen Theatersperre geschlossen werden. Ab 1. April 1945, als sich die Rote Armee Wien näherte, lagerte eine militärische Einheit im Haus, ein Teil wurde als Waffenlager benutzt. Bei einem Bombenangriff wurde das Haus am Ring beschädigt und brannte am 12. April 1945 weitgehend aus. Zuschauerraum und Bühne wurden unbrauchbar, nur die Stahlkonstruktion blieb erhalten. Die Deckengemälde und Teile des Foyers waren beinahe unbeschädigt.

### Nachkriegszeit und Wiederaufbau

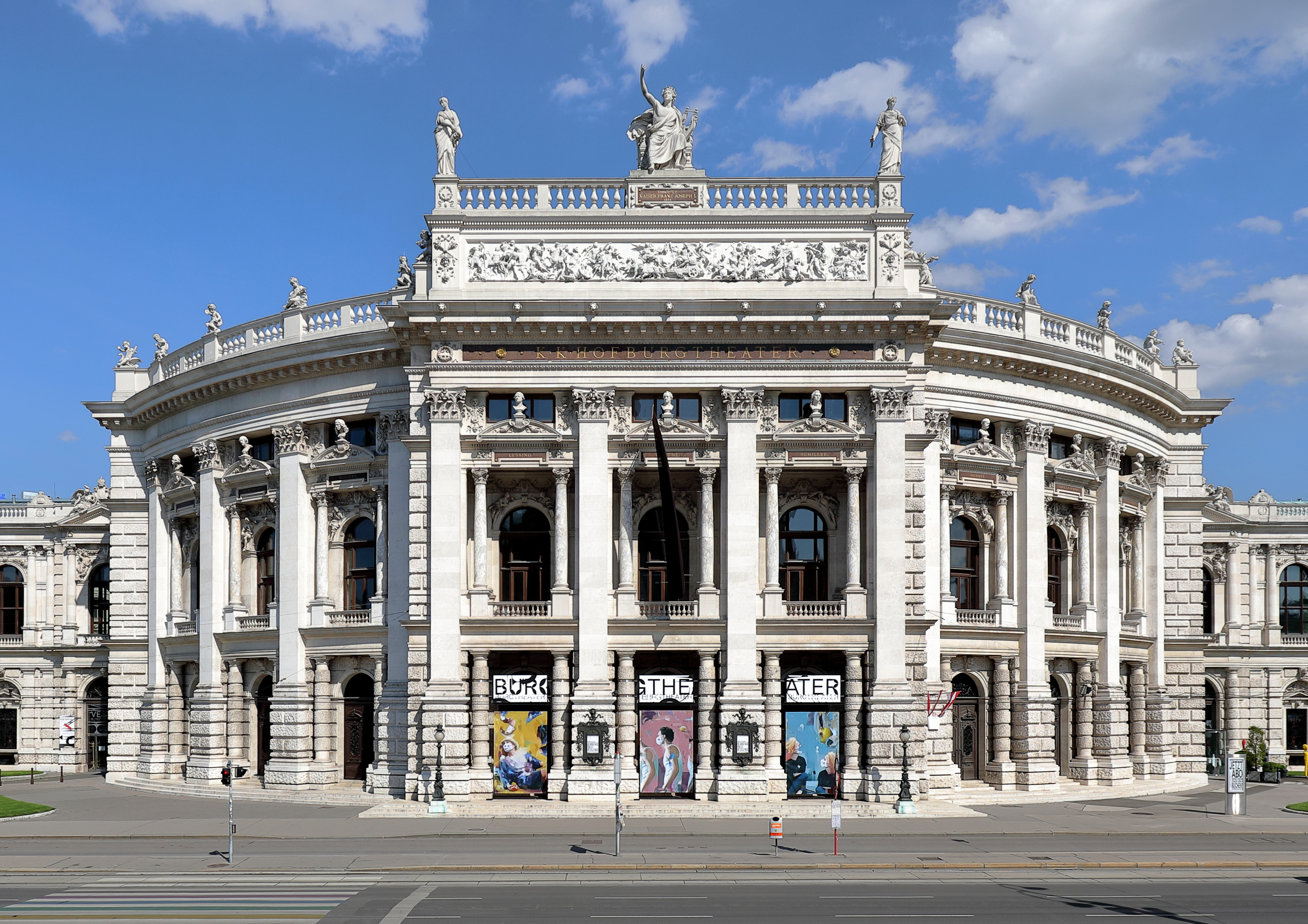
Frontfassade

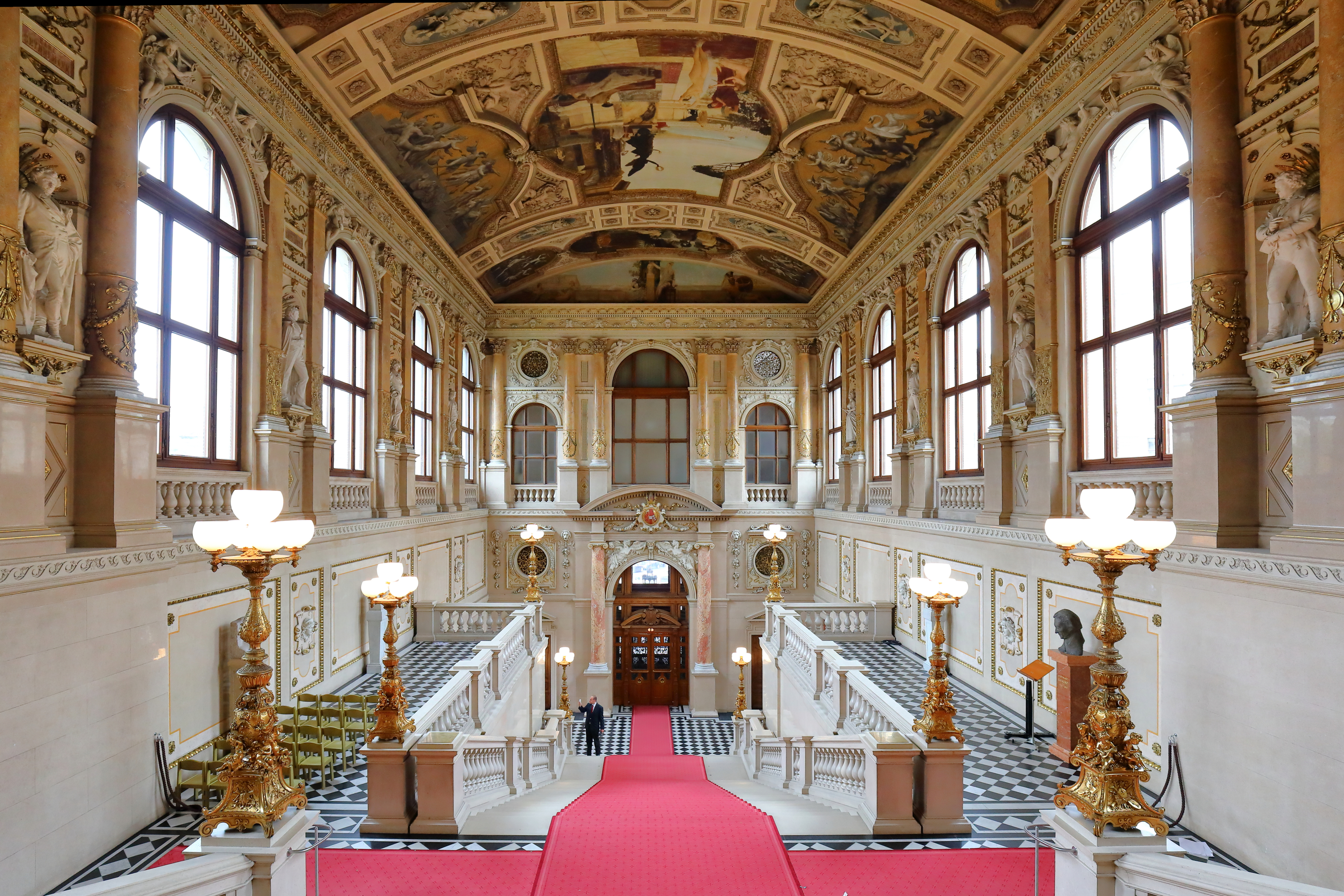
Erzherzogstiege

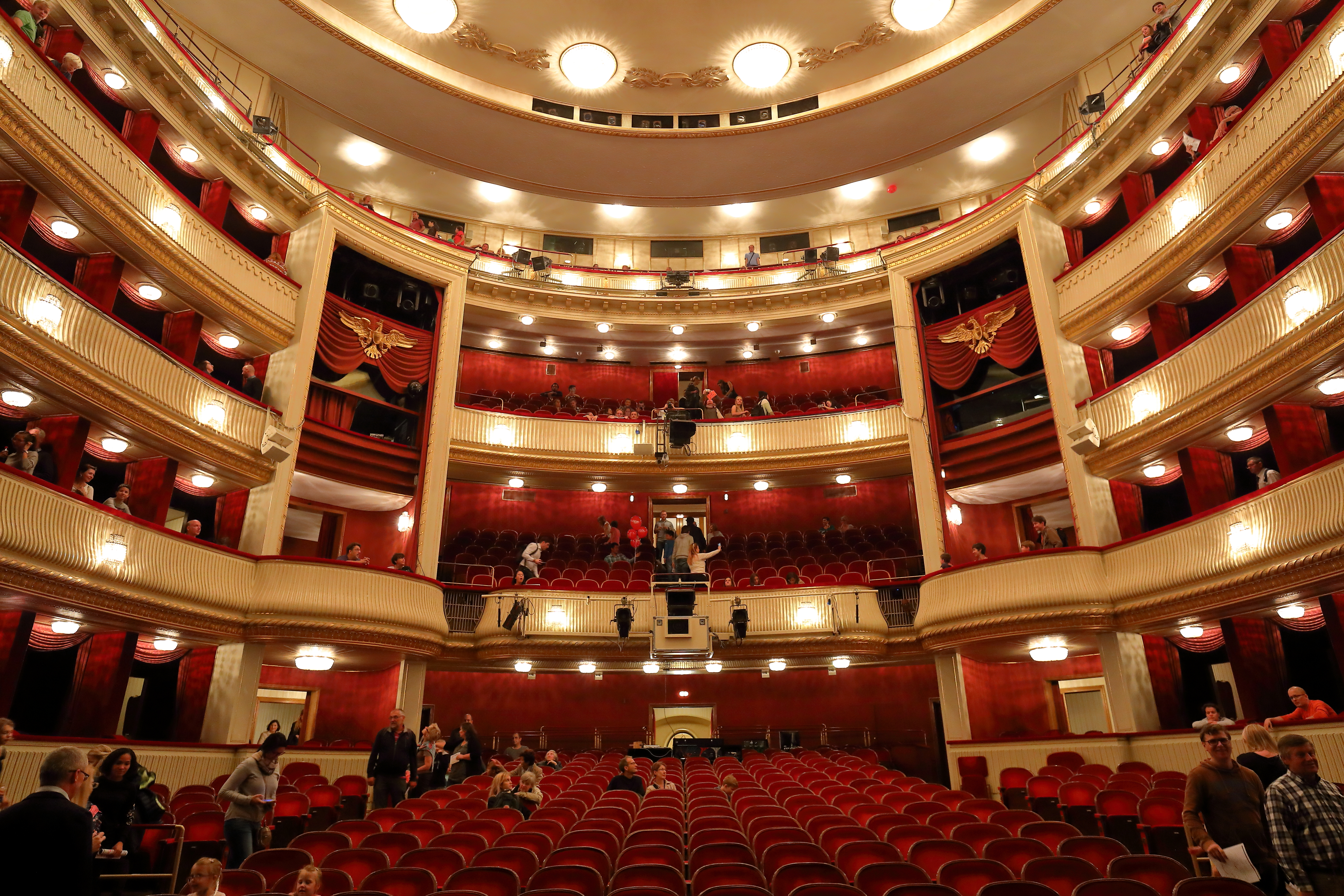
Ansicht des Zuschauerraums von 1955

Die sowjetische Besatzungsmacht erwartete vom Wiener Kulturstadtrat Viktor Matejka, Wiens Kulturleben so rasch wie möglich wieder in Gang zu bringen. Der Stadtrat berief daher für den 23. April (eine Staatsregierung bestand noch nicht) eine Versammlung aller Wiener Kulturschaffenden ins Rathaus ein. Resultat der Besprechungen war, dass Ende April 1945 acht Kinos und vier Theater den Betrieb wieder aufnahmen, darunter das Burgtheater. Das Haus übernahm das Etablissement Ronacher, das von vielen Burgschauspielern als „Exil“ verstanden wurde, als Ausweichquartier (und blieb dort bis 1955). Diesen Spielort wählte der neu ernannte Direktor Raoul Aslan aus, der sich besonders engagiert einsetzte.
Die erste Vorstellung nach dem Zweiten Weltkrieg war am 30. April 1945 Sappho von Franz Grillparzer in der Inszenierung von Adolf Rott aus dem Jahre 1943 mit Maria Eis in der Titelrolle. Auch andere Produktionen aus der NS-Zeit wurden wieder aufgenommen. Mit Paul Hörbiger, als NS-Häftling wenige Tage vorher noch in Lebensgefahr, wurde Nestroys Stück Das Mädl aus der Vorstadt gezeigt. Das Akademietheater konnte bespielt werden (die erste Aufführung war am 19. April 1945 Hedda Gabler, eine Inszenierung von Rott aus dem Jahre 1941) und auch im Redoutensaal in der Hofburg fanden Vorstellungen statt. Aslan ließ das Ronacher im Sommer umbauen, weil die Bühne für klassische Aufführungen zu klein war. Am 25. September 1945 konnte auf der vergrößerten Bühne Schillers Jungfrau von Orleans gespielt werden.
Die ersten Neuinszenierungen sind mit dem Namen von Lothar Müthel verbunden: Jedermann und Nathan der Weise, in beiden spielte Raoul Aslan die Hauptrolle. Die Inszenierung des Kaufmanns von Venedig von Müthel zu NS-Zeiten schien in Vergessenheit geraten zu sein.
Große Freude bereitete dem Publikum die Rückkehr der 1938 aus dem Ensemble vertriebenen Else Wohlgemuth auf die Bühne. Sie trat nach sieben Jahren Exil im Dezember 1945 in Klara Biharys Die andere Mutter im Akademietheater auf. 1951 öffnete das Burgtheater das erste Mal seine Pforten, allerdings nur den linken Seitenflügel, wo die Feierlichkeiten zum 175-jährigen Bestehen des Theaters stattfanden.
1948 wurde für den Wiederaufbau ein Wettbewerb ausgeschrieben: Josef Gielen, der damals Direktor war, tendierte zuerst dazu, den ex aequo erstgereihten Entwurf von Otto Niedermoser zu unterstützen, nach dem das Haus in ein modernes Rangtheater hätte umgebaut werden sollen. Schließlich stimmte er dann aber doch für das Projekt von Michel Engelhart, dessen Plan konservativer, aber auch kostengünstiger war. Der Charakter des Logentheaters wurde weitgehend berücksichtigt und beibehalten, die zentrale Hofloge wurde allerdings durch zwei Ränge ersetzt, und durch eine neue, schräge Deckenkonstruktion im Zuschauerraum wurde die Akustik, die Schwäche des Hauses, deutlich verbessert.
Am 14. Oktober 1955 kam es unter dem neuen Direktor Adolf Rott zur Wiedereröffnung des restaurierten Hauses am Ring. Aus diesem Anlass wurde Mozarts Eine kleine Nachtmusik gespielt. Am 15. und am 16. Oktober folgte die erste Aufführung (aus Platzgründen als Doppelpremiere) im wiederhergestellten Theater: König Ottokars Glück und Ende von Franz Grillparzer, inszeniert von Adolf Rott. Wenige Monate nach Unterzeichnung des Österreichischen Staatsvertrags war die Wahl dieses Stückes, das den Beginn der Habsburgerherrschaft in Österreich thematisiert und Ottokar von Hornecks Lobspruch auf Österreich (… es ist ein gutes Land, / Wohl wert, dass sich ein Fürst sein unterwinde! / Wo habt Ihr dessengleichen schon gesehn? …) enthält, äußerst symbolträchtig. Unter Rott und seinen Nachfolgern Ernst Haeusserman und Gerhard Klingenberg wurden der klassische Burgtheaterstil und das „Burgtheaterdeutsch“ für die deutschen Bühnen endgültig richtungweisend.
In den 1950er und 1960er Jahren beteiligte sich das Burgtheater (mit anderen namhaften Wiener Theatern) am sogenannten Brecht-Boykott.

### Das Burgtheater heute

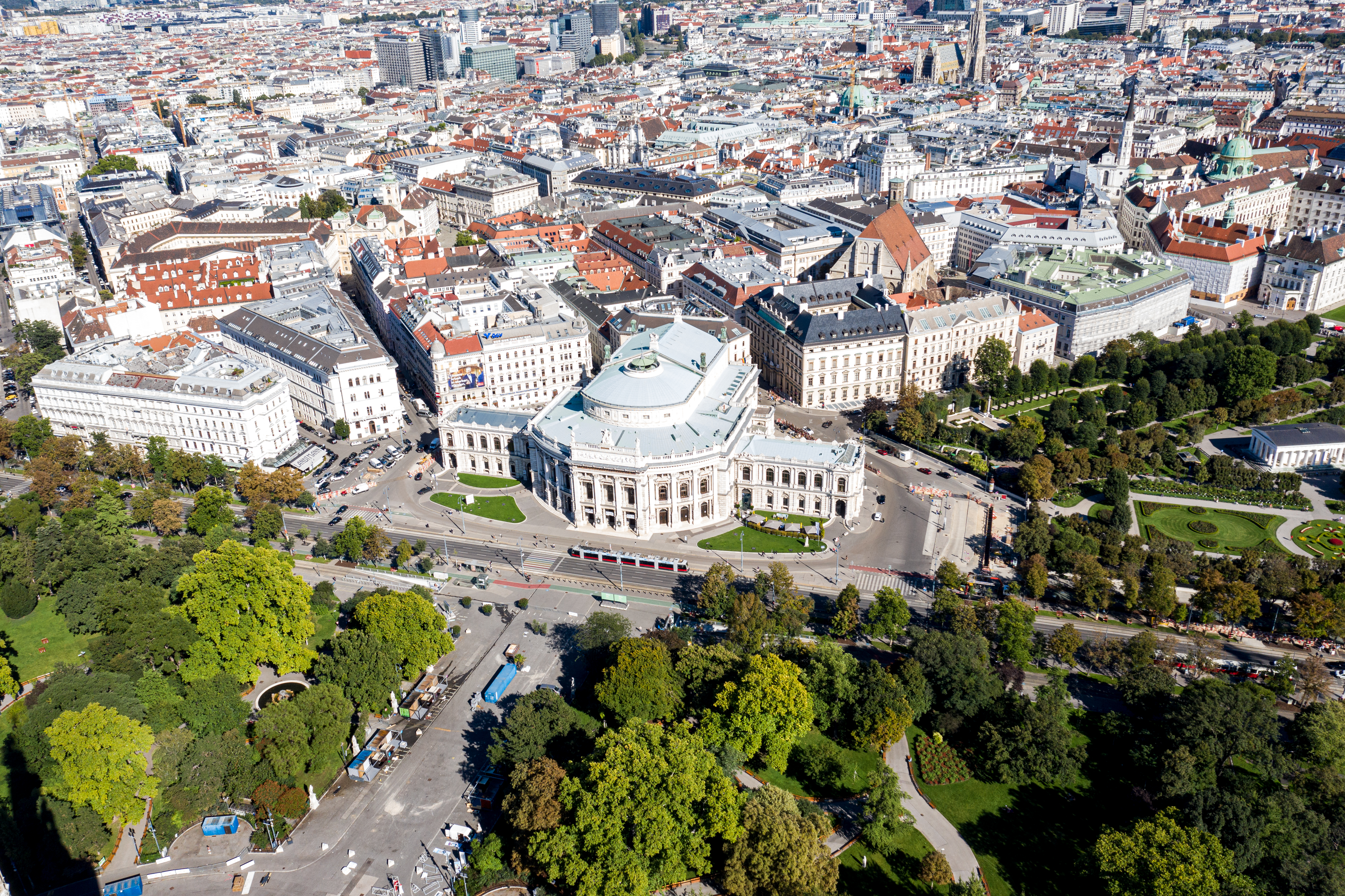
Luftaufnahme des Burgtheaters

Das Burgtheater gilt als österreichisches Nationaltheater. Es gilt als eine der bedeutendsten Bühnen Europas und ist nach der Comédie-Française das zweitälteste europäische sowie das größte deutschsprachige Sprechtheater. Vor allem in Wien wird es häufig kurz „Die Burg“ genannt, die Ensemblemitglieder sind als „Burgschauspieler“ bekannt. Nach Zahl der Mitarbeiter und Höhe des Budgets ist es das „reichste und größte Repertoiretheater der Welt“. Direktor des Burgtheaters ist seit September 2024 Stefan Bachmann.
Gerhard Klingenberg internationalisierte das Burgtheater, er lud bedeutende Regisseure wie Dieter Dorn, Peter Hall, Luca Ronconi, Giorgio Strehler, Roberto Guicciardini und Otomar Krejča ein. Klingenberg ermöglichte auch die Burg-Debüts von Claus Peymann und Thomas Bernhard (1974 Uraufführung von Die Jagdgesellschaft). Bernhard war als Nachfolger Klingenbergs im Gespräch, schließlich wurde aber Achim Benning ernannt, worauf der Schriftsteller mit dem Text Die theatralische Bruchbude auf dem Ring (Wie ich Burgtheaterdirektor werden sollte) antwortete.
Benning, der erste Ensemblevertreter des Burgtheaters, der zum Direktor ernannt wurde (von 1976 bis 1986), setzte Klingenbergs Weg der Europäisierung mit anderen Mitteln fort. Er brachte Regisseure wie Adolf Dresen, Manfred Wekwerth oder Thomas Langhoff nach Wien, blickte mit Aufführungen von Stücken Václav Havels in den damals politisch abgetrennten Osten und nahm stärker Rücksicht auf den Publikumsgeschmack.

#### Direktion Claus Peymann 1986–1999
Unter dem von Kurzzeit-Unterrichtsminister Helmut Zilk nach Wien geholten Claus Peymann, Direktor 1986 bis 1999, kam es zu weiterer Modernisierung des Spielplans und der Inszenierungsstile. Außerdem war Peymann nie um kritische Wortmeldungen in der Öffentlichkeit verlegen; eine bis dahin für Burgtheaterdirektoren unübliche Haltung. Er und sein Programm stießen daher bei Teilen des Publikums auf Ablehnung. Den größten Wiener Theaterskandal seit 1945 gab es 1988 um die von konservativen Politikern und Eiferern heftig bekämpfte Uraufführung von Thomas Bernhards Drama Heldenplatz. Das Stück setzt sich mit der Vergangenheitsbewältigung Österreichs auseinander und beleuchtet die Gegenwart – mit Attacken auf die damals regierende SPÖ – kritisch. Gemeinsam mit Peymann stellte sich Bernhard nach der Premiere auf der Bühne Applaus und Buhrufen.
Bernhard, seinem Heimatland in Hassliebe verbunden, verbot vor seinem Tod 1989 die Aufführung seiner Stücke in Österreich testamentarisch. Peymann, der Bernhard in schwieriger Freundschaft verbunden war (siehe Bernhards Stück Claus Peymann kauft sich eine Hose und geht mit mir essen), befürchtete Schaden für das Werk des Autors, sollten seine Stücke ausgerechnet in seiner Heimat nicht gezeigt werden. Zunächst war es durch eine Erlaubnis des Testamentsvollstreckers Peter Fabjan – Bernhards Halbbruder – immerhin möglich, die bereits im Spielplan des Burgtheaters befindlichen Produktionen weiterzuspielen. Kurz vor Bernhards zehntem Todestag kam es schließlich zur Neuinszenierung des Bernhard-Stückes Vor dem Ruhestand durch den Uraufführungsregisseur Peymann. Die Stücke von Bernhard stehen seither weiter auf dem Spielplan des Burgtheaters und werden regelmäßig neu herausgebracht.
1993 wurde die Probebühne des Burgtheaters im Arsenal eröffnet (Architekt: Gustav Peichl). Seit 1999 hat das Burgtheater die Betriebsform einer Ges.m.b.H.

#### Direktion Klaus Bachler 1999–2009
Auf Peymann folgte 1999 Klaus Bachler als Direktor. Er ist ausgebildeter Schauspieler, war aber zumeist als Kulturmanager (Intendant der Wiener Festwochen) tätig. Bachler rückte das Theater als kulturelles Ereignis in den Vordergrund und engagierte dazu Regisseure wie Luc Bondy, Andrea Breth, Nicolas Brieger, Peter Zadek und Martin Kušej. Ihm wird vorgeworfen, dass er die Burg „nicht gestaltet, sondern nur verwaltet“ hätte und wahllos große Namen im internationalen Theaterbetrieb zu Inszenierungen eingeladen habe. „Am Ende der Ära Bachler war die Burg nicht Fisch, nicht Fleisch“.
Zu den ungewöhnlichen „Events“ der Direktion Bachler zählten das Orgien-Mysterien-Theater von Hermann Nitsch mit der Performance 122. Aktion (2005), die Aufzeichnung des MTV-Unplugged-Konzerts mit den Toten Hosen für den Musiksender MTV (2005; unter dem Titel Nur zu Besuch erhältlich), John Irvings Lesung im Burgtheater aus seinem Buch Bis ich dich finde (2006), Die 431. animatographische Expedition von Christoph Schlingensief und eine große Veranstaltung von ihm unter dem Titel Area 7 – Sadochrist Matthäus – Eine Expedition von Christoph Schlingensief (2006). Daniel Hoevels schnitt sich in Schillers Maria Stuart versehentlich die Kehle auf (Dezember 2008). Ambulante Versorgung reichte aus.
Im Oktober 2005 feierte das Burgtheater den 50. Jahrestag seiner Wiedereröffnung mit einem Galaabend und mit der Aufführung von Grillparzers König Ottokars Glück und Ende in der Inszenierung von Martin Kušej, die im August 2005 bei den Salzburger Festspielen mit großem Erfolg aufgeführt worden war. Michael Maertens (in der Rolle von Rudolf von Habsburg) erhielt den Nestroy-Theaterpreis als bester Schauspieler für seine Rolle in diesem Stück. Hauptdarsteller Tobias Moretti wurde 2006 für diese Rolle mit dem Gertrud-Eysoldt-Ring ausgezeichnet. Weiters gab es am 16. Oktober 2005 einen Tag der offenen Tür, an dem der 82-minütige Film burg / privat. 82 miniaturen von Sepp Dreissinger zum ersten Mal gezeigt wurde. Der Film enthält einminütige filmische „Standportraits“ von Burgschauspielern und Gastschauspielern, die, ohne ein Wort zu sagen, versuchen, sich mit einem möglichst natürlichen Gesichtsausdruck zu präsentieren. Klaus Dermutz schrieb ein Werk über die Geschichte des Burgtheaters. Als Motto dieser Spielzeit diente ein Zitat aus Lessings Minna von Barnhelm: „Es ist so traurig, sich allein zu freuen.“
Auch des Mozart-Jahres 2006 wurde im Burgtheater gedacht. Da Mozarts Singspiel Die Entführung aus dem Serail 1782 im Hof-Burgtheater uraufgeführt worden war, kam in Zusammenarbeit mit der Wiener Staatsoper zu den Wiener Festwochen im Mai 2006 eine Neuinszenierung (Regie: Karin Beier) dieser Oper auf die Bühne.

#### Direktion Matthias Hartmann 2009–2014

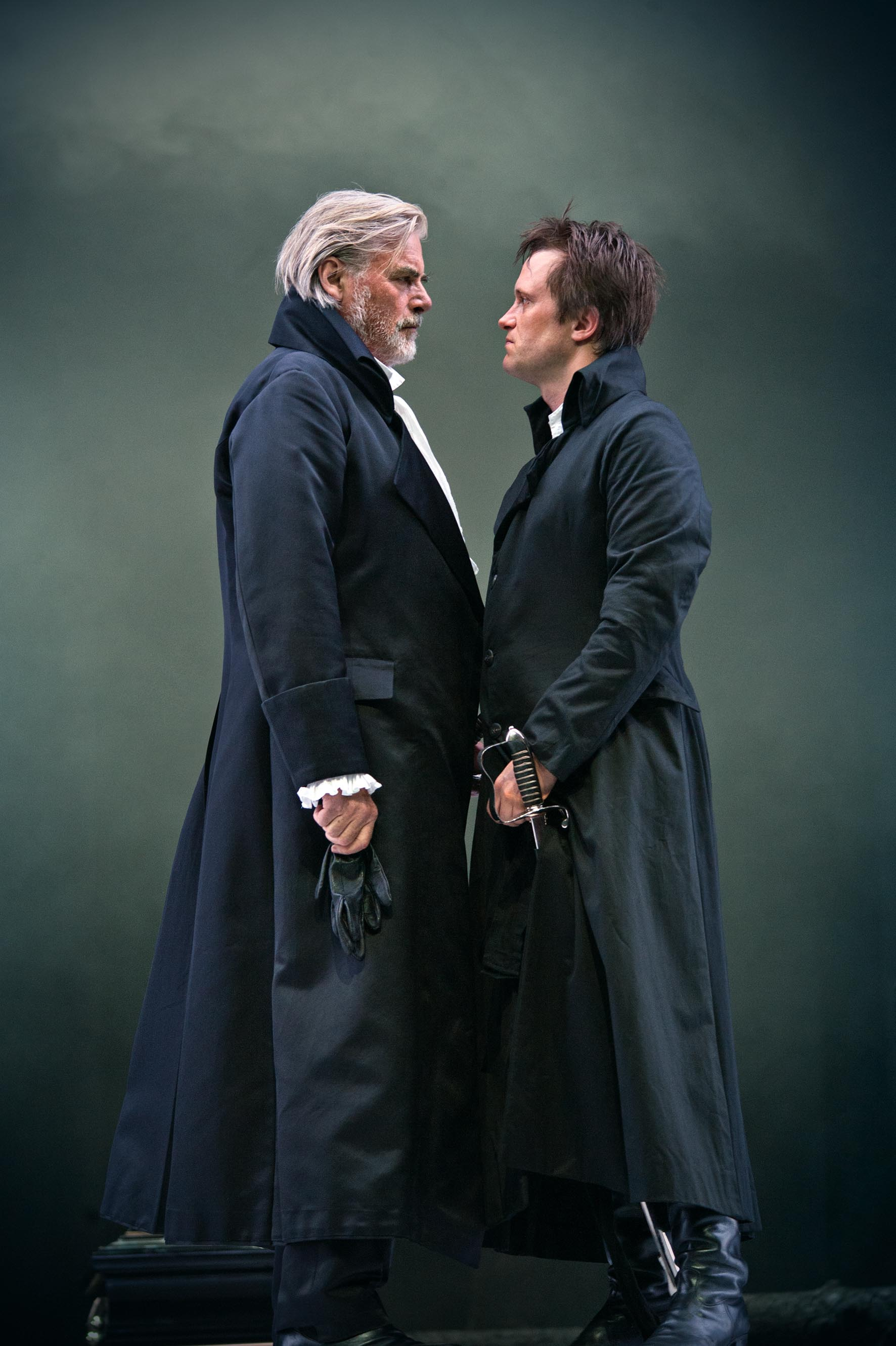
Kleists Prinz von Homburg, Koproduktion mit den Salzburger Festspielen, Peter Simonischek und August Diehl, inszeniert von Andrea Breth, 2012

Von September 2009 bis zum 11. März 2014 war Matthias Hartmann künstlerischer Geschäftsführer des Burgtheaters. Der aus Osnabrück stammende Regisseur leitete zuvor die Schauspielhäuser Bochum und Zürich. Mit ihm kamen Regisseure wie Alvis Hermanis, Roland Schimmelpfennig, David Bösch, Stefan Bachmann, Stefan Pucher, Michael Thalheimer und Schauspieler wie Dörte Lyssewski, Katharina Lorenz, Sarah Viktoria Frick, Mavie Hörbiger, Lucas Gregorowicz, August Diehl und Martin Wuttke fest an die Burg. Selbst inszenierte Matthias Hartmann rund drei Premieren pro Saison, etwa einmal im Jahr inszenierte er an den großen Opernhäusern.
Für mehr Internationalität und „cross-over“ konnte er den belgischen Künstler Jan Lauwers und seine Needcompany als Artists in Residence für die Burg gewinnen, die New Yorker Gruppe Nature Theater of Oklahoma zeigen ihr großes Episodendrama Live and Times als jährliche Fortsetzung.
Für das neue Erscheinungsbild – das Burgtheater präsentierte sich ohne festes Logo mit Wortspielen rund um die BURG – wurde das Burgtheater 2011 mit der Kulturmarke des Jahres ausgezeichnet.
Hartmann konnte die Auslastung des Theaters gegenüber der Ära Bachler um 15 Prozent steigern (Vergleich der Spielzeiten 2008/09 und 2011/12). In den nur viereinhalb Jahren seiner Amtszeit wurde das Burgtheater siebenmal zum Berliner Theatertreffen eingeladen. Vorgänger Klaus Bachler brachte es in 10 Jahren auf neun Einladungen. Hartmann wurde jedoch auch vom Schriftsteller Peter Truschner vorgeworfen, dass er nach der Ära Bachler „in seiner Selbstbesoffenheit und der damit einhergehenden Selbstbereicherung dem Burgtheater erst recht nicht gedient“ habe.
Hartmann wurde im Auftrag von Kulturminister Josef Ostermayer am 11. März 2014 von der Bundestheater-Holding fristlos entlassen, weil vom Minister eingeholte Rechtsgutachten die grobe Missachtung von Geschäftsführerpflichten durch Hartmann festgestellt haben. Der Abberufung Hartmanns war am 18. November 2013 die fristlose Entlassung der früheren kaufmännischen Leiterin des Hauses, Silvia Stantejsky, vorausgegangen. Im Zusammenhang mit diesen Vorgängen wurde auch heftige Kritik am Aufsichtsrat des Burgtheaters und an Holding-Geschäftsführer Georg Springer geübt, der in der Folge pensioniert wurde. Die Vorwürfe gegen Stantejsky und Hartmann beschäftigen noch im Jahr 2016 die Gerichte.

#### Finanzskandal 2013/2014
Das Burgtheater kam im Winter 2013 / 2014 in die Medien, als Unregelmäßigkeiten in der Buchführung zur Entlassung von Silvia Stantejsky, der Stellvertreterin des künstlerischen Direktors, führten. Wirtschaftsprüfer stellten in einer Gebarungsprüfung der von Stantejsky als kaufmännische Geschäftsführerin verantworteten Geschäftsjahre Ungereimtheiten fest, die nicht geklärt werden können. Finanzielle Probleme des Burgtheaters kamen zuvor schon an die Öffentlichkeit: Beispielsweise weist der Geschäftsbericht zur Spielsaison 2011/2012 einen nicht liquiditätswirksamen Jahresfehlbetrag von 3,705 Millionen Euro und als Konsequenz eine Kapitalherabsetzung in gleicher Höhe aus.
Die fristlose Entlassung Stantejskys erfolgte am 18. November 2013. Am 3. Jänner 2014 berichtet das Magazin News erstmals von der Entlassung.
Am 9. Jänner erhielt das Wirtschaftsprüfungsunternehmen KPMG den Auftrag, die gegen Stantejsky vorliegenden Verdachtsmomente forensisch zu untersuchen. In einem Interview der ZiB 2 vom 22. Jänner erhob Georg Springer, der Geschäftsführer der Bundestheater Holding, schwere Vorwürfe gegen Stantejsky: Diese habe eine sehr intelligente Schattenorganisation aufgebaut und dolose Handlungen gesetzt. Sechs Tage später bestritt Stantejsky in einem Interview mit dem Radiosender Ö1 sämtliche Vorwürfe energisch: Sowohl Dr. Springer als auch der Aufsichtsrat wird von sämtlichen buchhalterischen Entscheidungen informiert. Parallel kann gar nichts geschehen.
Am 10. Februar 2014 veröffentlichte KPMG einen Zwischenbericht: Dieser ortete deutliche Indizien für gefälschte Belege und die Vorspiegelung falscher Tatsachen durch Silvia Stantejsky. Laut Aufsichtsrat des Burgtheaters sei daher für das Jahr 2012/13 mit einem Bilanzverlust von voraussichtlich 8,3 Millionen Euro zu rechnen. Weiterhin könnte es zu 5 Millionen Euro Steuernachzahlungen kommen.
Am 24. Februar brachte die Nationalratsfraktion NEOS eine 72 Fragen umfassende dringliche Anfrage zur Causa Burgtheater ein. Zugleich kündigte der (damals noch designierte) Kulturminister Josef Ostermayer an, den österreichischen Rechnungshof um eine Prüfung der Finanzgebarung des Burgtheaters zu ersuchen.
Am 27. Februar 2014 wurde bekannt, dass eine anonyme Anzeige gegen Silvia Stantejsky bei der Korruptions-Staatsanwaltschaft eingegangen ist. Am selben Tag legte KPMG den forensischen Untersuchungsbericht vor. Darin heißt es, die kaufmännische Direktion von Stantejsky sei sehr zentralisiert gesteuert und wie eine Containerorganisation geführt worden. Weiters haben sich Verdachtsmomente auf Urkunden-, Beweismittel- und Bilanzfälschung, Geldwäsche sowie Untreue ergeben.
In einem Presse-Interview vom Vortag übte Martin Wagner, Senior-Partner der KPMG, Kritik an Hartmann und Springer: An der Entwicklung der Bankschulden konnte man leicht erkennen, dass das Haus verlustträchtig ist. Wenn man mehr ausgibt, als man hat, dann steigen die Schulden. Wenn dann trotzdem ein ausgeglichenes Ergebnis vorliegt, sagt einem der Hausverstand, dass da etwas nicht zusammenpasst.
Die finanziellen Verluste wurden im Prüfbericht auf über 8 Millionen Euro beziffert. Laut Medienberichten kommen noch rund 5 Millionen Euro an Steuernachzahlungen hinzu. Die Verluste seien verschleiert worden, indem Einnahmen fälschlich ins Vorjahr und Ausgaben ins Folgejahr gebucht wurden. Die dazu erstellten Belege hätten die Unterschrift Hartmanns benötigt, die auf den Buchungsbelegen jedoch fehlten. Daher wurde seit Anfang März 2014 ein von ihm zu verantwortender „Systemfehler“ diskutiert. Am 10. März versuchte Hartmann noch sein Amt ruhend zu stellen, wurde aber am Folgetag von Kulturminister Josef Ostermayer entlassen.
Hartmann selbst machte geltend, das Haus wäre nach 14 Jahren ohne Inflationsabgeltung bei massiv gestiegenen Personalkosten nicht mehr dem Gesetzesauftrag entsprechend betreibbar gewesen. Er habe auf diesen Umstand mehrfach hingewiesen und auch das „System Stantejsky“ frühzeitig gegenüber dem Eigentümer, der Bundestheater-Holding, hinterfragt. Selbst die Beiziehung des Berliner Theaterexperten Peter F. Raddatz im Jahr 2011 habe die Holding allerdings nicht zum Handeln bewogen.
Hartmann hat gegen seine Entlassung gerichtliche Schritte eingeleitet, da er sie für rechtswidrig und unwirksam hält und deswegen knapp zwei Millionen Euro Schadenersatz einklägt. Diese Summe errechnet sich aus den Jahresgehältern für seine Direktorenfunktion bis zum ursprünglichen Vertragsende im Sommer 2019 und aus Honoraren für seine Tätigkeit als Regisseur.

#### Direktion Karin Bergmann 2014 bis 2019

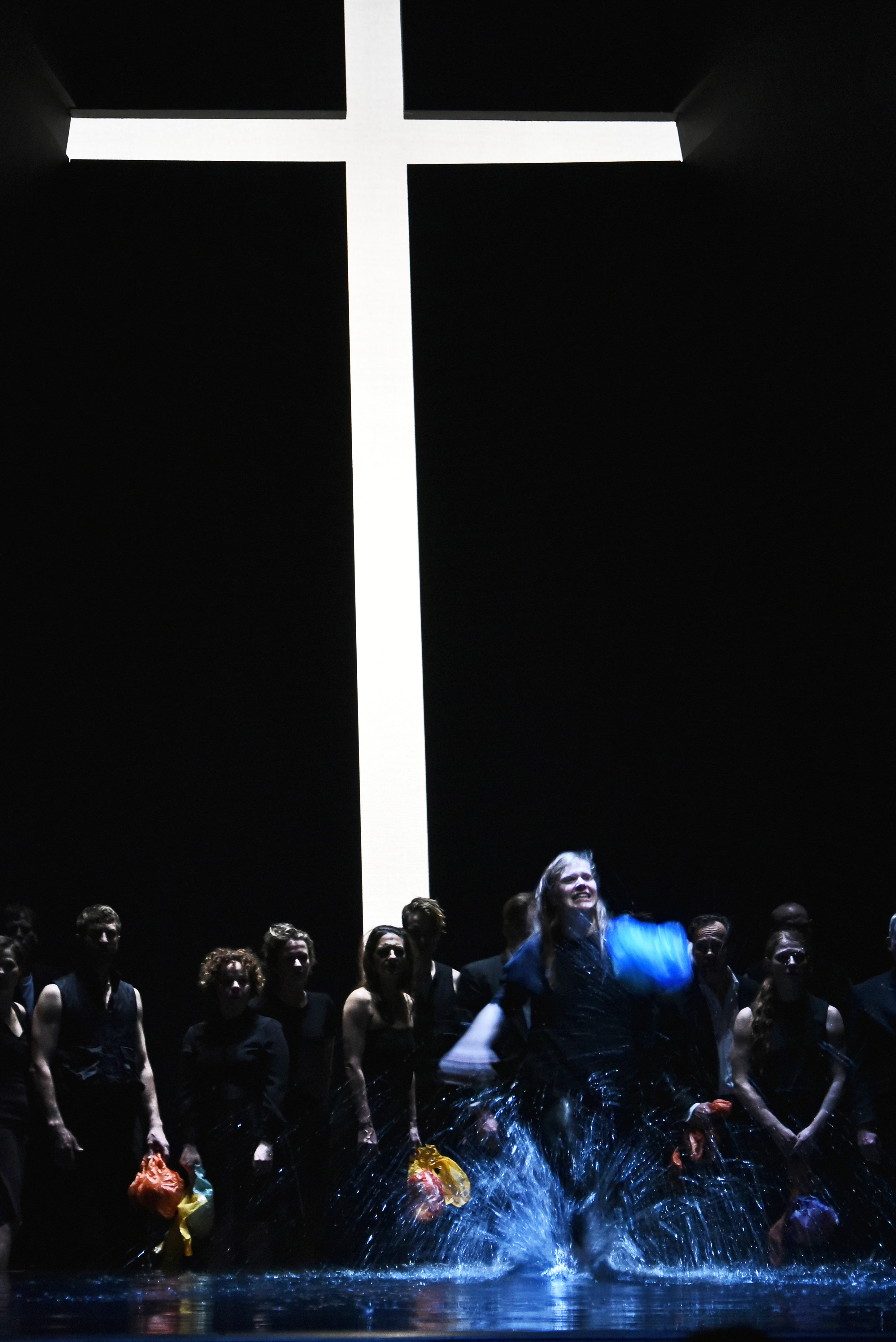
Die Schutzbefohlenen

Am 19. März 2014 wurde Karin Bergmann von Josef Ostermayer zur interimistischen Direktorin des Burgtheaters bestellt. Sie sollte dieses Amt bis zum 30. August 2016 innehaben. Im April 2014 wurde bekannt, dass der damalige Burgtheaterdirektor Klaus Bachler Frau Bergmann 2009 insgesamt 32.400 Euro als steuerfreie „Schenkung“ überwiesen hat. Bergmann wäre der behördlichen Meldepflicht für Schenkungen aber nicht nachgekommen. Bachler war 2008/09 bereits Intendant der Münchner Oper, bezog aber auch in Wien volles Gehalt, während seine Vizedirektorin Bergmann die Geschäfte führte. Deshalb wurde angezweifelt, dass es sich tatsächlich um eine Schenkung gehandelt habe. Ein von der Zeitschrift NEWS in Auftrag gegebenes Attest des unabhängigen Juristen Karl Newole von einer „verunglückten Hilfskonstruktion“. Die Schenkung wäre „entweder eine direkte steuerpflichtige Honorzahlung oder eine Art indirekte Gehaltserhöhung“ gewesen. Die Zeitung Die Presse meldete außerdem, dass Bergmanns Ehemann, dem Architekten Luigi Blau, in der Ära Bachler ohne Ausschreibung sieben Aufträge des Burgtheaters zugegangen sind. Bergmann habe diesen Vorgang allerdings nicht goutiert.
Am 24. Oktober 2014 wurde Karin Bergmann definitiv zur Direktorin des Burgtheaters bis zum Jahr 2019 bestellt. Es hatte einen Findungsprozess mit insgesamt 29 Interessenten gegeben, die sich entweder beworben hätten oder angesprochen worden seien. Mit den zwei Kandidaten des Vorschlages der Findungskommission hat es laut Kulturminister Josef Ostermayer ausführliche Gespräche gegeben. Der Aufsichtsrat hat dann einstimmig den Vorschlag des Ministers gutgeheißen. Für Bergmann habe nicht nur der Vorschlag der Findungskommission, sondern auch „ihre bisherige Performance“ bei der interimistischen Leitung gesprochen, so Ostermayer bei der Präsentation der Entscheidung vor der Presse.
Bergmanns Spielplan unterscheidet sich nicht wesentlich von dem ihrer drei Vorgänger, sie präsentiert Klassiker und einen gegenwartsnahen Spielplan im Akademietheater und den weiteren Spielstätten der Burg. Sie hat eine Reihe neuer Regisseure und Regisseurinnen ans Haus verpflichtet. Bereits in ihrer ersten Spielzeit wurde das Burgtheater von der Fachzeitschrift Theater heute zum Theater des Jahres gewählt und wurden zwei Uraufführungen zum Berliner Theatertreffen eingeladen: Die lächerliche Finsternis von Wolfram Lotz und die unverheiratete von Ewald Palmetshofer. Erfolge verbuchen konnten in ihrer bisherigen Direktionszeit die Regisseure Georg Schmiedleitner (mit den Letzten Tagen der Menschheit von Karl Kraus), Michael Thalheimer (mit der Österreichischen Erstaufführung von Elfriede Jelineks Die Schutzbefohlenen) sowie Jette Steckel mit einer radikalen Neudeutung von Sophokles’ Antigone.
Im Jahr 2016 errang das Burgtheater 13 von 36 Nominierungen des Nestroy-Theaterpreises. Weiters wurden fix zwei Nestroys an Künstler vergeben, die am Burgtheater arbeiteten: an den Regisseur Frank Castorf und den Bühnenbildner Harald B. Thor.

#### Direktion Martin Kušej ab 2019
Mit 30. Juni 2017 wurde bekanntgegeben, dass der Regisseur Martin Kušej, seit 2011 Leiter des Bayerischen Staatsschauspiels, mit Saisonbeginn 2019/20 die Nachfolge von Karin Bergmann als Burgtheaterdirektor antreten wird.
Ab November 2020 blieb das Theater aufgrund der COVID-19-Pandemie geschlossen. Nach einem Austausch der Klimaanlage und der Bestuhlung wurde das Haus im September 2021 mit einem Festakt in Anwesenheit des Bundespräsidenten und der Kulturstaatssekretärin wieder eröffnet, die Festrede hielt Bachmann-Preisträgerin Nava Ebrahimi.

#### Direktion Stefan Bachmann ab der Spielzeit 2024/25
Zu Beginn der Spielzeit 2024/25 hat der Schweizer Theaterregisseur und ehemalige Intendant des Schauspiel Köln Stefan Bachmann die Direktion übernommen.

## Hinter den Kulissen

### Bühnentechnik und andere technische Besonderheiten

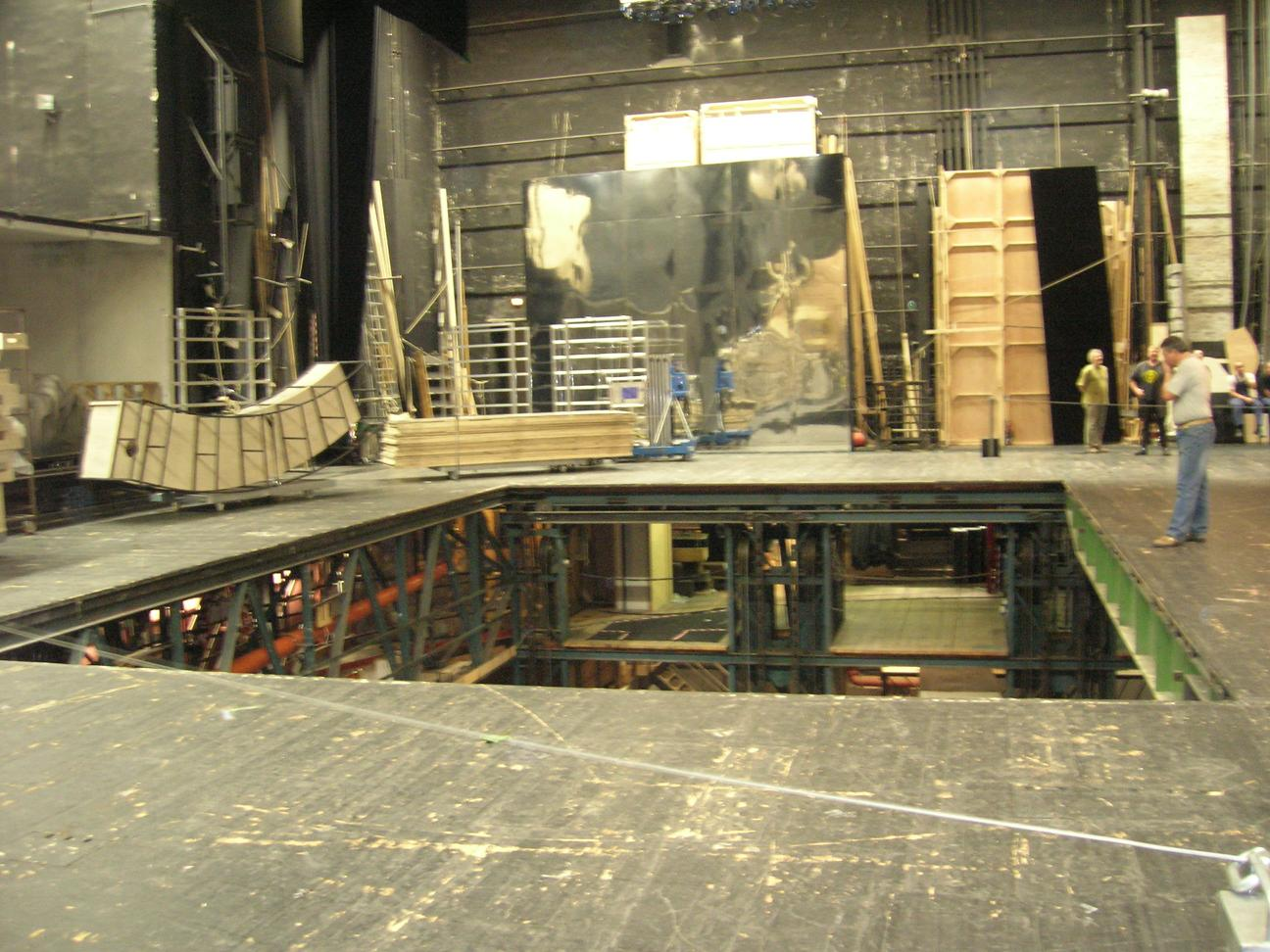
Umbauarbeiten auf der Bühne des Burgtheaters

Der Zuschauerraum bietet etwa 1.340 Zuschauern Platz (1.175 Sitzplätze) und ist damit einer der größten unter Europas Schauspielhäusern. Das Bühnen-Portal ist 12 m breit und am höchsten Punkt 9 m hoch. Die Schnürböden und Beleuchtungsbrücken befinden sich in 28 m Höhe. Die Bühnenfläche beträgt rund 780 m², bei einer Breite von 31 Metern und einer Tiefe von etwa 25 Metern – sie kann allerdings durch eine Erweiterung im Cercle-Bereich erweitert werden. Die Bühne selbst befindet sich im 1. Stock des Theatergebäudes, für die Schauspieler gibt es auf beiden Seiten der Bühne je zwei Eingänge. Im Hinterbühnenbereich existiert ein großer Aufzug, der 20 Meter breit und 1,5 Meter tief ist und somit zur Beförderung von Dekorationen geeignet ist, die zwar sehr breit und bis zu 3,5 Meter hoch, aber nur knapp 1,25 Meter tief sein dürfen. Größere Kulissenteile können nur gekippt transportiert werden.
Die Bühne wurde 1954 von der österreichischen Firma Waagner Biro, die auch bei anderen Bühnen- und Opernhäusern Erfahrung besitzt, neu errichtet. Die Hauptbühne ist mit einer Drehzylinderbühne ausgestattet, die einen Durchmesser von 21 m und vier Versenkungen hat, die bis 8,8 m abgefahren werden können. Sie wurde nach den Plänen von Sepp Nordegg errichtet und ist insgesamt 5 Stockwerke tief, so können die Bühnenbilder im Paternoster-Prinzip getauscht werden. Die im Jahr 1994 begonnene Bühnenrenovierung wurde 2004 beendet, dabei wurde unter anderem die alte Steuerung durch eine Computersteuerung ersetzt. Die Drehzylinderbühne hat zwei Bühnenwagen und vier Versenkungen, eine Drehbühne mit 21 Meter Durchmesser und sechs Orchesterversenkungen, die für 70 Musiker Platz bieten.
Der Eiserne Vorhang des Burgtheaters wiegt 16,8 Tonnen. Er kann im Brandfall den Bühnenraum vom Zuschauerraum innerhalb von 28 Sekunden trennen und die Flammen mindestens 20 Minuten aufhalten. Nach dem Großbrand des Ringtheaters wurden alle Wiener Theater verpflichtet, die Bühnen mit einem Eisernen Vorhang zu versehen. Das Burgtheater hat eine hauseigene Betriebsfeuerwehr.
Architektonisch einzigartig und patentiert ist der komplexe Luftbrunnen, das Belüftungssystem des Theaters, das unter dem runden Dach der Luftansaughütte, von den Wienern einfach Schwammerl genannt, auf der Seite des Volksgartens seinen Ausgang nimmt. Diese Anlage wurde vom Lufthygieniker Dr. Carl Böhm konzipiert und die eiserne Elemente nach den Plänen des Ingenieurbüros Ignaz Gridl ausgeführt. Die Luft wird durch Filter gereinigt und temperiert. Die verbrauchte Luft wird aus dem Zuschauerraum durch das Messinggitter des Kristalllusterkranzes im Zentrum der Saaldecke aus dem Raum ins Freie abgezogen. Der Blasengel, eine grüne Engelsfigur mit einem Blasinstrument, dreht als Wetterfahne auf der Kuppel die Fortluftöffnung mit dem Wind. Diesen Teil des Belüftungssystems kann man am besten im Dachboden („Lusterboden“) und auf dem Kuppeldach des Theaters betrachten.

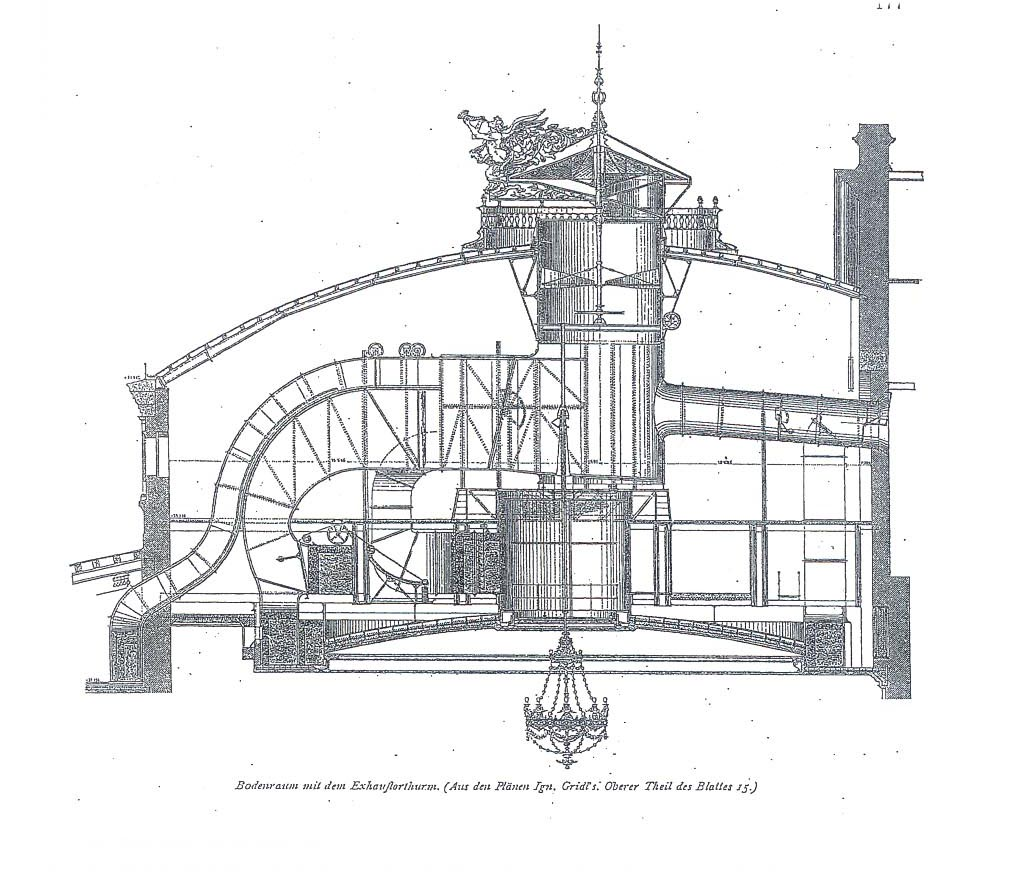
Plan der Abluftführung in der Kuppel (Ignaz Gridl)
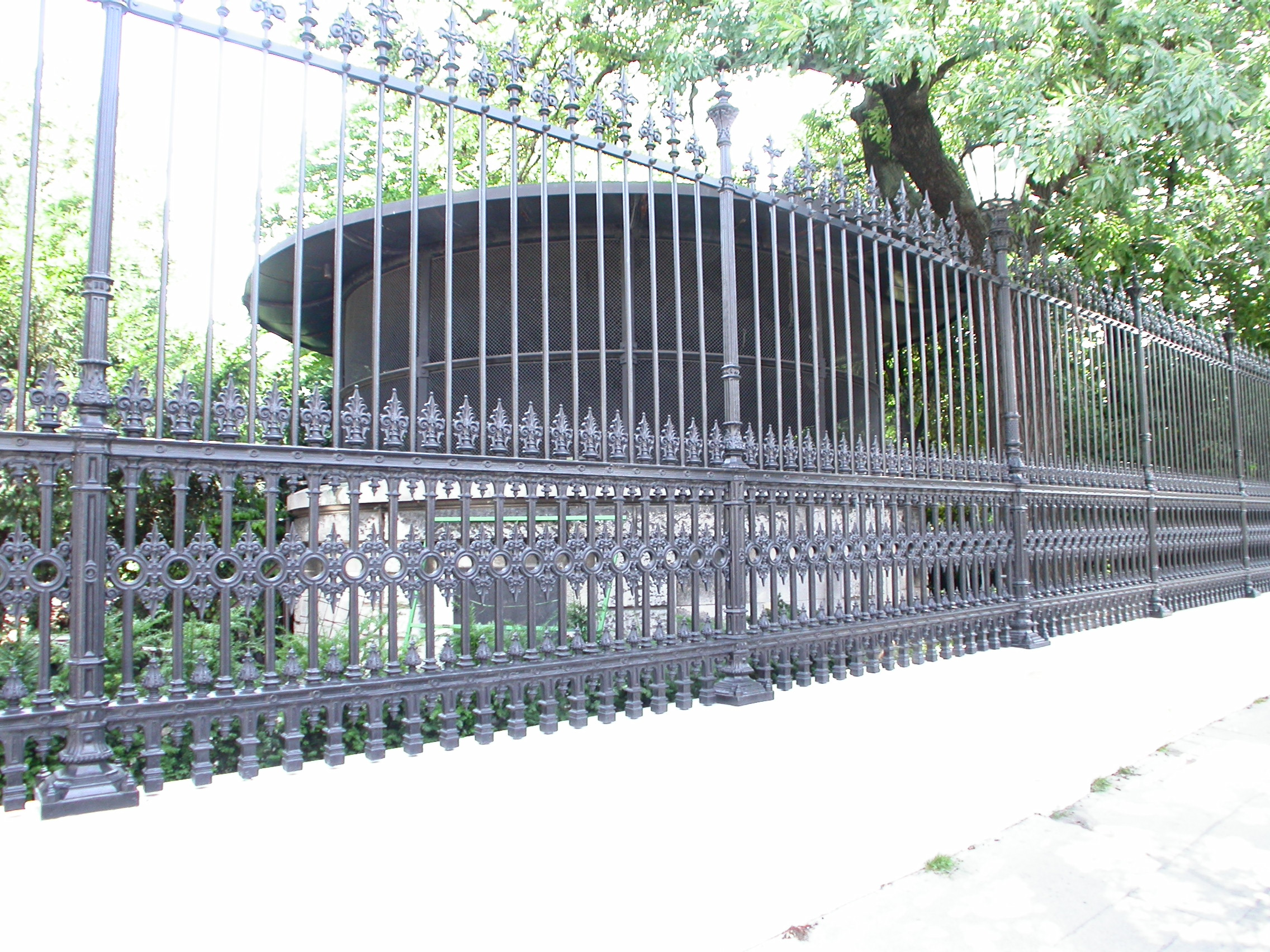
Die „Schwammerl“ genannte Luftansaughütte im Volksgarten
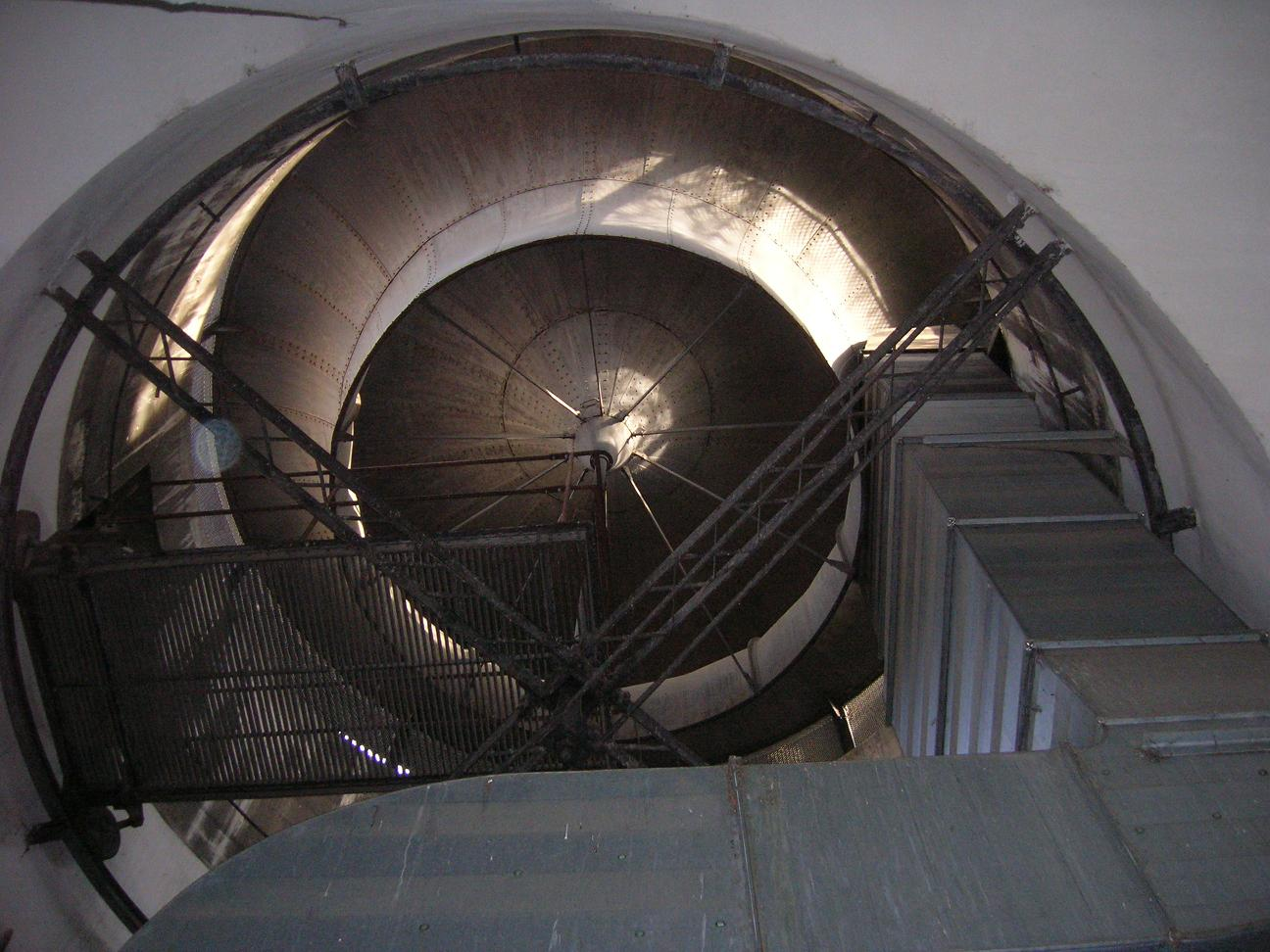
Das Innenleben der Luftansaughütte
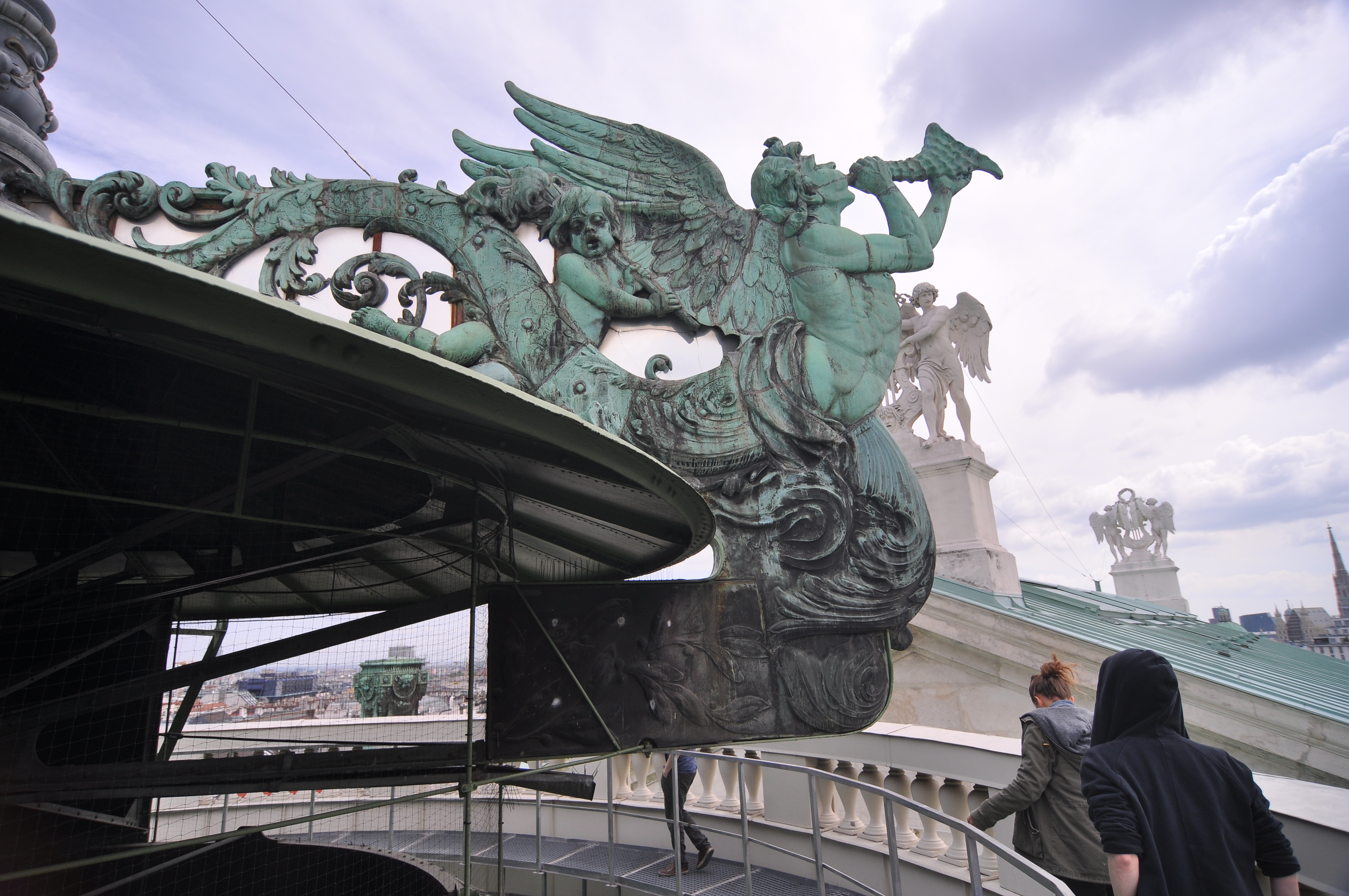
„Blasengel“

Früher standen auf dem steilen Dach des Burgtheaters Duschen und Toiletten, die beim Wiederaufbau des Theaters nach dem Zweiten Weltkrieg dort errichtet wurden, damit die Schauspieler in den Pausen zwischen den Proben ein Sonnenbad nehmen können. Seit 1977 ist dies allerdings verboten, die Anlagen wurden wieder entfernt. Auf dem Dach ist eine Wetterkamera installiert, die bei der Sendung Wetterpanorama Österreich im Fernsehen einen Blick auf die Ringstraße ermöglicht.
Die Souffleure am Burgtheater arbeiten mit Funktechnik, es gibt keinen Souffleurkasten mehr.
Es finden Führungen durch das Haus statt zu Architektur, Kunst und Geschichte des Theaters.

### Kostüme, Requisiten

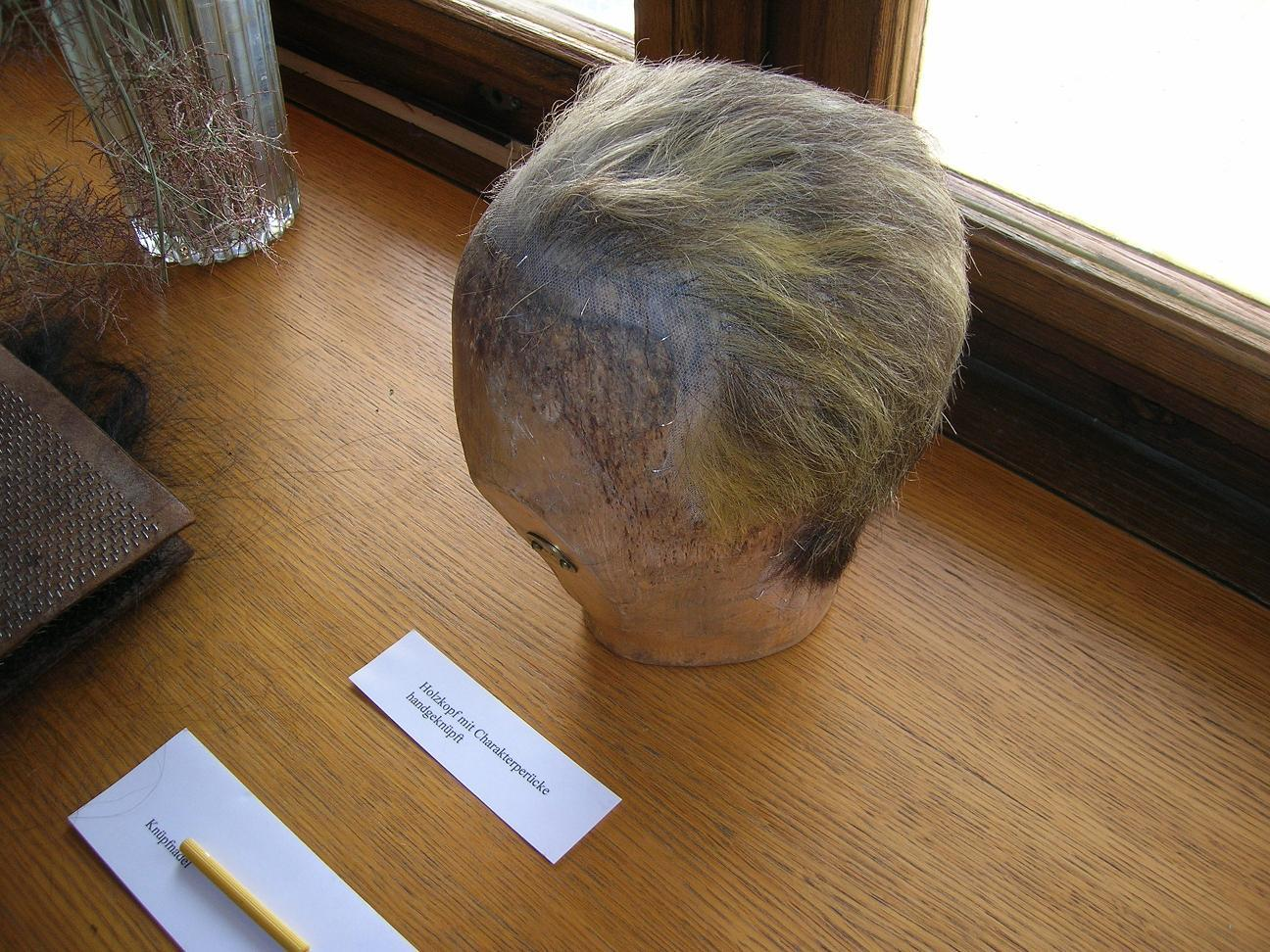
Eine Perücke aus der Burgtheater-Werkstatt

Die Kostümwerkstätten sind im 1. Bezirk, im Hanuschhof, untergebracht, Requisiten und Bühnenbildwerkstätten des Burgtheaters befinden sich im Arsenal. Sie versorgen nicht nur Burgproduktionen, sondern sie arbeiten auch auf Bestellung für andere österreichische und internationale Bühnen. Die Werkstätten arbeiten in Form einer GmbH (Art for Art – Theaterservice GmbH). Außerdem ist es Privatpersonen möglich, Kostüme aus dem Fundus auszuleihen. Die Kostüme und die Requisiten werden sorgfältig ausgesucht und aufwändig hergestellt, es werden meist nur Perücken aus echten Haaren verwendet, deren Herstellung oft zwei bis drei Wochen dauern kann. Ein Großlager für gerade nicht verwendete Kostüme befindet sich in der Montleartstraße im 14. Bezirk.

## Weitere Spielstätten und Probebühnen des Burgtheaters

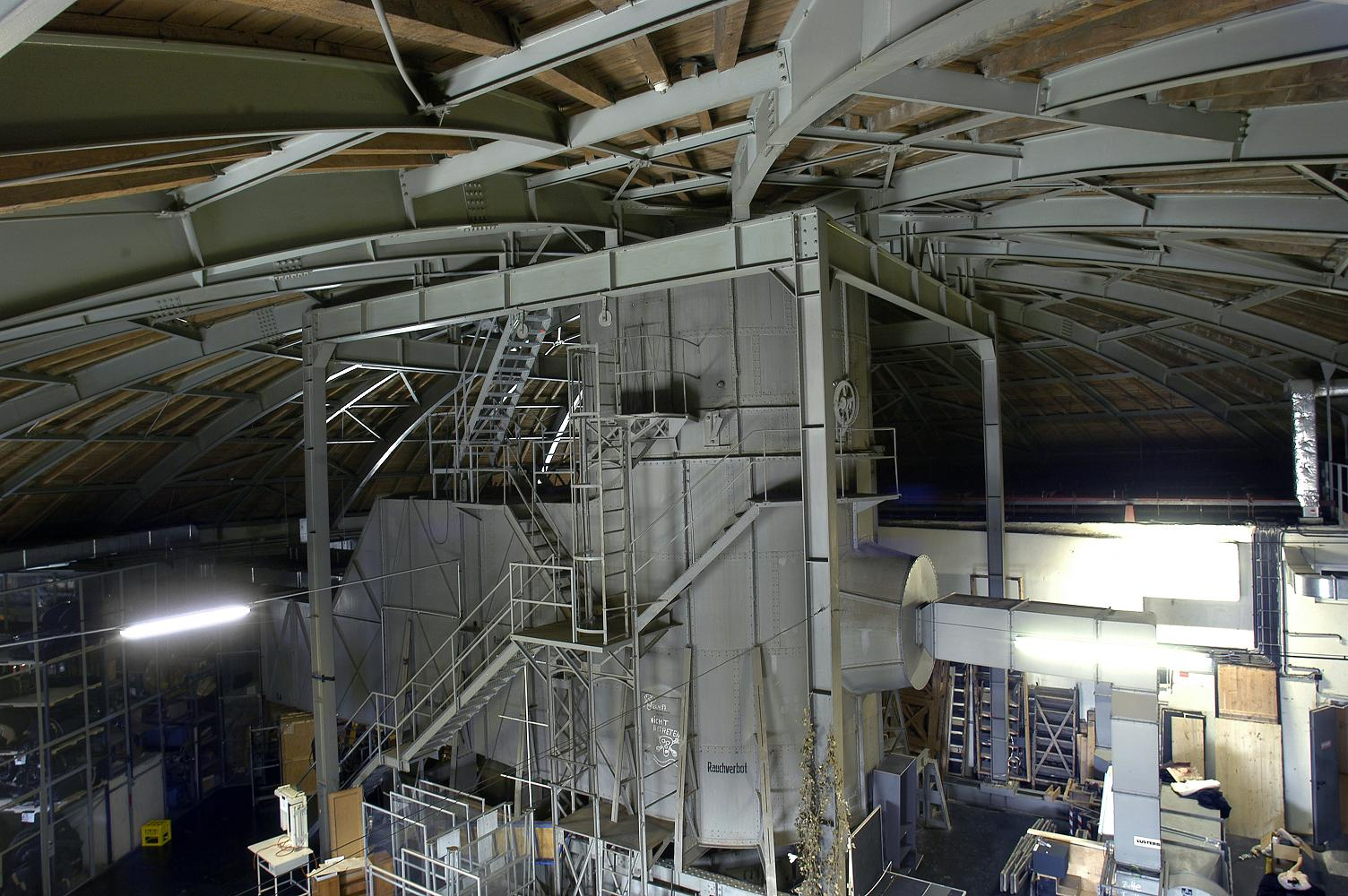
Der Lusterboden des Hauses

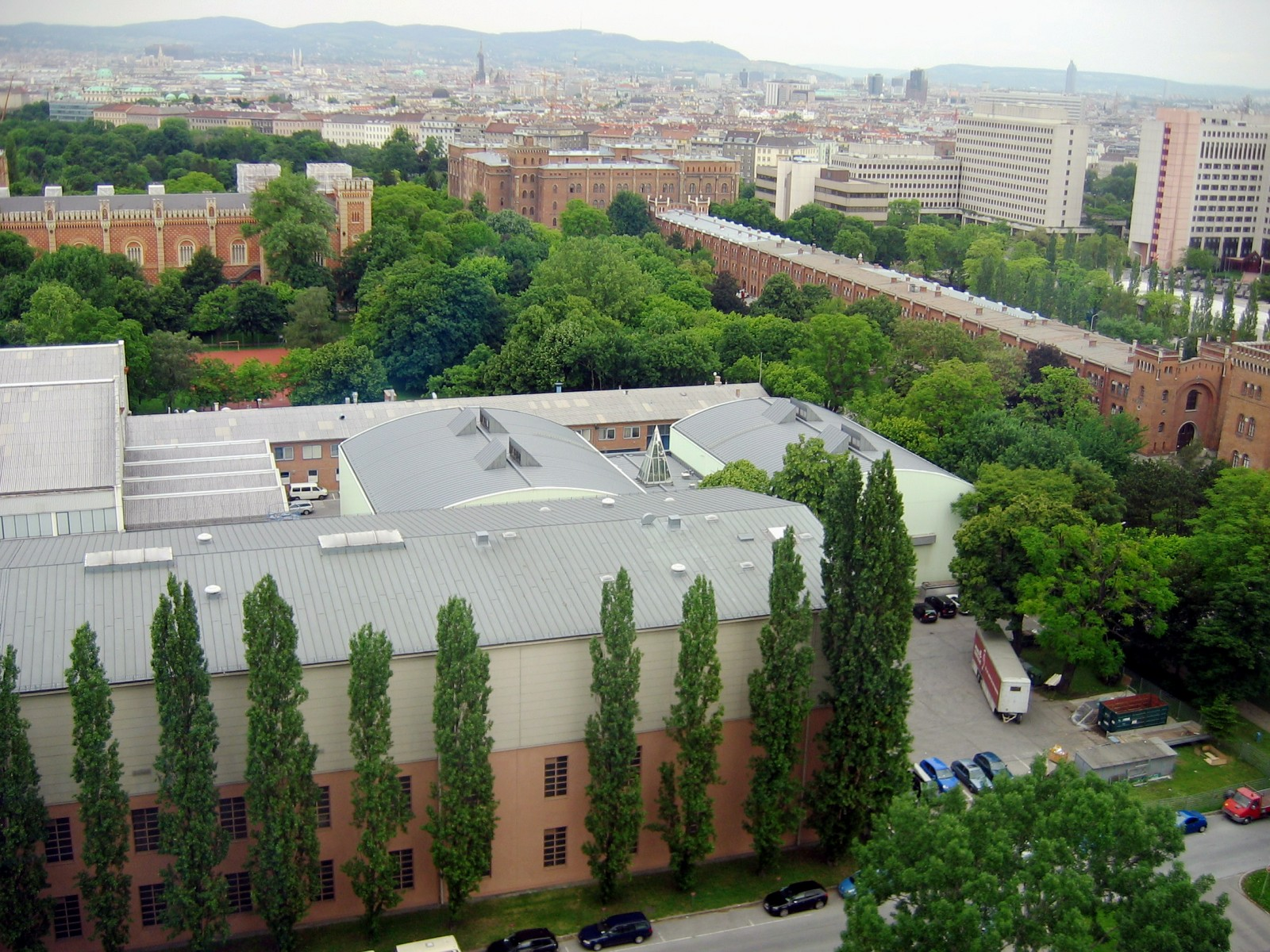
Die Probebühne in den Werkstätten im Arsenal

- Das Akademietheater, in den Jahren 1911 bis 1913 von den Architekten Fellner und Helmer und Ludwig Baumann erbaut, ist seit 1922 die zweite Spielstätte des Burgtheaters. Es wurde seither umgebaut und bühnentechnisch erneuert.
- Das Kasino am Schwarzenbergplatz im Palais Erzherzog Ludwig Viktor gilt als Spielstätte für Gegenwartsstücke und Spezialprojekte. Es wurde unter Direktor Benning am 26. April 1981 als 3. Raum am Schwarzenbergplatz eröffnet und wird seither mit Unterbrechungen (siehe Lusterboden) bespielt. Der gegenwärtige Name stammt aus der Direktion Peymann, die den Raum zunächst nur als Probebühne nutzte.[41]
- Das Vestibül ist die Studiobühne des Burgtheaters und befindet sich unter der dem Café Landtmann zugewandten Feststiege. Das Vestibül wurde in den 1990er Jahren für Aufführungen hergerichtet.
- Der Lusterboden ist eine im Dachgeschoß des Burgtheaters in einer Höhe von 43 Metern befindliche Probebühne. Diesen Raum im Dachboden gibt es seit 1955, er wird unter anderem als Requisitenlager verwendet. Ab dem 16. September 1979 wurde er auch immer wieder für Aufführungen herangezogen (zuerst als 3. Raum – Lusterboden, später nur Lusterboden), dann durch den Raum am Schwarzenbergplatz ersetzt. Als dieser wieder für Proben verwendet wurde, griff man unter Peymann erneut auf den Lusterboden als Aufführungsstätte zurück, von 1986 bis 1993 fungierte der Lusterboden als regelmäßige Spielstätte des Hauses. Seit 1993 verbietet das Veranstaltungsgesetz das öffentliche Bespielen von Theaterräumen, die sich höher als 8 Meter über dem Straßenniveau befinden. Schließlich wurde der Lusterboden nach der Wiedereröffnung des Raums am Schwarzenbergplatz erneut als Probebühne verwendet, wozu er auch gegenwärtig dient.
- Eine ungewöhnliche Spielstätte hatte die Inszenierung Der Anatom von Klaus Pohl mit Ignaz Kirchner. Sie fand im Anatomischen Saal der Akademie der bildenden Künste am Schillerplatz statt (2005–2006).
- Die außergewöhnliche Inszenierung von Letzter Aufruf von Albert Ostermaier, der ersten Zusammenarbeit von Andrea Breth mit dem Bühnenbildner von Martin Kušej, Martin Zehetgruber, wurde auf der Probebühne 1 im Arsenal im 3. Bezirk gespielt, die kurzfristig zu einem Theaterraum umgebaut wurde (2002). Auf derselben Probebühne fanden im Juni 2010 drei Vorstellungen von Christoph Schlingensiefs letztem Theaterstück Via Intolleranza II statt.
- Eine besondere Spielstätte bot die Feststiege des Burgtheaters Christian Nickels Inszenierung Die Wand nach dem Roman von Marlen Haushofer im Dezember 2012.
- Eine weitere Probebühne befindet sich in der Turnergasse im 15. Gemeindebezirk.

## Die Wiener und „ihre“ Burg
Das Burgtheater stand für die Wiener schon immer im Rampenlicht. Es galt stets als besonders vornehm, „in die Burg“ zu gehen. Bereits im 19. Jahrhundert gehörten die Gerüchte und die Skandale um die Burgschauspieler zu den beliebtesten Themen der Wiener. In der Burg konnten sich die verschiedenen gesellschaftlichen Schichten (Bürgertum und Adel) treffen, obwohl ihre Plätze strikt voneinander getrennt waren. Die Burgschauspieler „verbanden“ die zwei Stände und genossen dadurch in Wien einen besonders hohen sozialen Status (siehe später Vorhangverbot).
Die Schauspielerin Charlotte Wolter beispielsweise wurde geradezu hysterisch gefeiert, ihre Stimme – der kräftige Wolter-Schrei – war legendär. Später, in den 1940er Jahren, war natürlich das Ehepaar Paula Wessely und Attila Hörbiger Publikumsliebling Nummer 1. „Die Wessely“ wurde von den Damen gern nachgeahmt, ihre Frisur, der „Wessely-Scheitel“, machte Mode. Die Popularität der beiden wurde aber auch zu Propagandazwecken missbraucht, als sie sich für den Vollzug des Anschlusses einsetzten. Die Töchter des Ehepaares, die später alle Schauspieler geworden sind, litten oft unter dem Ruhm ihrer Eltern.
„Die Burg“ geriet manchmal allerdings auch in negative Schlagzeilen. Im Vorfeld der Uraufführung von Thomas Bernhards Heldenplatz 1988 fühlten sich viele Österreicher in ihrer Ehre gekränkt, weshalb die als Protest dagegen gedachte Großaktion von Martin Humer, der Kuhmist vor dem Burgtheater ablud, bei vielen Gefallen fand. Ebenfalls wenig beeindruckt waren viele Wiener von der Performance von Hermann Nitsch im Jahr 2005.
Beerdigungen berühmter Burgschauspieler sind nach wie vor ein gern besuchtes Ereignis, die Wiener lieben die schöne Leich. Diese Eigenschaft der Wiener wurde allerdings im musikalischen Stück Pompes Funèbres von Franz Wittenbrink auf der Bühne karikiert. Besonders große Ereignisse waren 1981 das Begräbnis von Paul Hörbiger und 1996 die Verabschiedung von Josef Meinrad, zu denen Tausende aus ganz Österreich angereist sind. Meinrad war so beliebt, dass der Platz zwischen dem Burgtheater und dem Volksgarten nach ihm benannt wurde.
Während heutzutage andere Theater nicht selten ums Überleben kämpfen müssen, scheint die Lust der Wiener, in die Burg zu gehen, ungebrochen zu sein. Die Auslastung des Hauses betrug in der Saison 2005/06 bei 313.000 Besuchern 84 Prozent. Das Einnahmen-Soll wurde um 380.000 € übertroffen, insgesamt wurden sechs Millionen Euro eingespielt.
Ein großes Gesprächsthema der Wiener ist immer die Ernennung eines neuen Intendanten – meistens beginnt die Spekulation über die Person des möglichen Direktors schon Monate vor der Entscheidung, die vom jeweiligen Staatssekretär für Kultur und Medien bekanntgegeben wird und in der Regel noch monatelang für weiteren Gesprächsstoff sorgt.
Im Hauptgebäude des Theaters befinden sich zwei Unternehmen, die zwar nicht zum Burgtheater gehören, aber mittlerweile zu „Institutionen“ geworden sind. Das Buchgeschäft Leporello befindet sich auf der linken Seite der Eingangshalle und führt nebst Büchern auch Geschenksgegenstände des Burgtheaters sowie signierte Szenenphotos. Es sperrt in der Regel eine Stunde vor Vorstellungsbeginn auf und bleibt bis Vorstellungsende geöffnet. Im rechten, südlichen Flügel des Theaters ist das Nobelrestaurant Vestibül untergebracht, das ein architektonisches „Spiegelbild“ der gleichnamigen Spielstätte im linken Flügel des Gebäudes und vor allem für sein Weinangebot bekannt ist. Im Restaurant sind, ähnlich wie im Café Landtmann, vor und nach der Vorstellung oft Schauspieler und Theaterleute anzutreffen.
Das Burgtheater ist auf der Rückseite der 50-Schilling-Banknote von 1970 zu sehen. Es ist auch wiederholt Motiv österreichischer Münzen und Briefmarken.

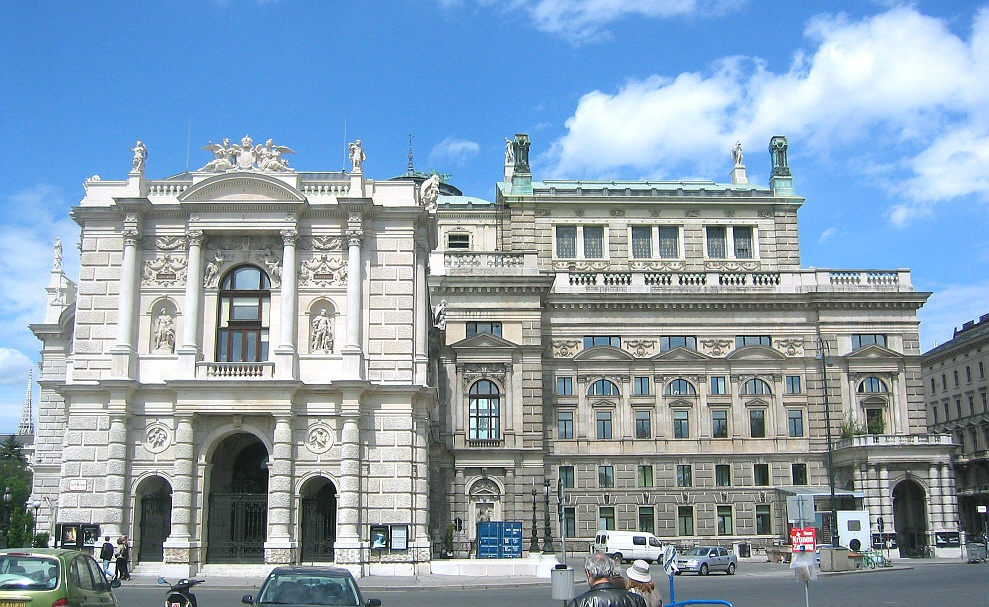
Seitenansicht von Süden; in der ehemaligen Vorfahrt zur Kaiserstiege befindet sich das Restaurant „Vestibül“
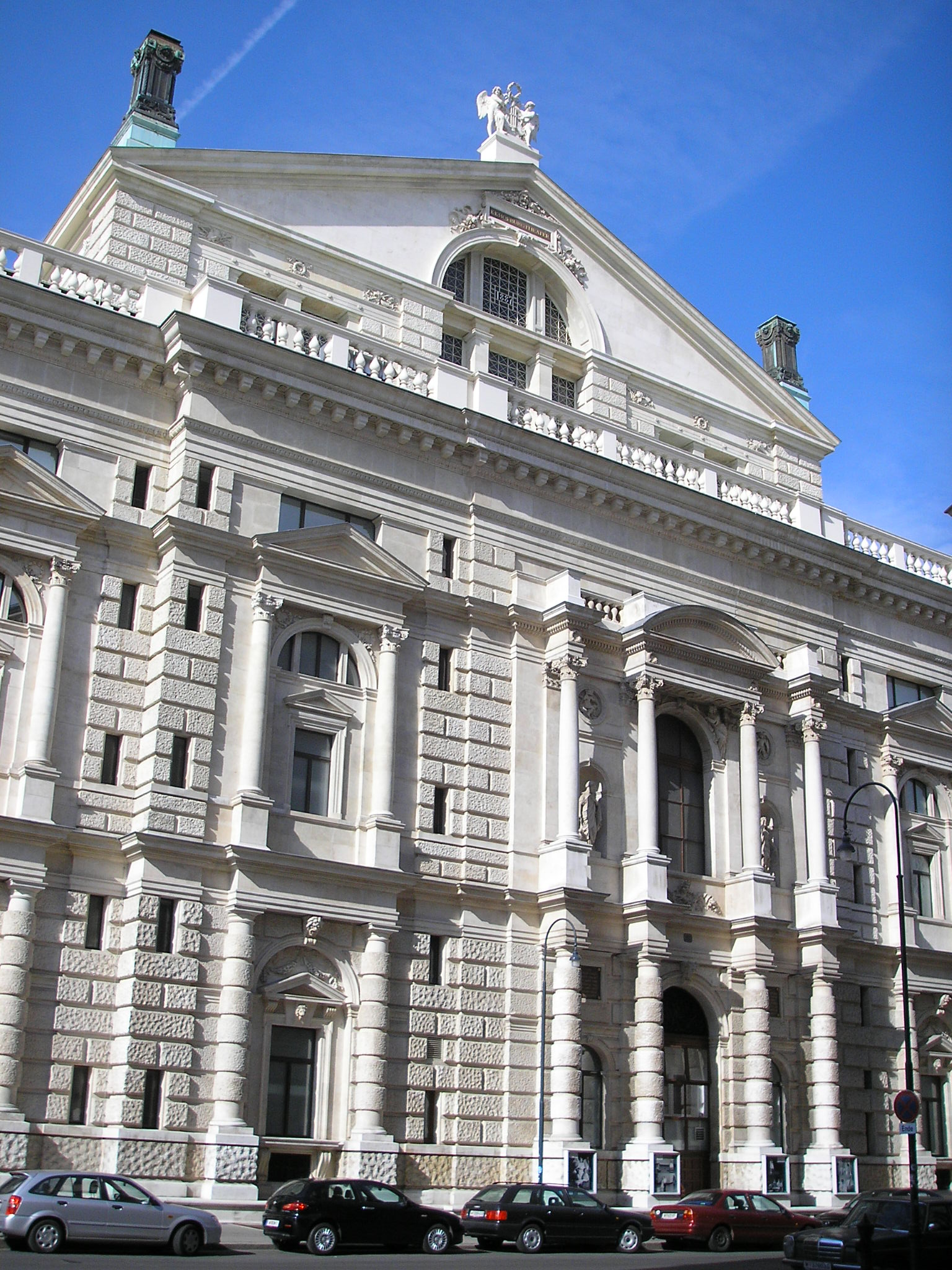
Rückseite des Burgtheaters an der Löwelstraße
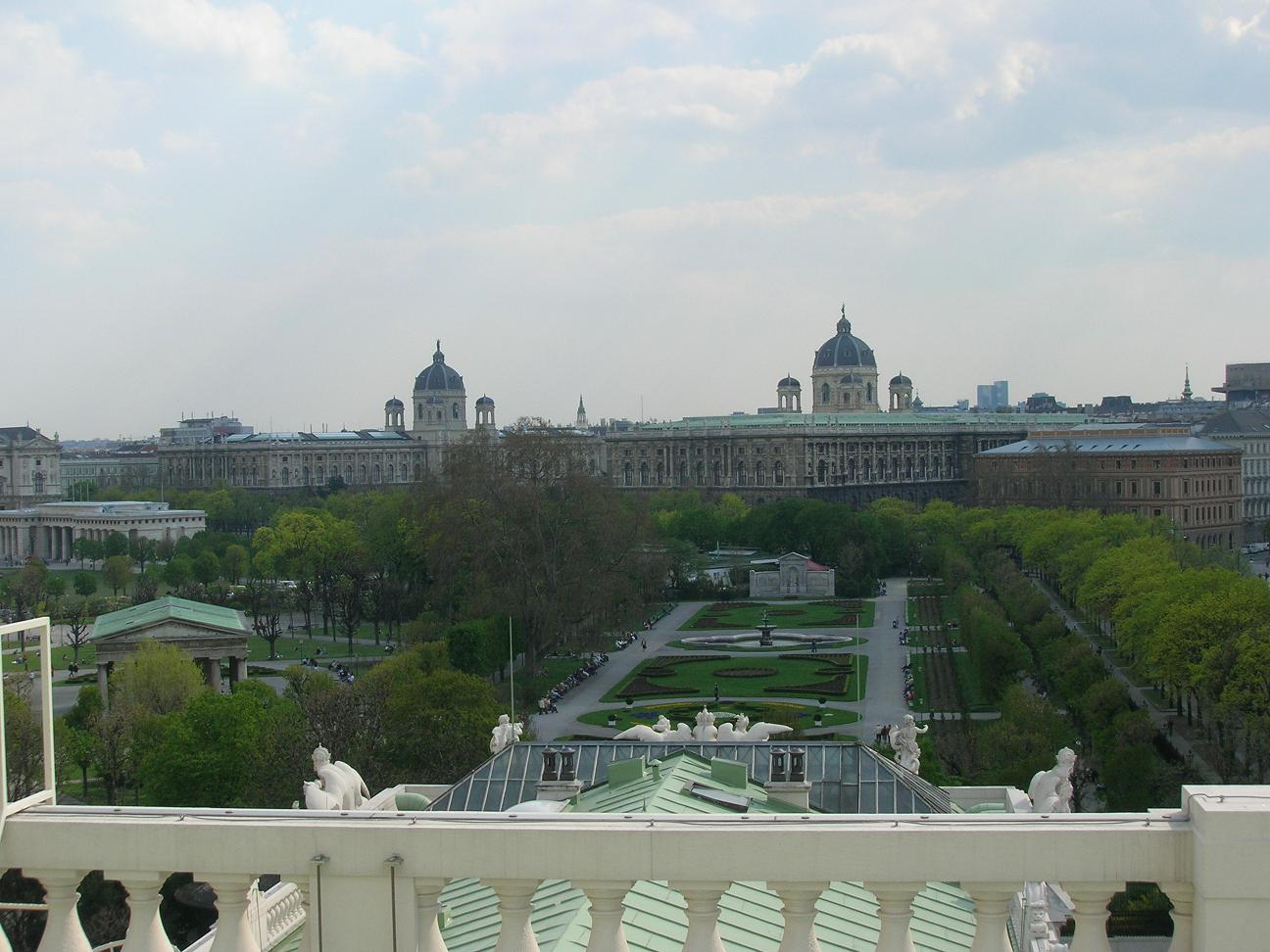
Blick vom Dach über den südlichen Seitenflügel auf Volksgarten und Museen

### Das „Burgtheaterdeutsch“
Als „Burgtheaterdeutsch“ wird die Sprache bezeichnet, die auf der Bühne des Burgtheaters gesprochen und als eine besonders schöne Variante des Bühnendeutsch angesehen wird. Die eigentliche Kunstsprache diente unter anderem dazu, die aus unterschiedlichen Regionen des deutschen Sprachraums kommenden Schauspieler zu verstehen. Als klassisches Beispiel für Burgtheaterdeutsch nennen viele die von Paula Wessely verwendete Bühnensprache.

### Die großen Namen und ihre Wirkung
Mittlerweile stammt ein großer Teil der Schauspieler und Theatermitarbeiter nicht aus Österreich, sondern aus Deutschland oder anderen Ländern; dennoch werden viele Burgschauspieler von den Wienern als Wiener akzeptiert und als „ihre Schauspieler“ verehrt. Der Deutsche Michael Heltau ist einer der größten Wienerlied-Interpreten, und Robert Meyer, der aus dem Grenzgebiet von Deutschland zu Österreich stammt, ist einer der beliebtesten Nestroy-Darsteller. Die Schweizerin Annemarie Düringer gehörte ebenso zu den Lieblingen des Publikums wie der Deutsche Ignaz Kirchner, und die gebürtige Deutsche Susi Nicoletti galt als die österreichische Schauspielerin schlechthin. Auch die von Claus Peymann nach Wien geholten und anfangs angefeindeten Schauspieler wie Gert Voss und Kirsten Dene wurden bald Publikumslieblinge. Eine gute Besetzung (manchmal mit Gastschauspielern) kann bewirken, dass es so gut wie unmöglich ist, für eine Produktion Karten zu bekommen. Die Namen der schon erwähnten Hörbigers und „der Wessely“ wirkten wie ein Magnet auf das Publikum, es war praktisch alles restlos ausverkauft, wo sie auftraten. Aber auch später gab und gibt es „Dauerbrenner“: für die Ottokar-Inszenierung mit „der Orth“, „dem Maertens“, „dem Merkatz“ und „dem Moretti“ oder den Nathan mit „dem Brandauer“ war es monatelang sehr schwer, ohne Abo Karten zu kaufen. Die Beiträge im Gästebuch der Burgtheater-Homepage zeugen davon, dass manche Inszenierungen eine richtige Fan-Gemeinde haben. Dennoch kommt es immer wieder vor, dass die konservativeren Burgbesucher bei einer modernen Inszenierung ihren Unmut während der Vorstellung lautstark ausdrücken.

### Ein Haus mit Tradition
Der natürlich auch anderswo verbreitete spezielle Theater-Aberglaube ist auch im Burgtheater, wo auf Tradition ein besonders großer Wert gelegt wird, anzutreffen, und daraus resultierende Bräuche und Rituale werden stets eingehalten. Viele Schauspieler glauben sogar – mit einem gewissen Augenzwinkern –, dass das Haus einen „Hausgeist“ hat.
Es gibt strikte Hausregeln, zum Beispiel solche, die die Verbeugung regeln. Die Verbeugungsordnung schreibt vor, wer, wann und mit wem sich verbeugen soll, mit Sonderregeln für die Premiere. Eine solche Regel ist angeblich zum Beispiel, dass alle, die im zweiten Akt spielen, sich verbeugen müssen, diejenigen, die nur im ersten Akt auftreten, können es natürlich auch tun, müssen aber nicht. Bei der Premiere verbeugen sich in der Regel alle Mitwirkenden, auch die Komparsen und Kinderdarsteller. Für besondere Ensemblemitglieder galten manchmal andere Regeln, so musste sich zum Beispiel der alte Paul Hörbiger nicht immer mit den anderen verbeugen, weil er sonst seinen Zug verpasst hätte.
Das sogenannte Vorhangverbot war ein ungeschriebenes Gesetz, das fast 200 Jahre eingehalten wurde. Es geht auf eine polizeiliche Theaterordnung vom 19. August 1798 zurück, die vorschrieb, dass sich vor dem Vorhang nur Gäste und Debütanten, aber keine Ensemblemitglieder verbeugen durften. Der Grund war das hohe Ansehen der Schauspieler, sie galten als „Schauspieler Seiner Majestät“ und als solche wäre es für sie unmöglich gewesen, sich vor dem gemeinen Volk zu verbeugen. Das Vorhangverbot, dessen Abschaffung im Lauf der Zeit immer wieder diskutiert wurde, das auch nicht lückenlos eingehalten wurde – etwa bei Aufführungen für Kinder – und nur für das Haupthaus (also nie für das Akademietheater) galt, wurde mit Beginn der Saison 1983/1984 vom damaligen Unterrichtsminister Helmut Zilk aufgehoben. Die erste Premiere ohne Vorhangverbot war Nestroys Höllenangst in der Inszenierung von Leopold Lindtberg.

### Repertoire, Programm und Publikum
Das Burgtheater arbeitet im Repertoiresystem, das heißt, in jeder Saison werden mindestens 30 Stücke abwechselnd gespielt. Jährlich gibt es im Burgtheater, Akademietheater und in den kleinen Spielstätten etwa 25 bis 30 Premieren.
In den ersten Jahrzehnten war das Repertoire des Burgtheaters, also der Umfang der gespielten Stücke, sehr groß. In der Direktion Laube konnten zum Teil bis zu 160 verschiedene Stücke pro Saison gesehen werden, und noch zu Anfang der Saison 1918/1919 waren es 107 Stücke. Einige Inszenierungen hielten sich oft 10 Jahre oder länger, manche sogar über Jahrzehnte hinweg, sowohl im alten als auch im neuen Burgtheater auf dem Spielplan. Dafür wurden sie pro Saison höchstens 4 bis 6 Mal gezeigt. Somit mussten Abonnenten nicht allzu oft dasselbe Stück sehen, sondern waren mit einer außergewöhnlich abwechslungsreichen Vielfalt konfrontiert. Dieses System endete nach dem Ersten Weltkrieg. Plötzlich standen im Repertoire der Saison 1919/20 nur noch 20 Stücke zur Verfügung. Als die Regie in den Vordergrund rückte sowie Inszenierungen durch wechselnde Moden schneller veralteten, wurden Stücke pro Jahr mindestens so oft angesetzt wie früher in 10 oder 20 Jahren.

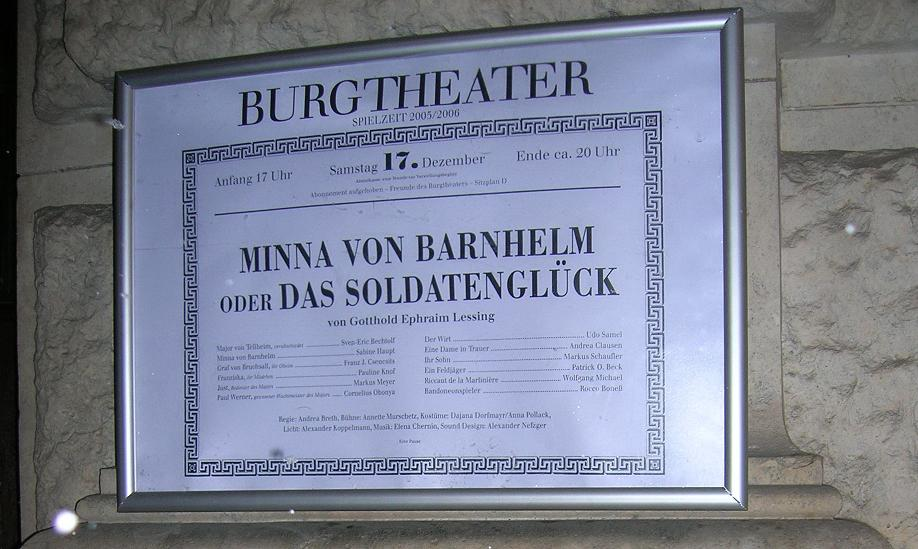
Ein typisches Burgtheaterplakat

Das aktuelle Programm des Burgtheaters wird auf Plakaten und einer roten Tafel links vom Haupteingang angekündigt. Früher – vor Bachlers Zeit – war es üblich, das Programm an die Fassade über dem Haupteingang zu hängen. Die Plakate werden jeden Tag mit der aktuellen Besetzung gedruckt und während der Vorstellung am Vorabend aufgehängt; sie enthalten auch die Namen der Komparsen (bei Mehrfachbesetzungen immer die aktuelle Besetzung).
Die Programmhefte besaßen nach dem Zweiten Weltkrieg ein einheitliches Aussehen, das für alle Bundestheater galt: Sie waren auf der Vorderseite durch eine Reihe eng gesetzter, brauner, senkrechter Linien gekennzeichnet, auf der unteren Mitte war in kursiver Schrift der Name des Theaters angegeben. In die Programmhefte wurden die Theaterzettel eingelegt. Sie wurden täglich für die jeweiligen Vorstellungen gedruckt und enthielten u. a. Angaben zu Stück, Autor, Beginn, Ende und Besetzung. Nach dem Aufkommen der Programmhefte wurden sie in diese eingelegt. Dieses System wurde bis 1986 beibehalten. Mit dem Beginn der Direktion Peymann wurde dieses System nach und nach abgeschafft, die früher üblichen häufigen Umbesetzungen waren im Lauf der Jahre durch konstante Besetzungen abgelöst worden. Nunmehr war die jeweilige Besetzung fix im Programmheft abgedruckt. Eventuelle Änderungen werden durch eingelegte, kleinere Zettel bekanntgegeben („In der heutigen Vorstellung spielt N. N. die Rolle XY“).
Die Programmhefte enthielten neben (kultur)historischen Texten und Informationen über Werk und Autor seit der Direktion Peymann auch zumeist den gesamten Text des aufgeführten Stückes, in dem die Änderungen, Kürzungen und Regieanweisungen markiert waren. Gelegentlich wurden auch Fotos von den Bühnenbildentwürfen oder -modellen sowie den Kostümfigurinen abgedruckt.
Ältere Programmhefte haben einen Sammelwert und können an besonderen Tagen (wie am Tag der offenen Tür) im Burgtheater käuflich erworben werden. In der Peymann-Direktion wurde das Aussehen der Programmhefte von Karl-Ernst Herrmann neu gestaltet. Sie waren für das Burgtheater und das Akademietheater grundsätzlich ähnlich gehalten und unterschieden sich in den ersten Jahren nur durch eine andere Farbgebung (hellgrau für das Akademietheater, helles Beige für die Burg). Später wurde mit anderen Farbgebungen sowie unterschiedlichen Formaten experimentiert. Lediglich das Programmheft für André Hellers Sein und Schein unterschied sich komplett von den übrigen Programmheften und enthielt Illustrationen der an der Ausstattung beteiligten Künstler (Roy Lichtenstein oder Mimmo Paladino). Unter Bachlers Direktion erhielten die Programmhefte grundsätzlich individuelle Gestaltungen und sie enthalten meistens assoziative Texte und Bilder zum Stück, nur ganz selten den Text des Stückes. Die Plakate und die Programmhefte des Burgtheaters werden in der Druckerei agensketterl in Mauerbach (NÖ) hergestellt.
Das Repertorium war die Sammlung der seit 1821 angefertigten Dokumentation der Aufführungen am Burgtheater. In große Bücher wurden täglich die Aufführungen und bei Premieren die Besetzungen eingetragen. Alle Schauspieler, die später eine Rolle in dem jeweiligen Stück übernahmen, wurden ergänzt. Für Inszenierungen, die vor 1821 auf dem Spielplan standen und noch gespielt wurden, trug man die Besetzungen seit 1776 nach. Jene Stücke, die bis 1821 vom Spielplan verschwanden, blieben hingegen unberücksichtigt. Quellen hierzu sind Theater- und Programmzettel oder alte Theaterzeitschriften. Die Führung des Repertoriums wurde 1958 aufgegeben. Ihnen folgten die Vorstellungsplatten nach. Sie wurden von der Regiekanzlei für jede Inszenierung eines Stücks angelegt und enthielten die Aufführungsdaten, die Besetzungen sowie allfällige Umbesetzungen.
Im jährlichen Geschäftsbericht des Burgtheaters kann man die genauen Besetzungs- und Umbesetzungslisten, weiters Statistiken über die Auslastung des Hauses bei diversen Produktionen finden.
Um einen direkten Kontakt mit dem Publikum aufrechtzuerhalten, veranstaltet das Burgtheater regelmäßig öffentliche Publikumsgespräche – teils allgemeine, bei denen die Zuschauer die Möglichkeit bekommen, der Direktion Fragen zu stellen, teils spezielle Publikumsgespräche zu einzelnen Inszenierungen, die immer im Anschluss einer Vorstellung stattfinden, und bei denen das Publikum die Dramaturgie, den Regisseur und die Schauspieler treffen kann. Matinées und Lesungen bereiten wichtige Ereignisse vor, wie Premieren, und auf Einträge im Gästebuch der Homepage wird auch geantwortet.

### Abonnements, Kartenvorverkauf, Spielzeiten
Von 1776 bis in die Zeit nach dem Ersten Weltkrieg existierte kein Abonnementsystem im heutigen Sinne. Es gab die sogenannten Stammsitze in allen Teilen des Zuschauerraums. Sie berechtigten zum täglichen Besuch des Burgtheaters und zur Benutzung eines bestimmten Sitzes. Aufgrund der Stammsitze musste der Spielplan besonders abwechslungsreich sein. Oft wurden in einer einzigen Saison mehr als 100 verschiedene Werke gezeigt. Beliebte Stücke konnten Jahr für Jahr immer wieder einige Male angesetzt werden, teilweise über Jahrzehnte hinweg in derselben Inszenierung. Die Regie spielte jedoch damals eine deutlich untergeordnete Rolle. Um das Interesse an den Aufführungen zu erhöhen, fanden zudem häufige Umbesetzungen statt. Ein ähnliches System bietet das Burgtheater zurzeit im Rahmen des Festabonnements an. Neben diesen Vollabonnements gab es auch Halbabonnements (sie berechtigten zum Besuch an geraden oder ungeraden Tagen) sowie Viertelabonnements (Besuch an jedem vierten Tag). Durch die radikale Einschränkung des bis 1919/20 zahlenmäßig großen Repertoires wurde dieses System obsolet. Ab 25. November 1919 wurde das Vollabonnement auf Galeriesitze aufgelassen, außerdem auch das Viertelabonnement auf Parkettsitze. Den Halbabonnenten wurde das Besuchsrecht für einen Tag entzogen, womit mehr Karten in den freien Verkauf gelangten.
Zurzeit gibt es 30 verschiedene Abonnements und diverse Zyklen (wie der Zyklus Nach der Premiere). Das Wahlabonnement berechtigt den Inhaber, zu günstigeren Preisen schon vor dem offiziellen Vorverkaufsbeginn Karten einer gewissen Kategorie zu erwerben. Viele Vorstellungen werden auch im Jugendabo „Theater der Jugend“ angeboten. Für Senioren gibt es ein eigenes Abonnement, bei dem einmal im Monat eine Vorstellung angeboten wird, die früher (um 16 oder 17 Uhr) beginnt. Das Festabonnement berechtigt den Inhaber, fünf Vorstellungen seiner Wahl an einem vorher festgelegten Tag der Woche (außer Samstag kann man jeden beliebigen Tag wählen) mit großer Preisermäßigung zu besuchen – der Aboinhaber hat bei diesem Abonnement einen fixen Sitzplatz.

An jedem 20. des Monats beginnt der Kartenvorverkauf für die Vorstellungen des nächsten Monats, Wahlaboinhaber können bereits ab dem 15. des Monats Karten reservieren. Gäste aus anderen Bundesländern und aus dem Ausland können auch schriftlich oder per Fax Karten bestellen. Es gibt stark ermäßigte Kontingente für Pädagogen und Jugendliche. Eine Stunde vor Vorstellungsbeginn kann man Restkarten zum halben Preis kaufen, und es werden immer Stehplatzkarten zurückgehalten, die ebenfalls vor Vorstellungsbeginn angeboten werden, bei sehr begehrten Vorstellungen kann man jedoch nur jeweils eine Stehplatzkarte pro Person kaufen.

Sitzplan

Das Burgtheater und seine Nebenbühnen werden von Mitte September bis zum 30. Juni theoretisch jeden Tag bespielt. Bis zur Direktion Bachler begann das Burgtheater jährlich am 1. September mit dem Spielbetrieb (nach einer zweimonatigen Sommerpause). Generell spielfrei sind nur der Karfreitag und der Heilige Abend, probebedingt kann es vorkommen, dass an einigen Abenden auf der einen oder der anderen Bühne keine Vorstellung stattfindet.
Diese sogenannten Schließtage zur ganztägigen Abhaltung von Bühnen-, Dekorations- und Beleuchtungsproben im Burgtheater sowie im Akademietheater wurden erstmals unter der Direktion Peymann eingeführt und sorgten einige Jahre lang für heftige Kontroversen, die zum Teil auf den Kultur- und Leserbriefseiten österreichischer Zeitungen ausgetragen wurden. Peymann wurde vorgeworfen, durch Schließtage die Einnahmen des Burgtheaters zu reduzieren.
Eine große Debatte löste im Februar 2007 die Nachricht aus, dass im Juni 2008 eine Fan-Meile zur 13. Fußball-Europameisterschaft vor dem Rathaus – und somit auch vor dem Burgtheater – errichtet werden soll, und das Burgtheater fordert eventuelle Ersatzspielstätten, damit der Spielbetrieb nicht beeinträchtigt wird und keine Schließtage erforderlich sind.

### Die Gesellschaft der Freunde des Burgtheaters
Die Gesellschaft der Freunde des Burgtheaters ist eine als eingetragener Verein wirkende Publikumsorganisation, die 1956 von ungefähr 200 Theaterliebhabern gegründet wurde und in der Goethegasse im 1. Bezirk Wiens ihren Sitz hat. Unter den Gründern waren auch berühmte Persönlichkeiten wie Friedrich Heer und Clemens Holzmeister. Seitdem erhöhte sich die Mitgliedschaft auf etwa 700 Personen. Der Gesellschaft steht ein eigenes Theaterkontingent mit fixen Plätzen für die erste Vorstellung nach jeder Premiere auf allen Spielstätten des Theaters zur Verfügung. Der Verein pflegt einen intensiven Kontakt zum Haus und zu den Schauspielern. Er organisiert Publikumstreffen, Lesungen, Buchpräsentationen und Informationsabende für seine Mitglieder, weiters versucht er auch das junge Publikum anzusprechen, indem er versucht, beliebte Nachwuchskünstler für diese Veranstaltungen zu engagieren. Die Gesellschaft unterstützt auch das Studium talentierter Jungschauspieler am Max Reinhardt Seminar und schreibt manchmal Schreibwettbewerbe aus.

## Mitarbeiter am Burgtheater

### Das Ensemble
Zu den kaiserlichen Zeiten genossen die Schauspieler einen hohen gesellschaftlichen Rang und ein großes Ansehen. Sie wurden meistens auf Lebenszeit angestellt. Heute gibt es für Ensemblemitglieder meistens Jahresverträge. Seit Oktober 1971 gibt es die Richtlinien für die Tätigkeit der Ensemblevertretung des Burgtheaters. Ein vom Ensemble gewählter Vertrauensmann hat gegenüber der Direktion das Recht, unter anderem bei Besetzungen und bei der Spielplangestaltung mitzusprechen. Der derzeitige Ensemblesprecher ist Gunther Eckes. Das Burgtheater ist grundsätzlich ein typisches Ensembletheater, die meisten Schauspieler sind mit längerfristigen Verträgen gebunden, Gäste kommen nur für einzelne Rollen. Zugleich lebte das Burgtheater immer schon von herausragenden Schauspielern, die nur für eine einzige oder ein paar Rollen ans Burgtheater kamen und sich mit ihrer Persönlichkeit einbrachten.

#### Ehemalige Ensemblemitglieder

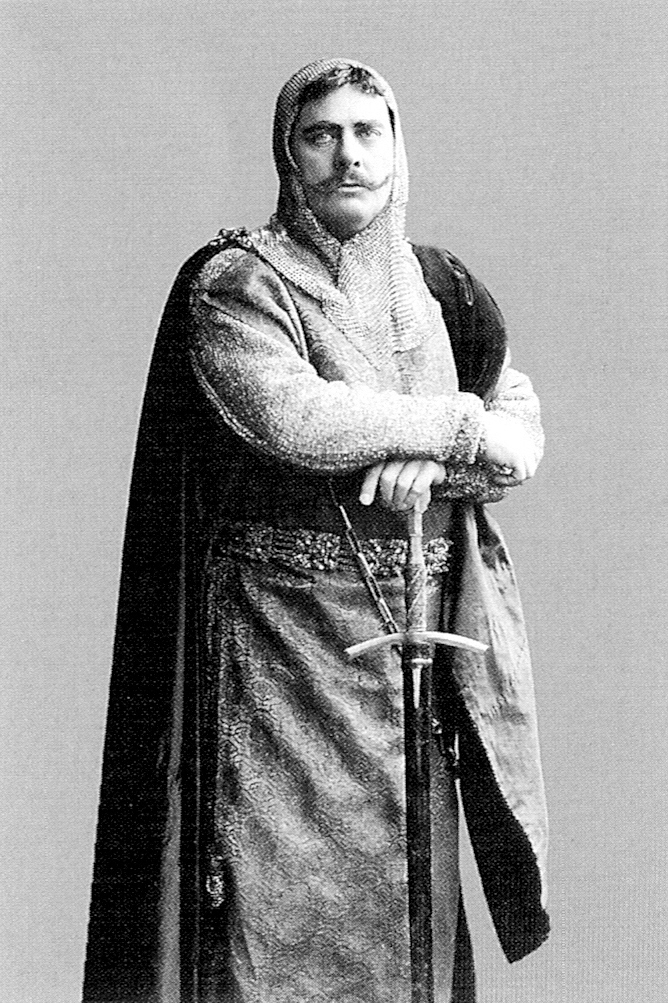
Max Devrient als Zawisch in Franz Grillparzers König Ottokars Glück und Ende nach 1891

Berühmte ehemalige Ensemblemitglieder:
Erich Aberle,
Trude Ackermann,
Rosa Albach-Retty,
Wolf Albach-Retty,
Ernst Anders,
Raoul Aslan,
Blanche Aubry,
Erich Auer,
Ewald Balser,
Günther Georg Bauer,
Bernhard Baumeister,
Patrick O. Beck,
Maria Becker,
Klaus Behrendt,
Ulrike Beimpold,
Anne Bennent,
Achim Benning,
Joachim Bißmeier,
Hedwig Bleibtreu,
Monica Bleibtreu,
Karl Blühm,
Marcus Bluhm,
Karl Böhm,
Uwe Bohm,
Otto Bolesch,
Markus Boysen,
Rolf Boysen,
Viktor Braun,
Marion Breckwoldt,
Inge Brücklmeier,
Traugott Buhre,
Gandolf Buschbeck,
Horst Caspar,
Karim Chérif,
Hansa Czypionka,
Bruno Dallansky,
Theodor Danegger,
Kirsten Dene, 
Ernst Deutsch,
Max Devrient,
Birgit Doll,
Käthe Dorsch,
Lona Dubois,
Margarethe Dux,
Thomas Egg,
Hartmut Ehler,
Heinz Ehrenfreund,
Karl Eidlitz,
Maria Eis,
Christine Enghaus,
Richard Eybner,
Ulli Fessl,
O. W. Fischer,
Sebastian Fischer,
Georg Filser,
Peter Fitz,
Ludwig Gabillon,
Zerline Gabillon,
Bruno Ganz,
Wolfgang Gasser,
Helma Gautier,
Gerhard Geisler,
Adrienne Gessner,
Siegmund Giesecke,
Alexander Girardi,
Boy Gobert,
Käthe Gold,
Hugo Gottschlich,
Fritz Grieb,
Ingeborg Gruber,
Karlheinz Hackl,
Günther Haenel,
Carla Hagen,
Amalie Haizinger,
Fritz Hakl,
Konrad Adolf Hallenstein,
Paul Hartmann,
Heidemarie Hatheyer,
Angelika Hauff,
Wolfgang Hebenstreith,
Urs Hefti,
Fred Hennings,
Jürgen Hentsch,
Miguel Herz-Kestranek,
Philipp Hochmair,
Elisabeth Höbarth,
Attila Hörbiger,
Christiane Hörbiger,
Paul Hörbiger,
Frank Hoffmann,
Paul Hoffmann,
Stella von Hohenfels-Berger,
Thomas Holtzmann,
Judith Holzmeister,
Gusti Huber,
Wolfgang Hübsch,
Manfred Inger,
Helmut Janatsch,
Antonie Janisch,
Michael Janisch,
Julia Janssen,
Hanns Ernst Jäger,
Gertraud Jesserer,
Peter P. Jost,
Curd Jürgens,
Josef Kainz,
Elisabeth Kallina,
Lilly Karoly,
Otto Kerry,
Lisl Kinast,
Pauline Knof,
Inge Konradi,
Willi Kowalj,
Hilde Krahl,
Friedrich Krastel,
Josef Krastel,
Tom Krinzinger,
Ida Krottendorf,
Karl Friedrich Krüger,
Jutta Lampe,
Pavel Landovský,
Jenny Lattermann,
Inge Leddihn,
Fritz Lehmann,
Lotte Ledl,
Joseph Lewinsky,
Florian Liewehr,
Fred Liewehr,
Hugo Lindinger,
Robert Lindner,
Theo Lingen,
Paola Loew,
Alfred Lohner,
Else Ludwig,
Sylvia Lukan,
Ferdinand Maierhofer,
Leslie Malton,
Paulus Manker,
Sigrid Marquardt,
Johanna Matz,
Josef Meinrad,
Kurt Meisel,
Peter Miklusz,
Karl Wilhelm Meixner,
Rudolf Melichar,
Robert Meyer,
Wolfgang Michael,
Erna Michall,
Karl Mittner,
Nick Monu,
Heinz Moog,
Hans Moser,
Ulrich Mühe,
Hans Günther Müller,
Fritz Muliar,
Alfred Neugebauer,
Dorothea Neff,
Susi Nicoletti,
Ruth Niehaus,
Cornelius Obonya,
Hanns Obonya,
Joseph Offenbach,
Max Ophüls,
Elfriede Ott,
Dorothea Parton,
Karl Paryla,
Romuald Pekny,
Denis Petkovic,
Max Pfeiler,
Hedwig Pistorius,
Erika Pluhar,
Ernst Princz,
Ulla Purr,
Will Quadflieg,
Charles Regnier,
Emerich Reimers,
Heinz Reincke,
Ulrich Reinthaller,
Veit Relin,
Walther Reyer,
Tonio Riedl,
Hilde Rom,
Hermann Romberg,
Otto Rub,
Albert Rueprecht,
Heinz Rühmann,
Johanna Sacco,
Adele Sandrock,
Johannes Schauer,
Fritz Schediwy,
Erich Schellow,
Hannes Schiel,
Aglaja Schmid,
Otto Schmöle,
Wenzel Scholz,
Hermann Schöne,
Peter Schratt,
Liselotte Schreiner,
Joseph Schreyvogel,
Heinrich Schweiger,
Alma Seidler,
Julia von Sell,
Albin Skoda,
Stefan Skodler,
Adolf von Sonnenthal,
Edd Stavjanik,
Sigfrit Steiner,
Wolfgang Stendar,
Lilly Stepanek,
Lena Stolze,
Peter Striebeck,
Walter Stumvoll,
Sonja Sutter,
Michael Tellering,
Johannes Terne,
Hans Thimig,
Helene Thimig,
Hermann Thimig,
Hugo Thimig,
Curth Anatol Tichy,
Jane Tilden,
Lotte Tobisch,
Heinz Trixner,
Alexander Trojan,
Eckart Uhlmann,
Gertrud Ukena,
Gert Voss,
Hilde Wagener,
Rudolf von Waldenfels,
Martha Wallner,
Brigitte Walzl,
Peter Weck,
Antje Weisgerber,
Angelika Welzl,
Oskar Werner,
Paula Wessely,
Rudolf Wessely,
Josef Wichart,
Jürgen Wilke,
Heinz Woester,
Gusti Wolf,
Paul Wolf-Plottegg,
Charlotte Wolter,
Klausjürgen Wussow,
Philipp Zeska,
Eleonore Zetzsche,
Eva Zilcher,
Kurt Zips,
Heinz Zuber.

#### Gastschauspieler
Als Gäste, für einzelne Rollen engagiert, traten auf
Meriam Abbas,
Therese Affolter,
Susanne von Almassy,
Axel von Ambesser,
Leon Askin,
Barbara Auer,
Bibiana Beglau,
Senta Berger,
Josef Bierbichler,
Hans Christian Blech,
Pinkas Braun,
Ella Büchi,
Margit Carstensen,
Ingrid Caven,
Edith Clever,
August Diehl,
Ralf Dittrich,
Karoline Eichhorn,
Veronika Fitz,
Cornelia Froboess,
Tuncay Gary,
Helmut Griem,
Olivia Grigolli,
Matthias Habich,
Etienne Halsdorf,
Corinna Harfouch,
O. E. Hasse,
Hannelore Hoger,
Marianne Hoppe,
Anatol Käbisch,
Christine Kaufmann,
Hermann Killmeyer,
Klaus Kinski,
Wolfram Koch,
Jutta Lampe,
Hermann Lause,
Helmuth Lohner,
Susanne Lothar,
Eva Mattes,
Sunnyi Melles,
Kurt Meisel,
Karl Merkatz,
Bernhard Minetti,
Tobias Moretti,
Richard Münch,
Dierk Prawdzik,
Hans-Michael Rehberg,
Martin Reinke,
Hans Christian Rudolph,
Ilse Ritter,
Sophie Rois,
Otto Sander,
Maximilian Schell,
Otto Schenk,
Christoph Schlingensief,
Walter Schmidinger,
Robert Stadlober,
Oliver Stokowski,
Tilda Swinton,
Franziska Tilden,
Susanne Tremper,
Ulrich Tukur,
Angela Winkler,
Ulrich Wildgruber,
Werner Wölbern,
Gisela Uhlen,
Walker Wyatt,
Hans Dieter Zeidler.

#### Ehrenmitglieder
Ehrenmitglieder sind:
Max Devrient 1922,
Hugo Thimig 1922,
Georg Reimers 1922,
Auguste Wilbrandt-Baudius 1922,
Hedwig Bleibtreu 1924,
Rosa Albach-Retty 1928,
Tiny Senders 1929,
Anton Wildgans 1932,
Else Wohlgemuth 1935,
Raoul Aslan 1946,
Erhard Buschbeck 1949,
Werner Krauß 1959,
Alma Seidler 1960,
Adolf Rott 1962,
Franz Salmhofer 1963,
Fred Hennings 1963,
Ewald Balser 1963,
Ernst Lothar 1963,
Eduard Volters 1964,
Hermann Thimig 1965,
Paula Wessely 1967,
Käthe Gold 1967,
Ernst Haeusserman 1968,
Fred Liewehr 1969,
Attila Hörbiger 1971,
Josef Meinrad 1973,
Leopold Lindtberg 1974,
Rudolf Steinboeck 1978,
Heinz Moog 1978,
Susi Nicoletti 1983,
Erich Auer 1986,
Gusti Wolf 1987,
Fritz Muliar 1995,
Wolfgang Gasser 1997,
Judith Holzmeister 2000,
Heinrich Schweiger 2000,
Annemarie Düringer 2001,
Michael Heltau 2003,
Klaus Maria Brandauer 2008,
Gerhard Blasche 2008,
Klaus Bachler 2009,
Martin Schwab 2009,
Gert Voss 2009,
Sylvia Lukan 2010,
Claus Peymann 2012,
Elisabeth Orth 2014,
Peter Simonischek 2019,
Karin Bergmann 2019,
Achim Benning, Gerhard Klingenberg, Albin Skoda.

#### Ringträger
Michael Heltau, Annemarie Düringer 2010, Gert Voss 2011, Claus Peymann 2012, Klaus Maria Brandauer 2013, Elisabeth Orth 2014, Karin Bergmann, Peter Simonischek 2019

### Andere Mitarbeiter
Außer den Schauspielern arbeiten ungefähr 300 Burgtheater-Mitarbeiter am Gelingen der Theaterabende. Im Kollektivvertrag werden die Rechte und Pflichten der Theatermitarbeiter (natürlich auch die der Schauspieler) genau geregelt. Ein wichtiger Punkt ist, dass man nicht länger als bis 23 Uhr spielen darf, was natürlich bei längeren Vorstellungen ein Problem darstellen kann, so musste für die Aufführung des Sportstücks eine unüblich frühe Beginnzeit angesetzt werden. Es gibt etwa fünfzig Billeteure, die aber von einer anderen Firma angestellt sind. Als besonders wichtige Funktion gilt der Posten des Nachtfeuerwehrmannes. Für die Technische Gesamtleitung ist Johann Bugnar, seit der Spielzeit 2009/2010, zuständig. Als Technischer Leiter des Burgtheaters ist Ernst Meissl berufen worden; er ist der Nachfolger von Heinz Filar, der wiederum Friedrich Schlanzar nachfolgte. Insgesamt (zusammen mit den Mitarbeitern der anderen Firmen, etwa der Kostümwerkstätten) unterstützen etwa 600 Leute die Arbeit an allen Spielstätten.
Die Arbeit einer gut funktionierenden Komparserie ist für das Gelingen der Inszenierungen auch von großer Wichtigkeit. Beim Burgtheater arbeiten keine Statisten – die Laiendarsteller werden ausschließlich als Komparsen bezeichnet. Der Leiter der Komparserie ist seit 1986 Wolfgang Janich, der selbst eine Schauspielausbildung absolvierte und im Notfall auch einspringt. In manchen Stücken tritt sogar der Chefinspizient, Klaus von Schwerin, der früher jahrelang an der Berliner Schaubühne arbeitete, als Komparse auf. Die Komparsen werden durch mehrstufige Castingverfahren sehr sorgfältig ausgewählt, und sogar die Begleiter der mitwirkenden Tiere werden Komparsen genannt und für die Betreuung der Tiere bezahlt. Claus Peymann wollte die Komparserie abschaffen und die Komparsenrollen mit Schauspielern besetzen, was diese allerdings verweigerten.

## Anerkennung der schauspielerischen Leistung

### Anerkennung der Schauspieler im Ensemble
Ensemblemitglied des Burgtheaters zu sein ist wohl der Traum für viele Schauspieler und gehört zu den Höhepunkten der Karriere im Leben eines Künstlers auf der Bühne. Für besondere Leistungen werden die Ensemblemitglieder des Burgtheaters noch zusätzlich geehrt.
- Eine Form der Ehrung ist der Burgtheater-Ring (der Concordia). Der Ring wurde von Jakob Lippowitz, dem Herausgeber des Neuen Wiener Journals, gestiftet und zwischen 1926 – dem Jahr des 150-jährigen Jubiläums der Burgtheater-Gründung – und 1934 jährlich an ein Mitglied des Burgtheaters oder an einen Bühnenautor für besondere Verdienste verliehen. Er wurde erstmals Arthur Schnitzler und Auguste Wilbrandt-Baudius zuerkannt und in den Folgejahren an die Dramatiker Hermann Bahr, Gerhart Hauptmann, Karl Schönherr, Ludwig Fulda sowie die Schauspieler Max Devrient, Georg Reimers, Hedwig Bleibtreu und Else Wohlgemuth verliehen.
- Der Ehrenring des Burgtheaters wird seit 1. Oktober 1955 in unregelmäßigen Abständen von der Kollegenschaft des Burgtheaters an Ensemblemitglieder verliehen. Diese Auszeichnung wird vom Betriebsrat vorgeschlagen.
- Ehrenmitglieder werden besonders verdiente Künstler seit 1922. Anlass war damals das vierzigjährige Bühnenjubiläum von Max Devrient. Zusammen mit ihm wurden Hugo Thimig, Georg Reimers sowie Auguste Wilbrandt-Baudius zu Ehrenmitgliedern ernannt. Die Ernennung erfolgte im Einverständnis mit der Bundestheaterverwaltung über Vorschlag der Burgtheater-Direktion. Diesen ersten Ernennungen folgten 1926, anlässlich des 150. Geburtstags des Burgtheaters, die offiziellen Richtlinien. Ihnen zufolge dürfen nur sehr prominente, verdienstvolle Ensemblemitglieder und auch diese erst nach langjähriger Zugehörigkeit zum Haus dieser Ehre teilhaftig werden. Die Zahl der lebenden Ehrenmitglieder sollte ein Zehntel des gesamten Mitgliederstandes nicht überschreiten. Der Titel darf in Wort oder Schrift nicht verwendet werden, wenn die Träger bei Veranstaltungen mitwirken, die mit der Würde des Titels unvereinbar wären, also wenn sie etwa in Operetten, Varietés oder Kabaretts auftreten. Die Namen der Ehrenmitglieder werden am Fuß der Feststiege auf der Volksgartenseite in Marmor gemeißelt und für die Ewigkeit festgehalten. Auch für das Begräbnis der Ehrenmitglieder gelten besondere Gepflogenheiten. Der Sarg des verstorbenen Schauspielers oder der verstorbenen Schauspielerin wird auf der Feststiege aufgebahrt und anschließend einmal rund um das Theater getragen. Den Ehrenmitgliedern wird seit dem 20. Oktober 2010 auch ein sog. Ehrenring der Direktion (nicht identisch mit dem Ehrenring des Burgtheaters, der vom Betriebsrat verliehen wird) überreicht (bis dahin wurde ihnen eine Urkunde überreicht). Der erste Träger des Ringes ist Michael Heltau. Der Ring wurde vom Juwelier Wagner entworfen und zeigt die Fassade des Burgtheaters.
- Der Doyen (derzeit Michael Heltau) oder die Doyenne (seit 2015 Elisabeth Orth[54]) des Burgtheaters bleibt lebenslang mit der Bühne des Hauses verbunden, genießt also ein Engagement bis zum Tode, das heißt, er oder sie kann nicht in den Ruhestand versetzt werden. Diesen Ehrentitel bekommen zwei von den älteren Ehrenmitgliedern des Hauses – meistens sind das die dienstältesten, die schon am längsten Ensemblemitglieder sind –, jeweils eine Dame und ein Herr, die dann die Aufgabe haben, das Haus nach außen zu vertreten. Eine Voraussetzung für diese Auszeichnung ist, dass man zuvor zur Kammerschauspielerin beziehungsweise zum Kammerschauspieler ernannt worden sein muss. Die Auszeichnung wird erst nach dem Tod ihres Trägers weitergegeben. Erste Doyenne des Burgtheaters war Christiane Weidner.[55] Lange Jahre hielten diese Funktion Hedwig Bleibtreu (1868–1958) und Rosa Albach-Retty, Mitglied einer traditionsreichen Schauspielerfamilie, zu der auch ihre Enkelin Romy Schneider zählte. Sie verstarb 1980 im 106. Lebensjahr. Ihr folgten Adrienne Gessner (verstorben am 23. Juni 1987),[56] von 1987 bis 2000 Paula Wessely, die Mutter von Elisabeth Orth, Christiane und Maresa Hörbiger,[57] und schließlich von 2001 bis 2014 Annemarie Düringer.[58] Doyen des Burgtheaters waren unter anderen Fred Liewehr, Otto Tressler, Fred Hennings und Karl Eidlitz.[59]

- Die Burgtheater-Galerie ist eine Sammlung von Künstlerporträts im Foyer, eine Art „Ehrengalerie“, die zum Teil noch aus dem alten Gebäude am Michaelerplatz stammt. Seit dem 23. Oktober 2006 zieren nicht nur alte Gemälde die Wände. Zeitgenössische Künstler porträtierten 2006 einige der heutigen Publikumslieblinge: Christy Astuy verewigte Annemarie Düringer und Branko Samarovski, Franz Graf zeichnete Elisabeth Orth und Ignaz Kirchner, die Fotografin Ilse Haider inszenierte fotografisch Andrea Clausen und Michael Heltau, Josef Kern malte Karlheinz Hackl und Martin Schwab, Klaus Maria Brandauer und Kirsten Dene wurden von Elke Krystufek porträtiert. Kitty Speiser und Gert Voss wurden in eigens dafür geschaffenen Rauminstallationen von Gregor Zivic dargestellt.[60] Im Jahr 2008 wurde diese Sammlung um zwölf Kunstwerke der „Jungen Porträtgalerie“ erweitert. Petra Morzé und Philipp Hochmair wurden von Fabian Fink abgebildet, Maria Hahnenkamp fotografierte Regina Fritsch und Michael Maertens, Birgit Minichmayr und Philipp Hauß wurden von Lucy McKenzie gemalt, Maja Vukoje stellte Maria Happel und Roland Koch dar, Gabi Trinkaus interpretierte Johanna Wokalek und Johannes Krisch und Erwin Wurm porträtierte Dorothee Hartinger und Nicholas Ofczarek.[61]
- Auf Anregung von Burg-Direktor Franz Herterich schuf Bundespräsident Michael Hainisch 1926 den Kammer-Titel für darstellende und ausübende Künstler auf dem Gebiet der Musik und darstellenden Kunst. Seit dieser Zeit gibt es in Österreich Kammerschauspieler und Kammersänger. Die ersten österreichischen Kammerschauspieler waren Maria Mayen, Maria Mayer, Raoul Aslan und Willi Thaller. Sie alle erhielten den Titel noch im Jubiläumsjahr 1926. In späteren Jahren blieb der Titel nicht mehr auf Mitglieder des Burgtheaters beschränkt, sondern wurde, wenngleich selten, auch an solche des Theaters in der Josefstadt und anderer österreichischer Bühnen vergeben.

### Der Nestroy-Theaterpreis

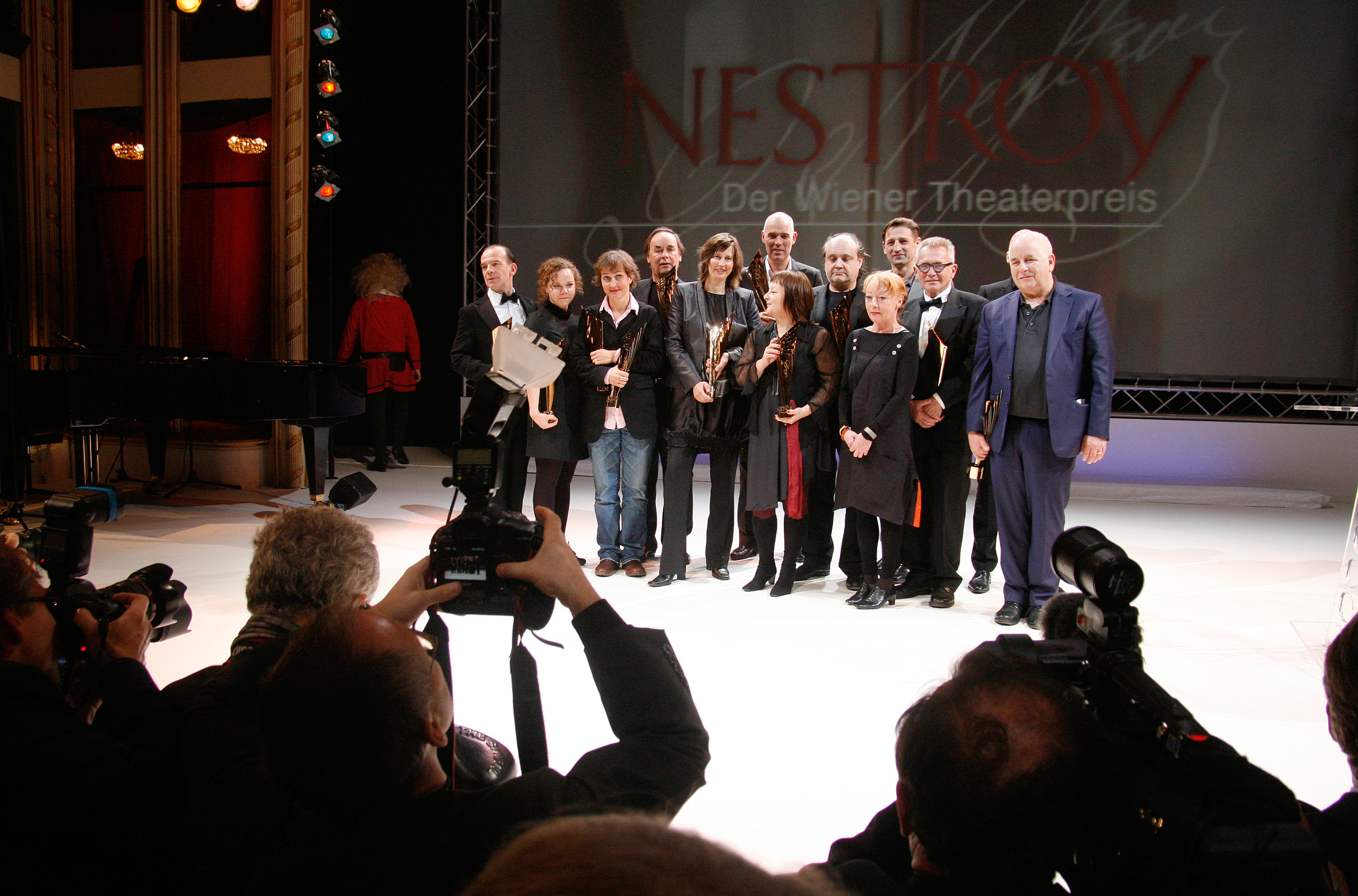
Die Ausgezeichneten des Nestroy-Theaterpreises 2010, darunter Direktor Matthias Hartmann, auf der Bühne des Burgtheaters

Das Burgtheater (inkl. Akademietheater) ist mit seinen Produktionen seit 2000 das erfolgreichste Theater beim Nestroy-Theaterpreis.
| Nestroy-Theaterpreis | 2000 | 2001 | 2002 | 2003 | 2004 | 2005 | 2006 | 2007 | 2008 | 2009 | 2010 | 2011 | 2012 | 2013 | 2014 | 2015 | 2016 | 2017 | 2018 |
| -------------------- | ---- | ---- | ---- | ---- | ---- | ---- | ---- | ---- | ---- | ---- | ---- | ---- | ---- | ---- | ---- | ---- | ---- | ---- | ---- |
| Nominierungen/Siege  | 10/5 | 15/6 | 10/3 | 9/4  | 13/5 | 12/2 | 12/6 | 10/4 | 8/1  | 6/4  | 10/6 | 8/3  | 11/3 | 10/3 | 6/2  | 12/7 | 12/  |      | 13/  |

## Das Burgtheater im In- und Ausland
Jedes Jahr gibt es Inszenierungen für die Salzburger Festspiele und für die Wiener Festwochen in Koproduktion mit dem Burgtheater, bei letzteren sind die Burg- und Akademietheater auch eine wichtige Spielstätte. Diese Produktionen werden in der Regel nach der Festspielzeit ins Repertoire aufgenommen.
Produktionen des Burgtheaters werden regelmäßig zum Berliner Theatertreffen zu anderen internationalen Theaterfestivals eingeladen und die Burg wird auch im Ausland in Gastspielen gern gesehen, vor allem natürlich im deutschsprachigen Raum, aber auch in anderen Ländern. In den letzten Jahrzehnten gastierten Burg-Produktionen unter anderem in Amsterdam, Avignon, Berlin, Bogotá, Edinburgh, Meran, Moskau, Mülheim an der Ruhr, Prag, Venedig, Rom, Warschau und Zagreb. Erwähnenswert sind große Tourneen durch Japan und die Sowjetunion sowie Gastspiele in Israel und New York. Ins Burgtheater werden auch oft Inszenierungen aus bedeutenden europäischen Häusern eingeladen, wie aus dem Thalia Theater in Hamburg.
Das Burgtheater dient im Sommer als eine Spielstätte für das Tanzfestival ImPulsTanz, das mittlerweile als größtes europäisches Tanzereignis gilt.
Von der Theaterzeitschrift Theater heute wurde das Burgtheater 2015 und 1995 zum Theater des Jahres gewählt.

## Die Leitung des Burgtheaters
Als Kaiser Joseph II. das Theater nächst der Burg zum Hof- und Nationaltheater erhob, schuf er jene Dreier-Konstruktion aus oberster Leitung, Verwaltung und künstlerischer Leitung, die im Wesentlichen bis heute erhalten geblieben ist. In der Monarchie lag die oberste Leitung in den Händen des Obersthofmeisteramtes oder des Oberstkämmereramtes. Die Verwaltung hatte wechselnde Titel, Theateroberdirektion oder Generalintendanz. Zudem war das Burgtheater einige Jahre lang verpachtet, wobei die Pächter es nur mit der obersten Instanz zu tun hatten, in Finanzverwaltung und Personalangelegenheiten aber selbständig waren. Für Stückauswahl und Spielpläne waren sie nur gegenüber der Zensur verantwortlich. Die künstlerische Leitung wiederum lag einmal in den Händen eines Regiekollegiums, dann wieder wurde sie einem artistischen Sekretär oder einem artistischen Direktor anvertraut, wurde aber auch interimistisch vom Generalintendanten oder von einem Schauspielerkollegium ausgeübt.
Laut Gesetz vom 3. April 1919, dem sogenannten Habsburger-Gesetz, ging nach dem Ende der Monarchie das sogenannte hofärarische Vermögen des Hauses Habsburg-Lothringen in das Eigentum der Republik Österreich über. Dazu gehörten auch die Hoftheater, also das k. k. Hofburgtheater, die Hofoper sowie das Schönbrunner Schlosstheater. Dieses Gesetz wurde 1920 Teil der Bundesverfassung.
Am 21. Mai 1920 unterstellte die österreichische Staatsregierung die „österreichischen Staatstheater“ (so die damalige offizielle Bezeichnung) dem Staatsamt für Inneres und Unterricht. Als Verwaltungsinstanz wurde die Staatstheaterverwaltung eingesetzt. Hier begann erneut eine Dreiteilung. Die oberste Leitung lag beim Unterrichtsminister, die Verwaltung bei der Staatstheaterverwaltung (später: Bundestheaterverwaltung; kurzzeitig auch: Generalintendanz; schließlich Bundestheaterverband; heute Bundestheater-Holding). Die künstlerische Leitung lag beim Direktor (mit unterschiedlich geregelten Befugnissen).

### Direktionen und künstlerische Leitungen des Burgtheaters

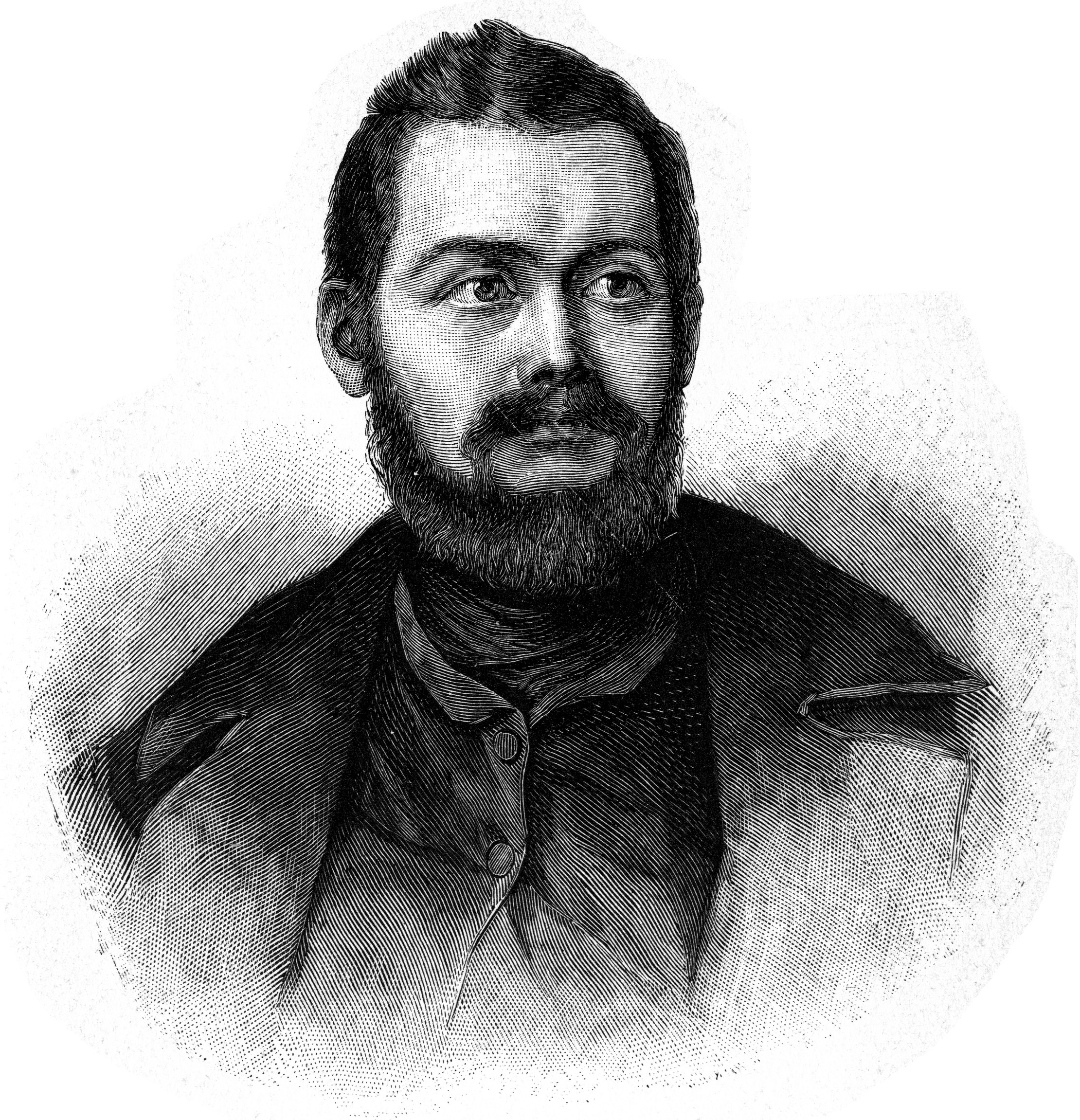
Heinrich Laube,
1849–1867

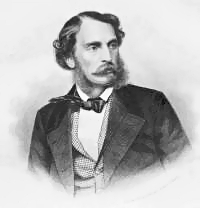
Franz von Dingelstedt,
1870–1881

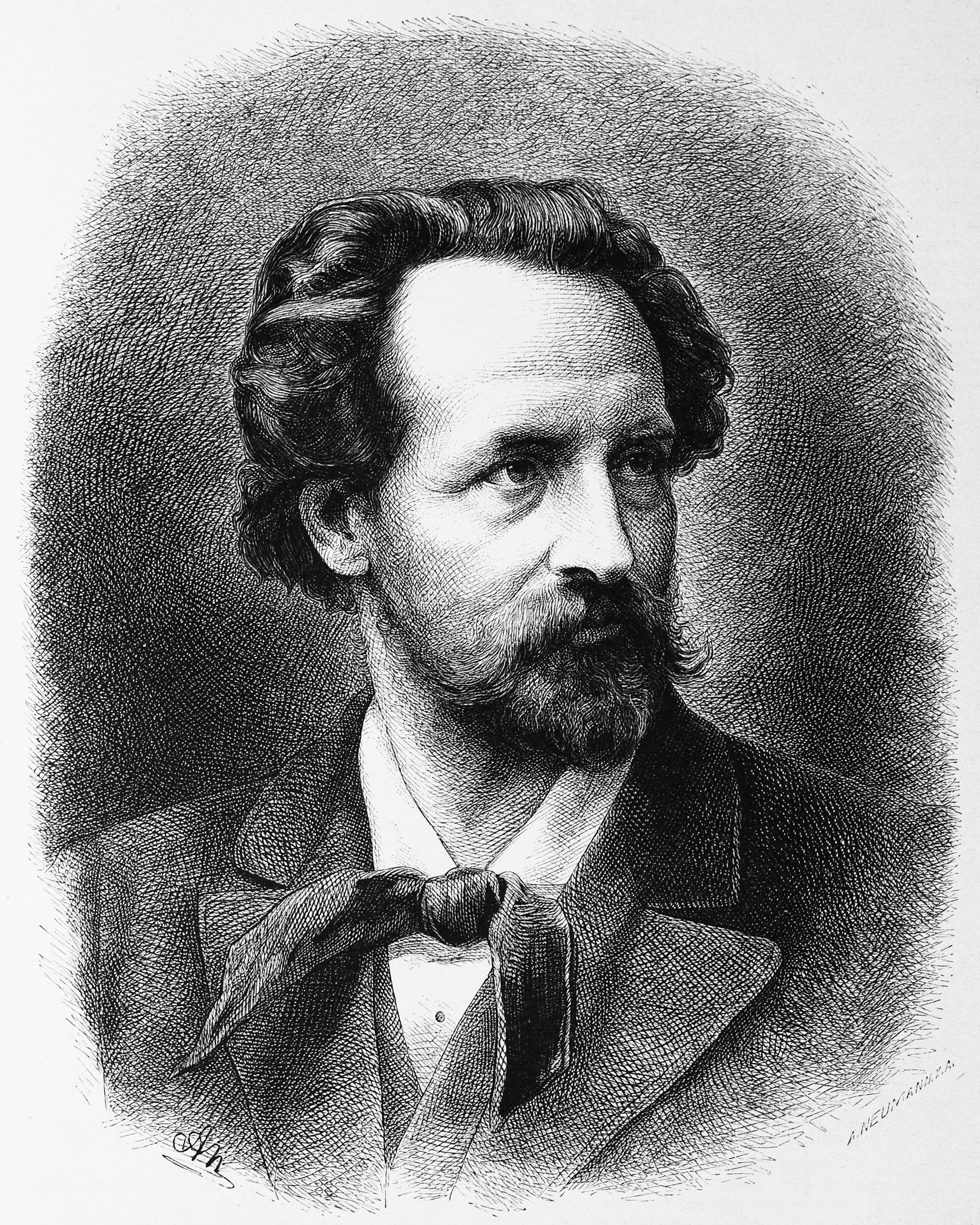
Adolf von Wilbrandt,
1881–1887

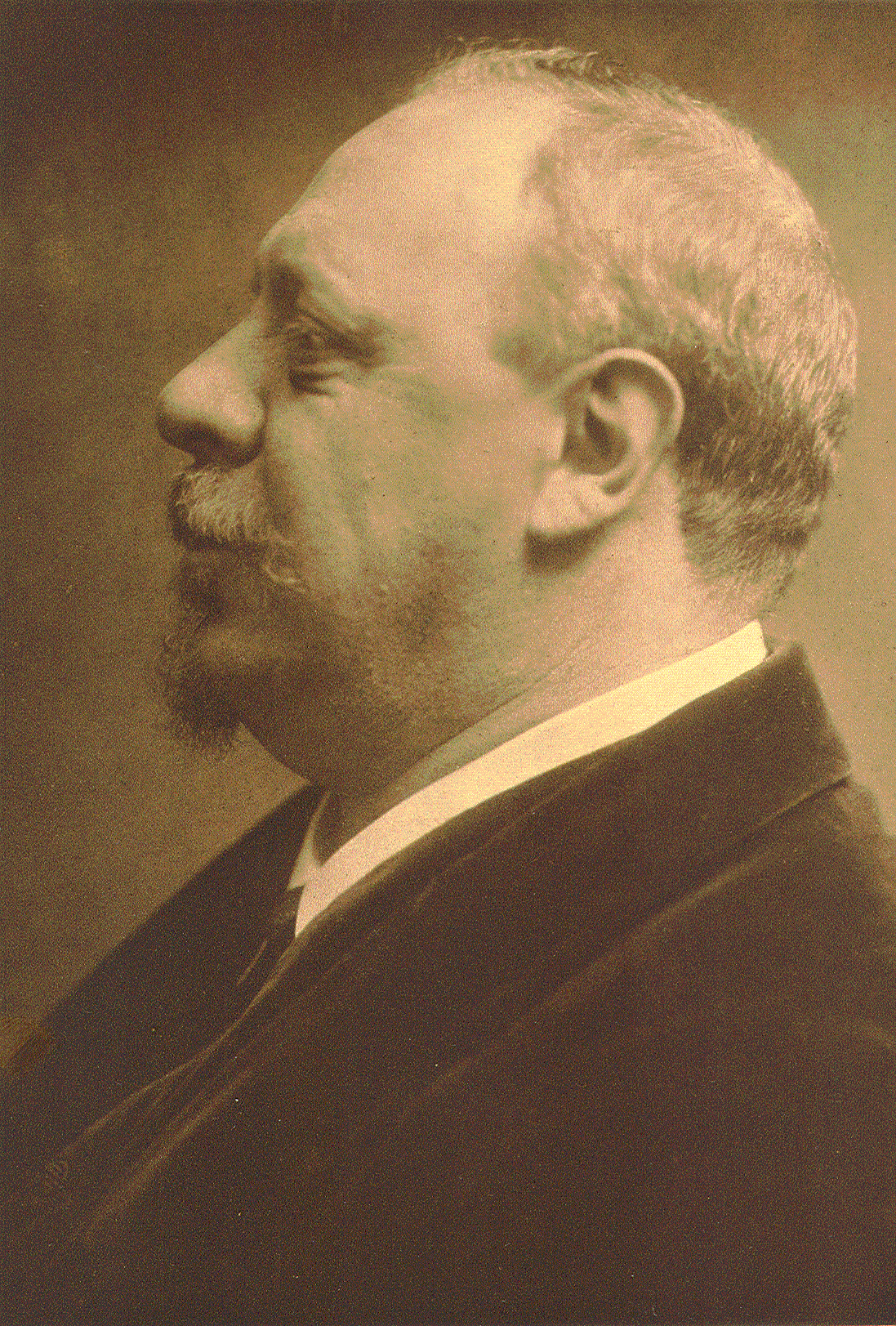
Alfred von Berger,
1910–1912

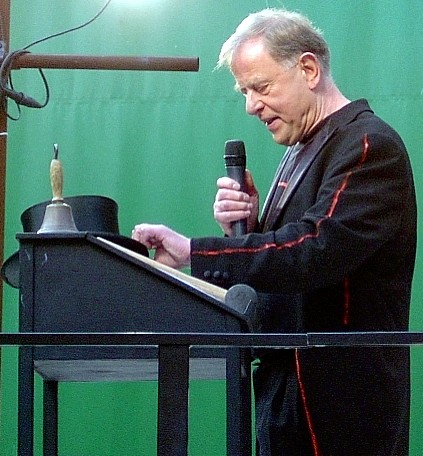
Claus Peymann,
1986–1999

| Name                                                                | Beginn | Ende |
| ------------------------------------------------------------------- | ------ | ---- |
| Künstlerrepublik                                                    | 1776   | 1789 |
| Johann Franz Brockmann                                              | 1790   | 1790 |
| Regiekollegium                                                      | 1790   | 1794 |
| Peter von Braun                                                     | 1794   | 1806 |
| Kavaliersdirektion                                                  | 1807   | 1817 |
| Joseph Schreyvogel                                                  | 1814   | 1832 |
| Johann Ludwig Deinhardstein                                         | 1832   | 1841 |
| Franz Ignaz von Holbein                                             | 1841   | 1849 |
| Heinrich Laube                                                      | 1849   | 1867 |
| Eligius Freiherr von Münch-Bellinghausen; Pseudonym: Friedrich Halm | 1867   | 1868 |
| August Wolff                                                        | 1868   | 1870 |
| Franz Freiherr von Dingelstedt                                      | 1870   | 1881 |
| Adolf von Wilbrandt                                                 | 1881   | 1887 |
| Adolf von Sonnenthal                                                | 1887   | 1888 |
| August Förster                                                      | 1888   | 1889 |
| Adolf von Sonnenthal                                                | 1889   | 1890 |
| Max Burckhard                                                       | 1890   | 1898 |
| Paul Schlenther                                                     | 1898   | 1910 |
| Alfred Freiherr von Berger                                          | 1910   | 1912 |
| Hugo Thimig                                                         | 1912   | 1917 |
| Max von Millenkovich                                                | 1917   | 1918 |
| Dreierkollegium                                                     | 1918   | 1918 |
| Albert Heine                                                        | 1918   | 1921 |
| Anton Wildgans                                                      | 1921   | 1922 |
| Max Paulsen                                                         | 1922   | 1923 |
| Franz Herterich                                                     | 1923   | 1930 |
| Anton Wildgans                                                      | 1930   | 1931 |
| Hermann Röbbeling                                                   | 1932   | 1938 |
| Mirko Jelusich                                                      | 1938   | 1938 |
| Ulrich Bettac                                                       | 1938   | 1939 |
| Lothar Müthel                                                       | 1939   | 1945 |
| Raoul Aslan                                                         | 1945   | 1948 |
| Erhard Buschbeck                                                    | 1948   | 1948 |
| Josef Gielen                                                        | 1948   | 1954 |
| Adolf Rott                                                          | 1954   | 1959 |
| Ernst Haeusserman                                                   | 1959   | 1968 |
| Paul Hoffmann                                                       | 1968   | 1971 |
| Gerhard Klingenberg                                                 | 1971   | 1976 |
| Achim Benning                                                       | 1976   | 1986 |
| Claus Peymann                                                       | 1986   | 1999 |
| Klaus Bachler                                                       | 1999   | 2009 |
| Matthias Hartmann                                                   | 2009   | 2014 |
| Karin Bergmann                                                      | 2014   | 2019 |
| Martin Kušej                                                        | 2019   | 2024 |
| Stefan Bachmann                                                     | 2024   |      |

## Das Burgtheater in Film und Literatur
Bis 1918 gab es ein Verbot, nach dem Schauspielern des Burgtheaters das Mitwirken in Filmen in jeder Form untersagt war. Das Kino galt als Bedrohung für den Fortbestand der Schauspielbühnen, und so wollte man den Filmproduzenten nicht in die Hand spielen. Eine Entspannung dieser Situation begann erst ab 1913 mit den Produktionen des Theaterintendanten Max Reinhardt.
1936 drehte Willi Forst den Spielfilm Burgtheater, der von einem alternden, sich noch einmal verliebenden Burgschauspieler – dargestellt von Werner Krauß – erzählt. Die Zeit der Handlung war 1897, die Personen – wie der „Burgdirektor“ Franz Herterich oder der Schauspieler Friedrich Mitterer, den Krauß verkörpert – waren fiktive Figuren, obwohl der Name Mitterer ein Anspielung auf den Namen des einst tatsächlich gefeierten Schauspielers Friedrich Mitterwurzer ist. Im Film werden Inszenierungen aus den letzten Jahren des 19. Jahrhunderts aufgegriffen, die es tatsächlich gab, Szenen aus Don Carlos, Faust und Kabale und Liebe werden nachgespielt.
Ab 1956 finanzierte das Unterrichtsministerium eine Reihe von Aufzeichnungen von Theaterstücken des Burgtheaters. Die Aufnahmen sollten im Kino gezeigt werden, weshalb mit Alfred Stöger ein Filmregisseur beauftragt wurde. Auf Filmmaterial wurden interessant besetzte Inszenierungen wie Wilhelm Tell (1956, mit Ewald Balser als „Tell“ und Albin Skoda als „Gessler“), Einen Jux will er sich machen (1957, mit Josef Meinrad und Inge Konradi), Don Carlos (1960, mit Walther Reyer) und Der Bauer als Millionär (1961, abermals mit Josef Meinrad) gebannt. Dennoch blieben die Kinoaufführungen spärlich besucht. Lediglich eine Generation von Schulkindern wurde damit zwangsbeglückt.
1982 thematisierte Elfriede Jelinek in ihrem Stück Burgtheater die Zeit der NS-Diktatur in der Geschichte des Burgtheaters. Das Stück wurde 1982 in Bonn uraufgeführt sowie in Österreich im Grazer Theater am Bahnhof erstaufgeführt und stieß auf kontroverse Kritiken, weil es ein negatives Bild der damaligen legendären Ensemblemitglieder zeichnete, so von Paula Wessely und Attila Hörbiger, die in den Hauptfiguren klar erkennbar sind.
Thomas Bernhard beschäftigte sich in seinen Werken immer wieder mit dem Thema Burgtheater, etwa in seinem Roman Holzfällen (1984) – dort lässt er einen saturierten Burgschauspieler auftreten – oder Alte Meister (1985), wo einzelne, zwischen Bewunderung und Verachtung pendelnde Bemerkungen dem Burgtheater gelten. Er schrieb drei Dramolette, in denen Claus Peymann persönlich vorkommt, Claus Peymann verlässt Bochum und geht als Burgtheaterdirektor nach Wien, Claus Peymann kauft sich eine Hose und geht mit mir essen und Claus Peymann und Hermann Beil auf der Sulzwiese, die 1990 erschienen.
Der 2023 erschienene Kriminalroman Böses Licht von Ursula Poznanski spielt teilweise im Burgtheater.
Heute dient das Burgtheater oft als beliebte Kulisse für Fernsehfilme. In der Krimikomödie Wiener Blut von Dirk Regel mit Ottfried Fischer in der Hauptrolle wird ein Burgschauspieler (dargestellt von Markus Hering) ermordet. Die letzten zwanzig Minuten des österreichischen Kinderfilms Die drei Posträuber (Regie: Andreas Prochaska), der 1998 nach einem Buch von Christine Nöstlinger gedreht wurde, spielen auf der Bühne und im Requisitenlager des Burgtheaters.

## Das Burgtheater im Fernsehen
Die interessantesten Produktionen des Burgtheaters werden vom ORF aufgezeichnet und sind in dessen Programm, aber auch auf 3sat oder dem ZDFtheaterkanal zu sehen. Der Fernsehregisseur Peter Schönhofer macht statt bloßer Aufzeichnungen Theaterfilme der etwas anderen Art. Seine zwei bekanntesten sind die Verfilmungen von Don Carlos und von König Ottokars Glück und Ende. Die Dreharbeiten zu seinen Filmen dauern mehrere Tage und umfassen sowohl reguläre Aufführungen als auch Proben, bei denen die Kamerateams die Möglichkeit haben, Szenen direkt auf der Bühne zu drehen. Der Theaterfilm wird somit aus mehreren Vorstellungen zusammengeschnitten und beinhaltet auch Nahaufnahmen und auf der Bühne gefilmte Szenen, die bei herkömmlichen Live-Aufzeichnungen nicht machbar sind. Beim Berliner Theatertreffen 2005 wurde statt der Aufführung von Don Carlos der Theaterfilm von Schönhofer gezeigt, da kein Berliner Theater die technischen Voraussetzungen, die vom Burgtheater für die Inszenierung von Andrea Breth verlangt wurden, erfüllen konnte. Einige Produktionen sind auch auf DVD erhältlich, wenn das Stück nicht mehr gespielt wird. Durch Dokumentarfilme kann der Fernsehzuschauer ab und zu Einblick hinter die Kulissen gewinnen, wie im Film der ORF-Moderatorin Erna Cuesta (2005), Das Wiener Burgtheater – Vor und hinter den Kulissen einer Weltbühne.

## Publikationen
Das Burgtheater hat ein Magazin, das vorspiel, das fünfmal jährlich erscheint. Es wird als Beilage der Tageszeitung Der Standard verbreitet, kann aber in den Spielstätten des Burgtheaters und in den größeren Theaterkassen gratis mitgenommen werden. Auf der Homepage findet man jedes vorspiel zum Herunterladen.
Beim Deuticke Verlag erscheinen regelmäßig Bücher über wichtige Regisseure, Schauspieler und das Theater als edition burgtheater. Bis jetzt sind insgesamt acht Bände erschienen.

## Uraufführungen am Burgtheater (Auswahl)
- 1771, 2. Juni – Armida von Antonio Salieri
- 1782, 16. Juli – Die Entführung aus dem Serail. Singspiel von Wolfgang Amadeus Mozart (Musik) und Johann Gottlieb Stephanie (Libretto)
- 1785, 12. Oktober – La grotta di Trofonio. von Antonio Salieri (Musik) und Giambattista Casti (Libretto)
- 1786, 1. Mai – Le nozze di Figaro von Wolfgang Amadeus Mozart (Musik) und Lorenzo Da Ponte (Libretto)
- 1786, 17. November – Una cosa rara. von Vicente Martín y Soler (Musik) und Lorenzo Da Ponte (Libretto)
- 1788, 8. Jänner – Axur, re d’Ormus. von Antonio Salieri (Musik) und Lorenzo Da Ponte (Libretto)
- 1789, 11. Dezember – La Cifra von Antonio Salieri
- 1790, 26. Jänner – Così fan tutte von Wolfgang Amadeus Mozart (Musik) und Lorenzo Da Ponte (Libretto)
- 1818, 21. April – Sappho von Franz Grillparzer
- 1821, 26./27. März – Das goldene Vlies von Franz Grillparzer
- 1825, 19. Februar – König Ottokars Glück und Ende von Franz Grillparzer
- 1831, 3. April – Des Meeres und der Liebe Wellen von Franz Grillparzer
- 1834, 4. Oktober – Der Traum ein Leben von Franz Grillparzer
- 1838, 6. März – Weh dem, der lügt! von Franz Grillparzer
- 1849, 19. April – Herodes und Mariamne von Friedrich Hebbel
- 1874, 21. Jänner – Libussa von Franz Grillparzer
- 1889, 25. April – Gyges und sein Ring von Friedrich Hebbel
- 1895, 9. Oktober – Liebelei von Arthur Schnitzler (mit Adele Sandrock)
- 1899, 1. März – Der grüne Kakadu von Arthur Schnitzler
- 1902, 29. November – Der arme Heinrich von Gerhart Hauptmann (Regie: Hugo Thimig; mit Josef Kainz, Lotte Medelsky)
- 1913, 16. Oktober – Pygmalion von George Bernard Shaw
- 1929, 3. Dezember – Spuk von Gerhart Hauptmann:
  - Die schwarze Maske (Regie: Hans Brahm; mit Paul Hartmann, Else Wohlgemuth)
  - Hexenritt. Ein Satyrspiel (Regie: Hans Brahm; mit Hans Marr, Albert Heine)
- 1934, 21. Oktober – Der Schelm von Bergen von Carl Zuckmayer
- 1939, 11. November – Ulrich von Lichtenstein von Gerhart Hauptmann (Regie: Lothar Müthel; mit Ewald Balser, Käthe Dorsch)
- 1943, 15. November – Iphigenie in Aulis von Gerhart Hauptmann (Regie: Lothar Müthel; mit Ewald Balser, Käthe Dorsch)
- 1952, 8. März – Herbert Engelmann von Gerhart Hauptmann. Bearbeitung: Carl Zuckmayer (Burgtheater im Akademietheater; Regie: Berthold Viertel; mit O. W. Fischer)
- 1974 – 4. Mai: Die Jagdgesellschaft von Thomas Bernhard (Regie Claus Peymann, Bühnenbild und Kostüme Karl-Ernst Herrmann; mit Judith Holzmeister, Joachim Bißmeier, Werner Hinz, Rudolf Wessely; auch TV-Aufzeichnungen für den ORF)
- 1976 – 31. März: Magnetküsse von Wolfgang Bauer (Regie Fritz Zecha; Bühnenbild Thomas Richter-Forgách, Kostüme Alice-Maria Schlesinger; mit Gertraud Jesserer, Wolfgang Hübsch, Tom Krinzinger, Franz Morak, Ulli Fessl, Wolfgang Gasser, Gabriele Buch, Bibiana Zeller)
- 1976 – 26. Juni: Die Berühmten von Thomas Bernhard (zunächst im Theater an der Wien, dann im Akademietheater; Regie Peter Lotschak, Bühnenbild und Kostüme Gian Maurizio Fercioni; mit Horst Christian Beckmann, Franz Morak, Johanna Matz, Angelika Hauff, Wolfgang Gasser, Bibiana Zeller, Rudolf Wessely)
- 1979, 17. November – Protest von Václav Havel
- 1986, 23. Mai – Pokouseni von Václav Havel
- 1988, 1. Juni – Die Minderleister von Peter Turrini
- 1988, 4. November – Heldenplatz von Thomas Bernhard (Regie: Claus Peymann)
- 1990, 10. November – Tod und Teufel von Peter Turrini
- 1991, 12. April – Babylon-Blues von George Tabori
- 1992, 14. Mai Fernando Krapp hat mir diesen Brief geschrieben von Tankred Dorst
- 1992, 22. Juni Goldberg-Variationen von George Tabori
- 1993, 17. Februar – Alpenglühen von Peter Turrini
- 1998, 23. Jänner – Ein Sportstück von Elfriede Jelinek (Regie: Einar Schleef)
- 2000 – Viridiana von Luis Buñuel (Regie: Dimiter Gotscheff)
- 2003 – Transdanubia Dreaming von Bernhard Studlar (Regie: Nicolas Brieger)
- 2004 – Schwarzenbergplatz von Rimini Protokoll (Kasino am Schwarzenbergplatz)
- 2006 – Boulevard Sevastopol von Igor Bauersima (Akademietheater)
- 2011, 21. Dezember – Froschfotzenlederfabrik von Oliver Kluck (Regie: Anna Bergmann, Kasino am Schwarzenbergplatz)
- 2013 – Schatten (Eurydike sagt) von Elfriede Jelinek (Regie: Matthias Hartmann, Akademietheater)
- 2016 – Die Unschuldigen, ich und die Unbekannte am Rand der Landstraße von Peter Handke (Regie: Claus Peymann)

## Bildergalerie

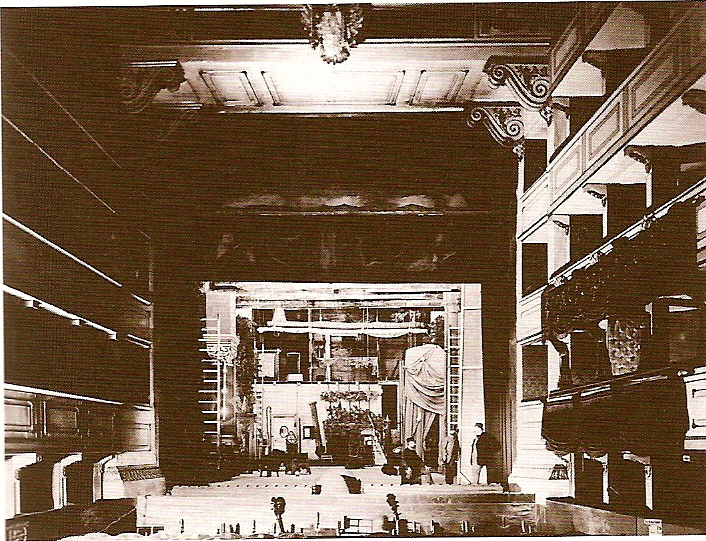
Blick aus dem Zuschauerraum in Richtung Bühne (um 1880). Rechts im Rang die Kaiserloge.
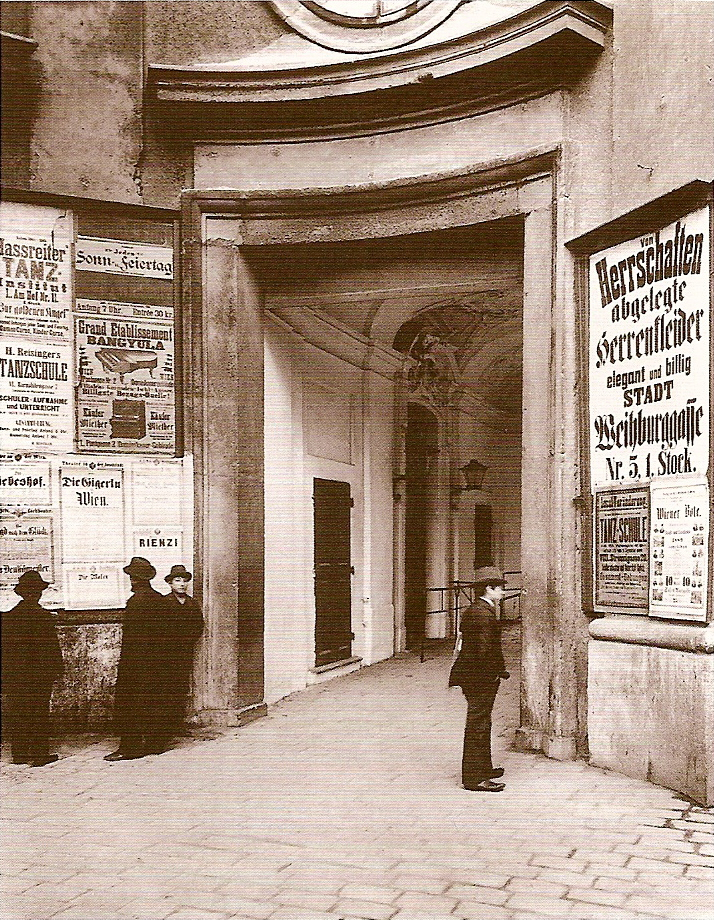
Eingang zum alten Burgtheater mit Theaterplakaten (um 1880). Der eigentliche Eingang zwischen den Kandelabern ist heute noch im Bereich der Michaelerkuppel vorhanden und mit einer Gedenkplakette versehen.
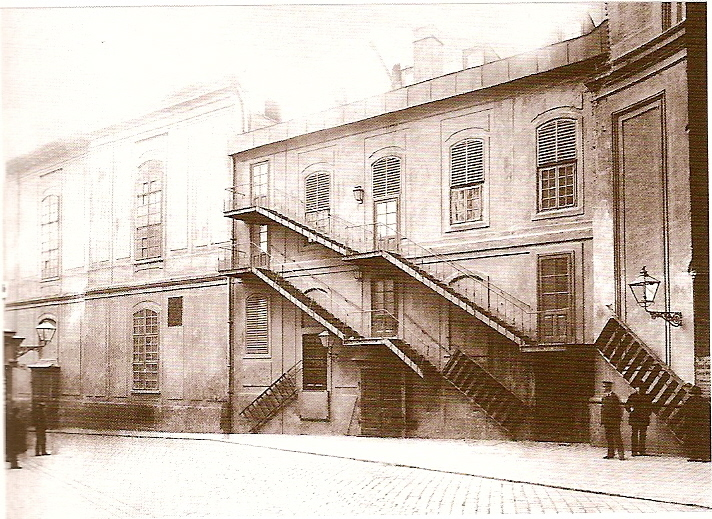
Nottreppen des alten Burgtheaters (um 1880)
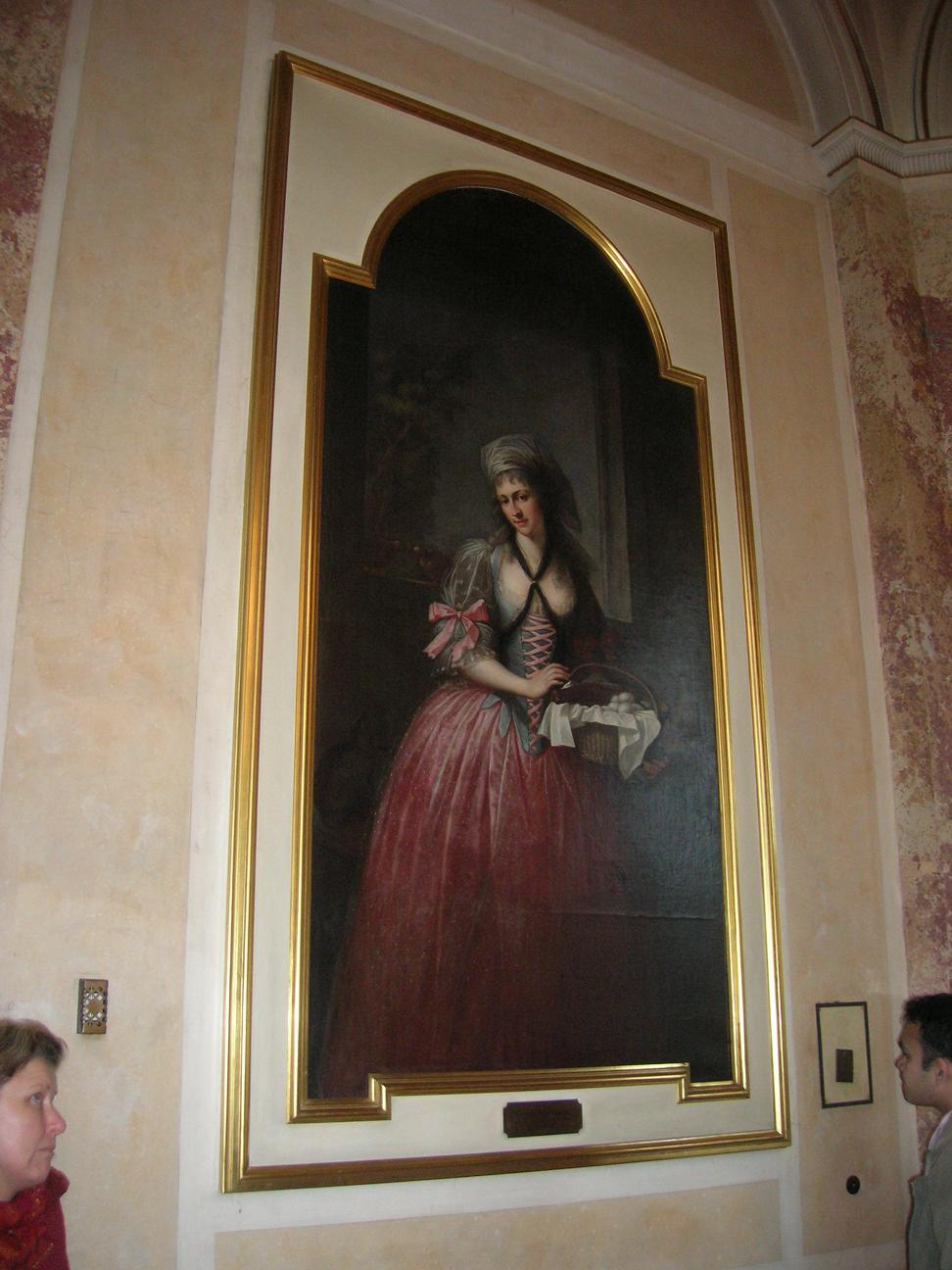
Bild aus der alten Porträtgalerie vom Michaelerplatz, im unteren Teil ist die nachträgliche „Verlängerung“ erkennbar
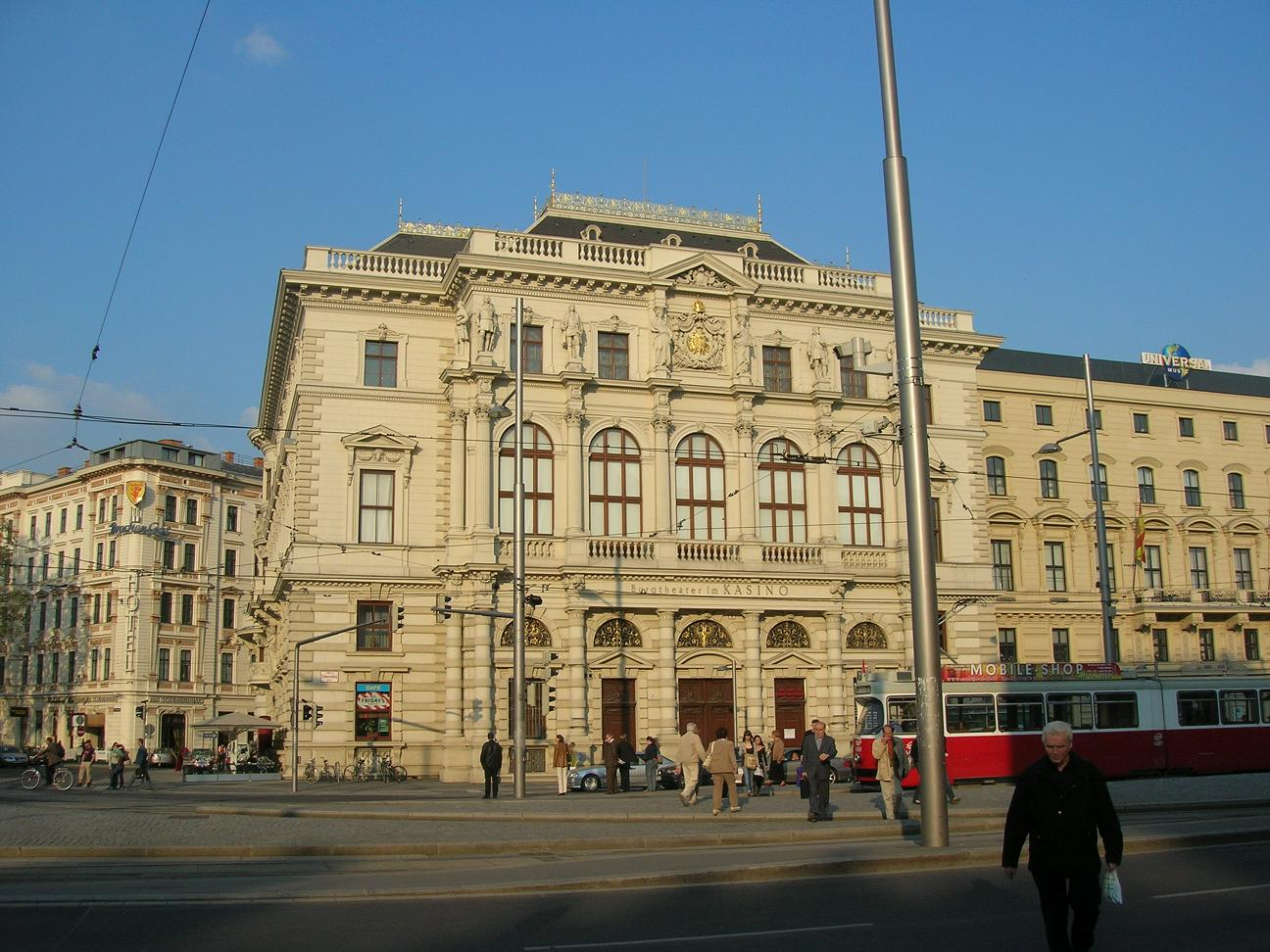
Palais Erzherzog Ludwig Viktor, beherbergt heute das Kasino Burgtheater, Schwarzenbergplatz